# Melilla A Nova
Melilla A Nova ou Ensancho de Melilla é a ampliação da cidade espanhola de Melilla surgida a partir do século XIX, mas especialmente durante o século XX.
Desde finais do século XIX século XIX  iniciou-se um período de esplendor a Melilla que gerou uma cidade moderna, e depois de Barcelona a cidade espanhola com maior representação da arte modernista, bem como a maior representação do modernismo em África.
Existem mais de mil edifícios catalogados que fazem parte do Conjunto Histórico Artístico da Cidade de Melilla, um Bem de Interesse Cultural, e se encontram repartidos pelo ensancho central e pelos seus bairros. Muitos deles são projetos de um arquiteto da Escola de Barcelona estabelecido em Melilla, Enric Nieto e Nieto, que produziu uma muito ampla obra modernista, como seguidor do arquiteto Lluis Domènech i Montaner. Destacam os seus edifícios modernistas florais. Outros autores modernistas a Melilla foram Emilio Alzugaray Goicoechea e Tomás Moreno Lázaro. Nos anos trinta, a Arte déco tomou na arquitetura de Melilla, e arquitetos como Francisco Hernanz Martínez ou Lorenzo Ros Costa realizaram espetaculares edifícios nos bairros da cidade.

## Fortes exteriores

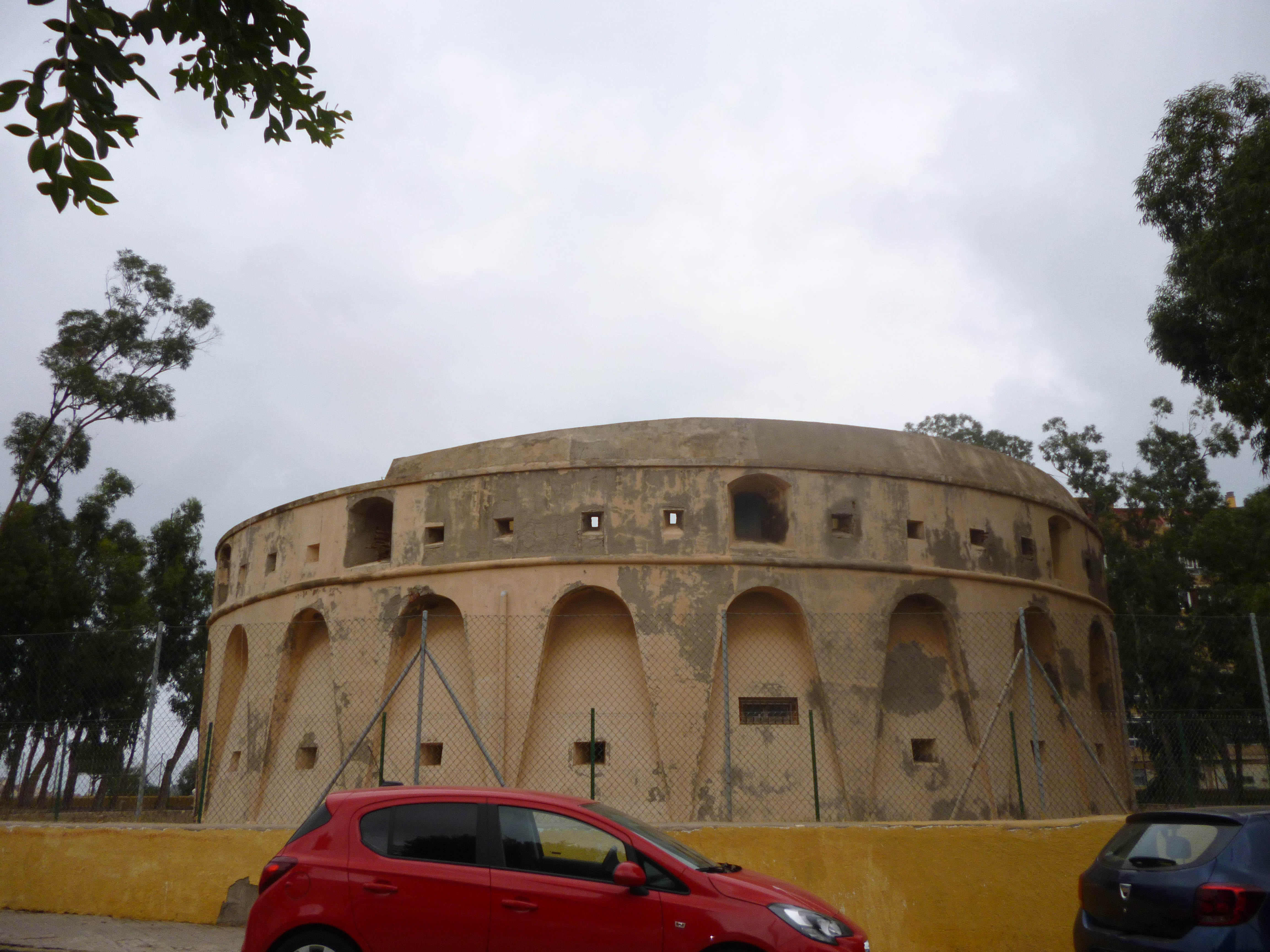
Fort de Camells
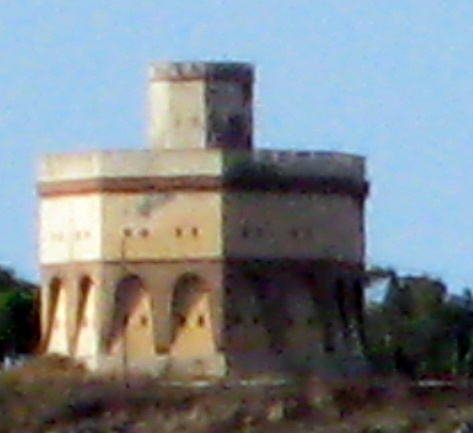
Fortí de Reina Regent
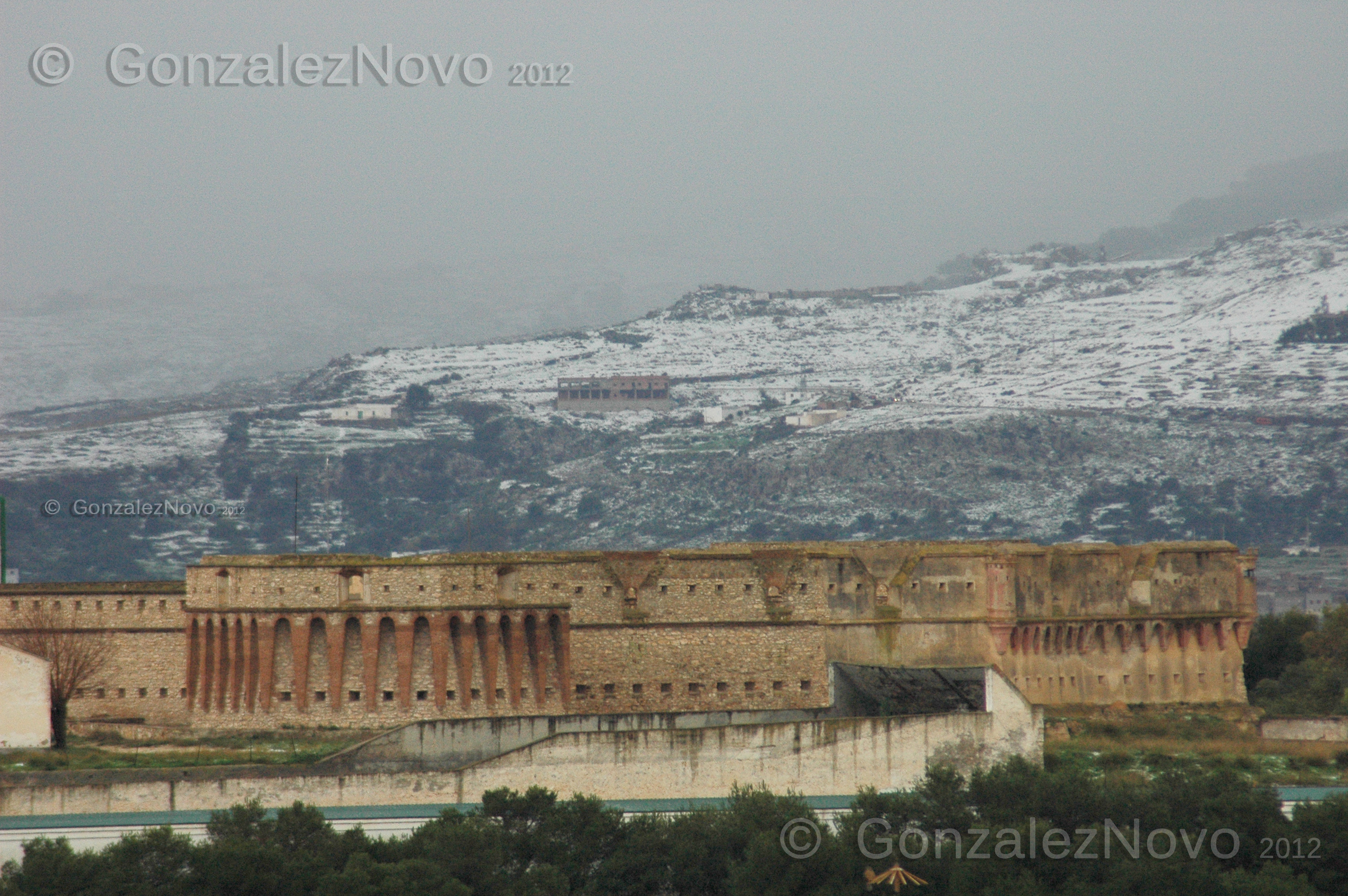
Fort de Cabrerizas Altes
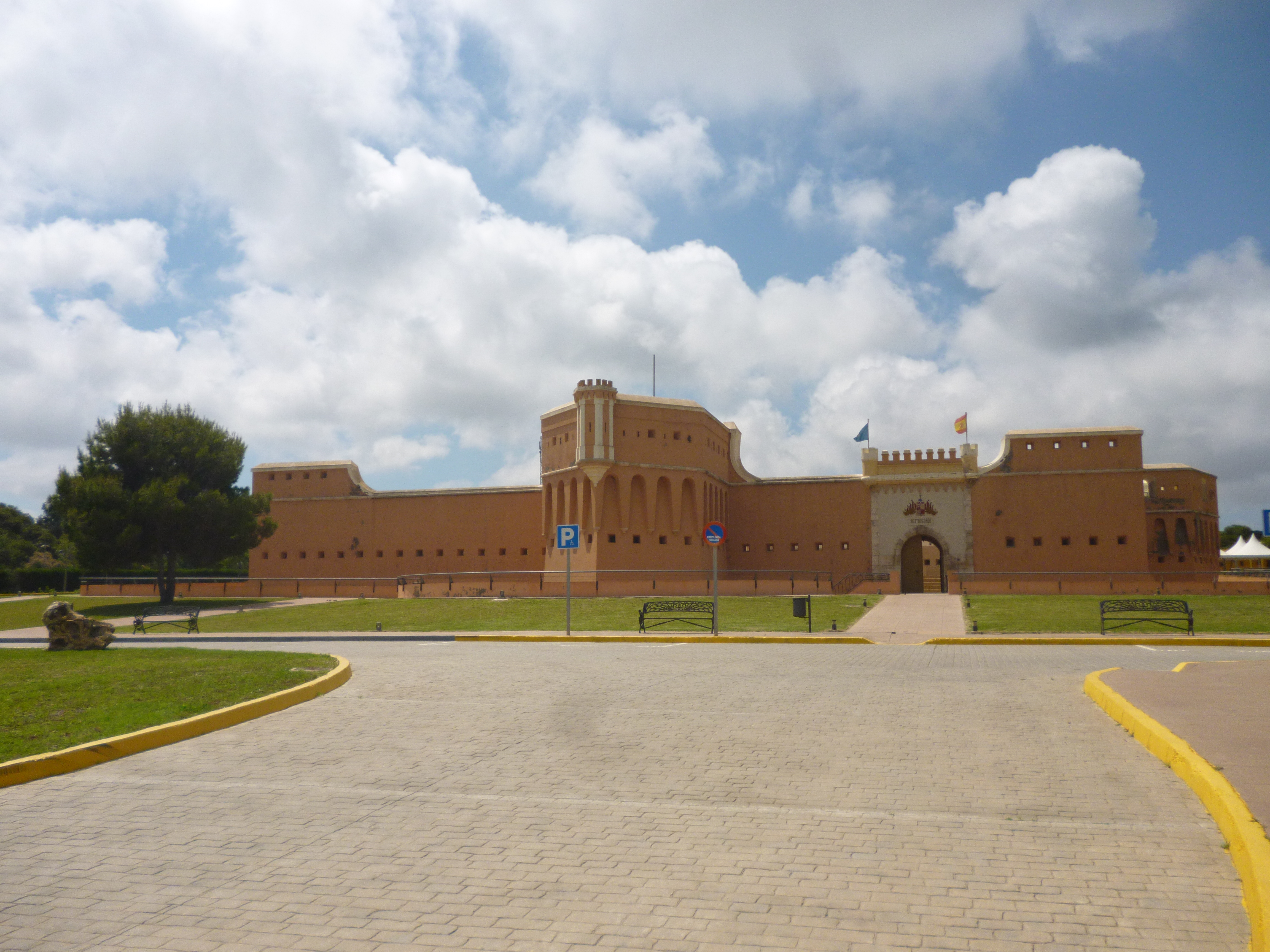
Fort de Rostrogordo

São um conjunto de fortificações, fortes não conectados entre si e a bastante distancia os uns dos outros, construídos na segunda metade do século XIX século XIX  num estilo neomedieval bastante mais gracioso que ameaçador, curull de uma beleza que em alguns casos, ao estar pintados de vivas cores, como o laranja, fazem esquecer a sua função defensiva, mais parecem elementos de jogos e diversão que estruturas defensivas.
Estão construídos com pedra da zona para os muros e tijolos totxos para os arcos e as voltas, com técnicas de fortificação obsoletas, incapazes de fazer frente à artilharia moderna, porque as kabilas rifeñas, o inimigo do qual tinham de defender Melilla não contavam com artilharia.

## Historicismos
Quase todos edifícios públicos, espaços de cultos.

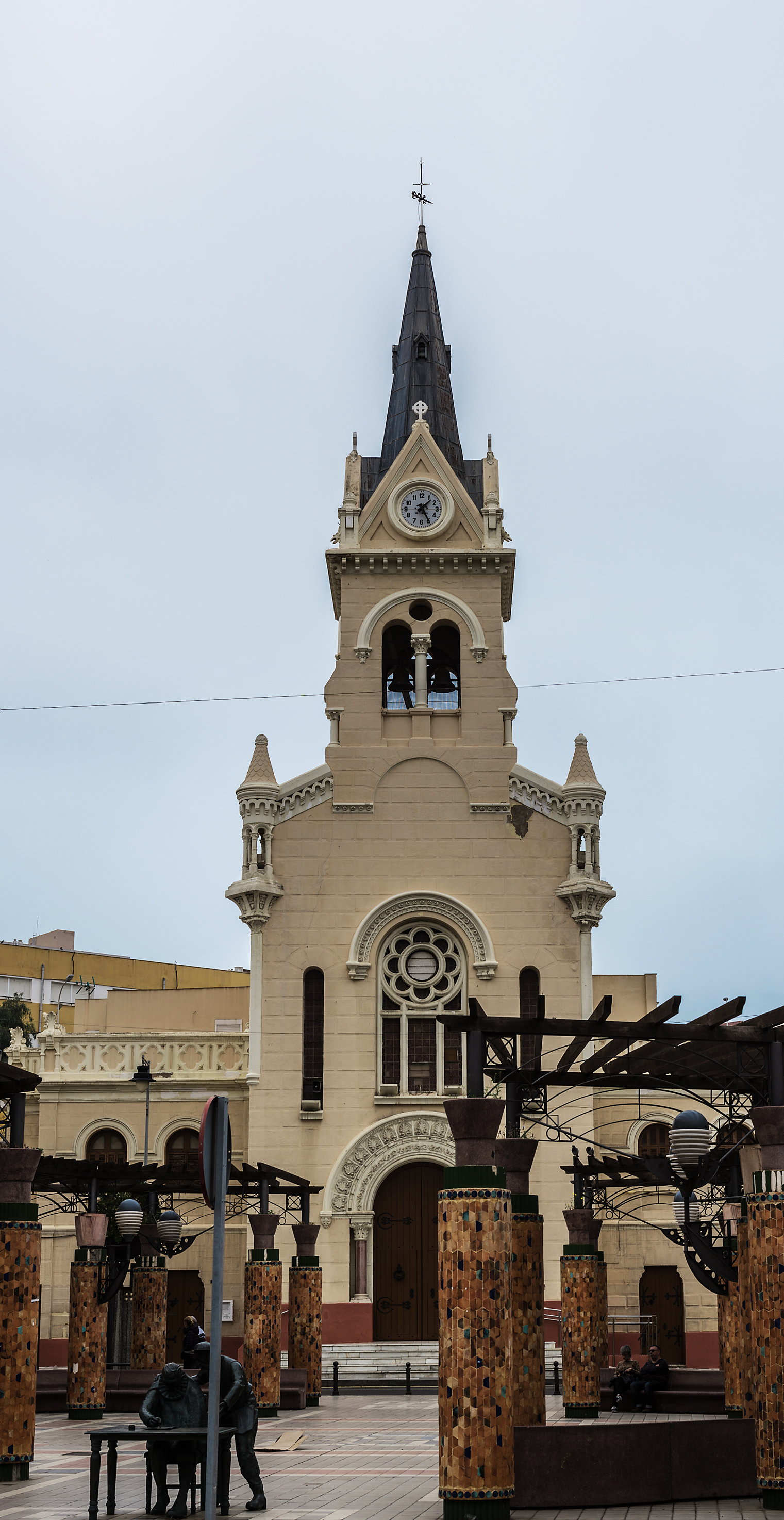
Església del Sagrat Cor de Jesús
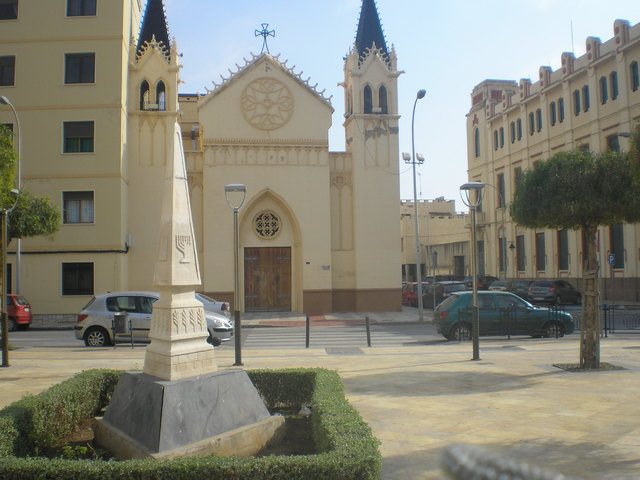
Capella Castrense
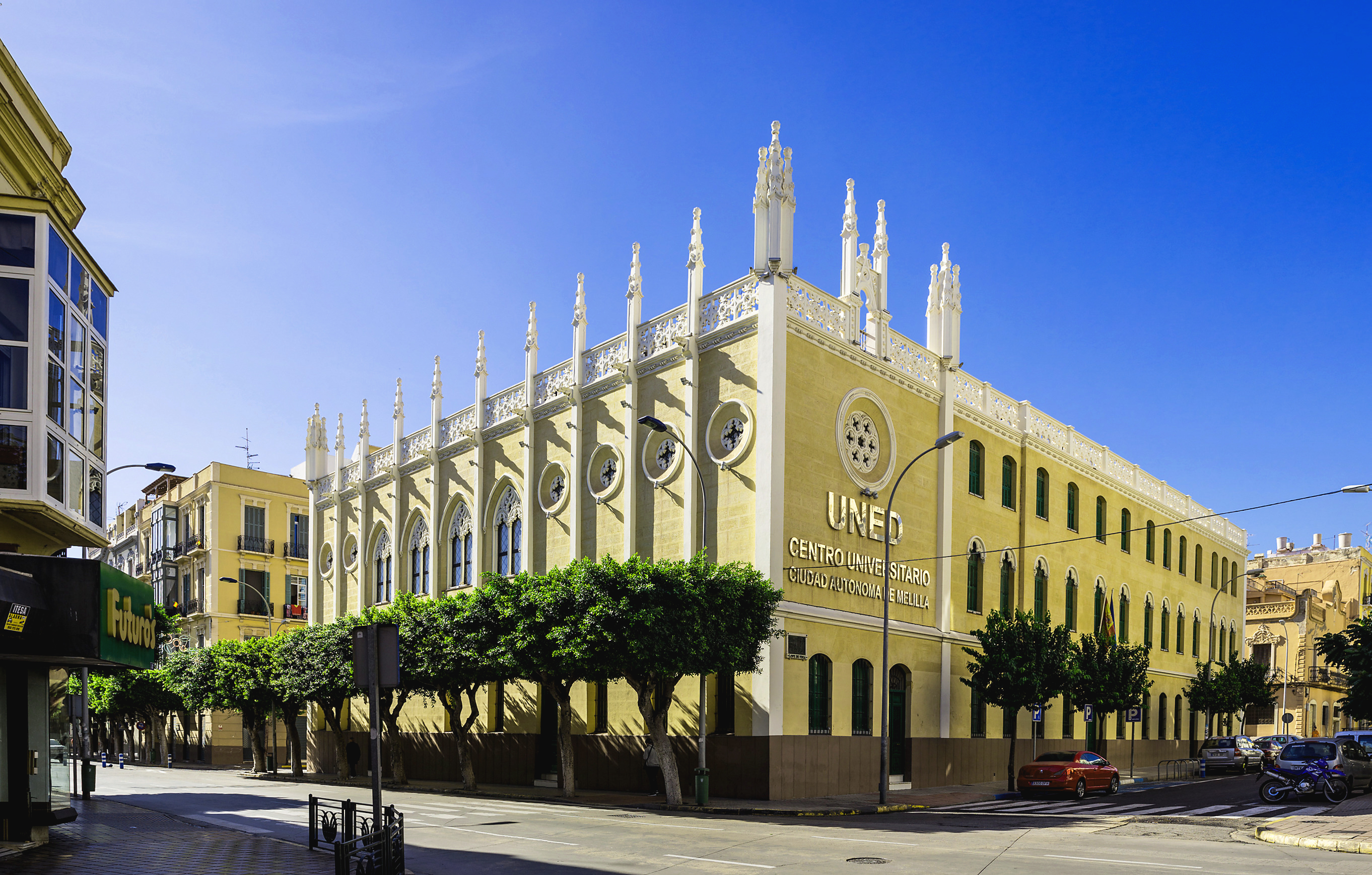
Antic Col·legi del Bon Consell
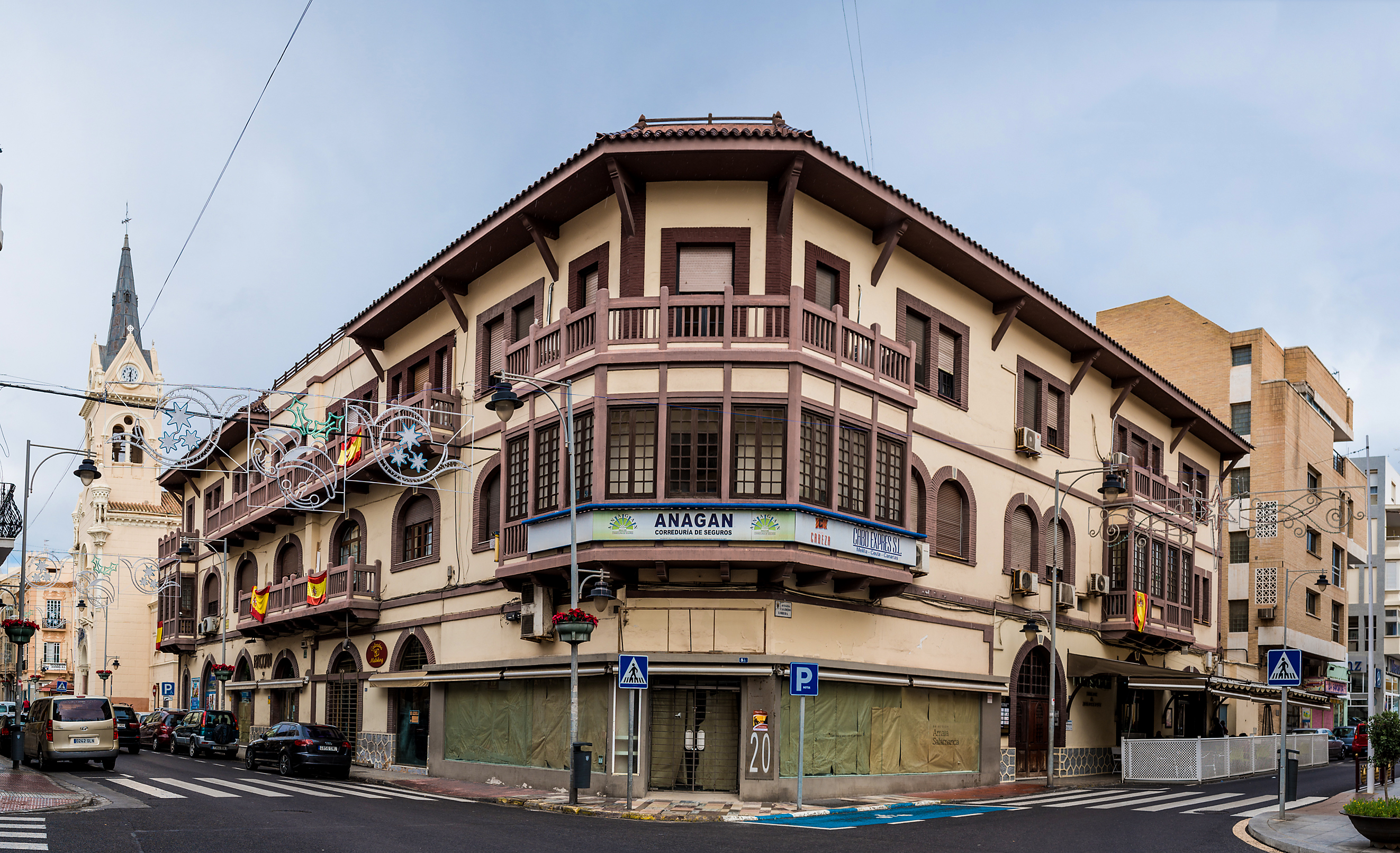
Edifici Gaselec
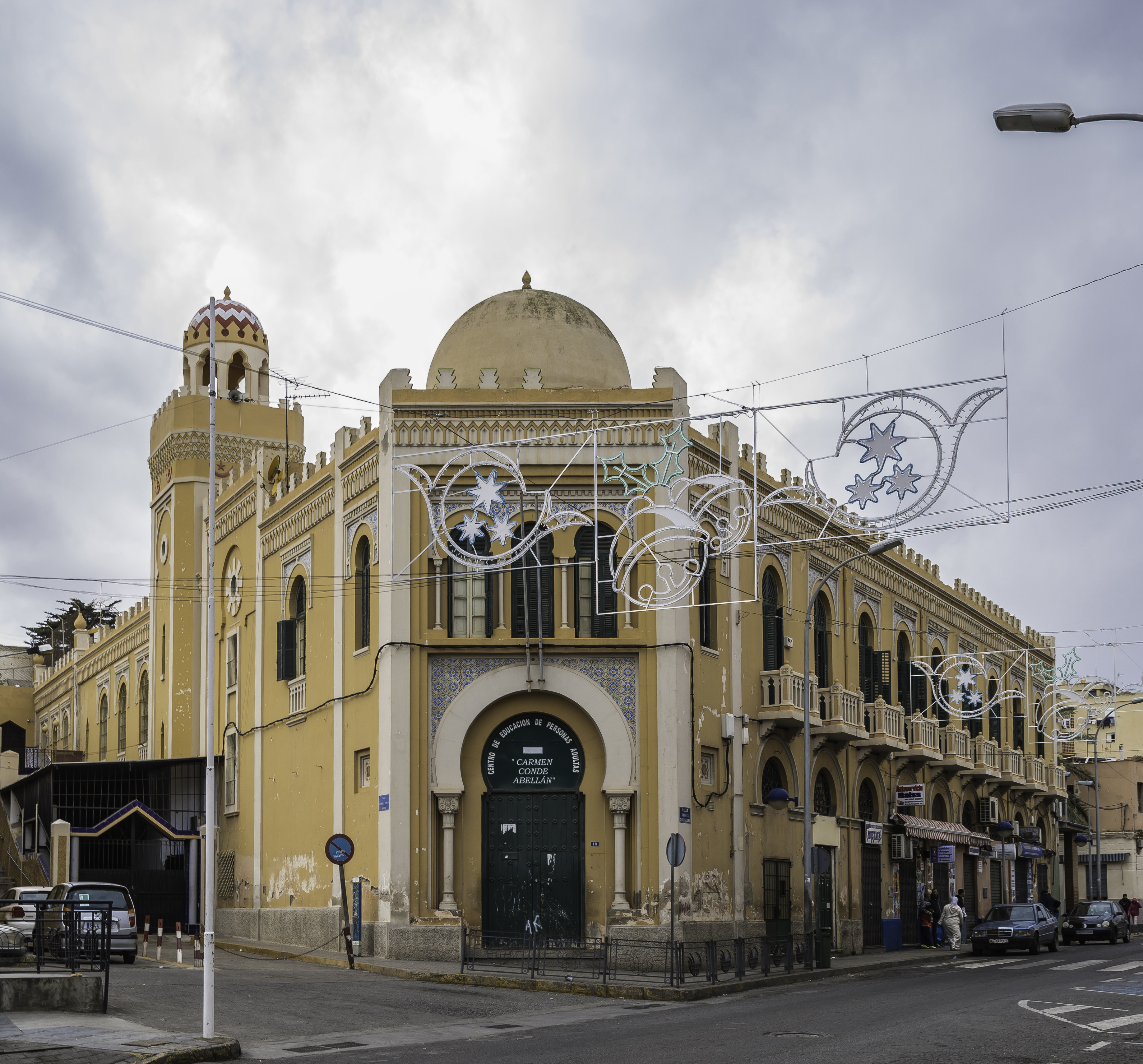
Mesquita Central
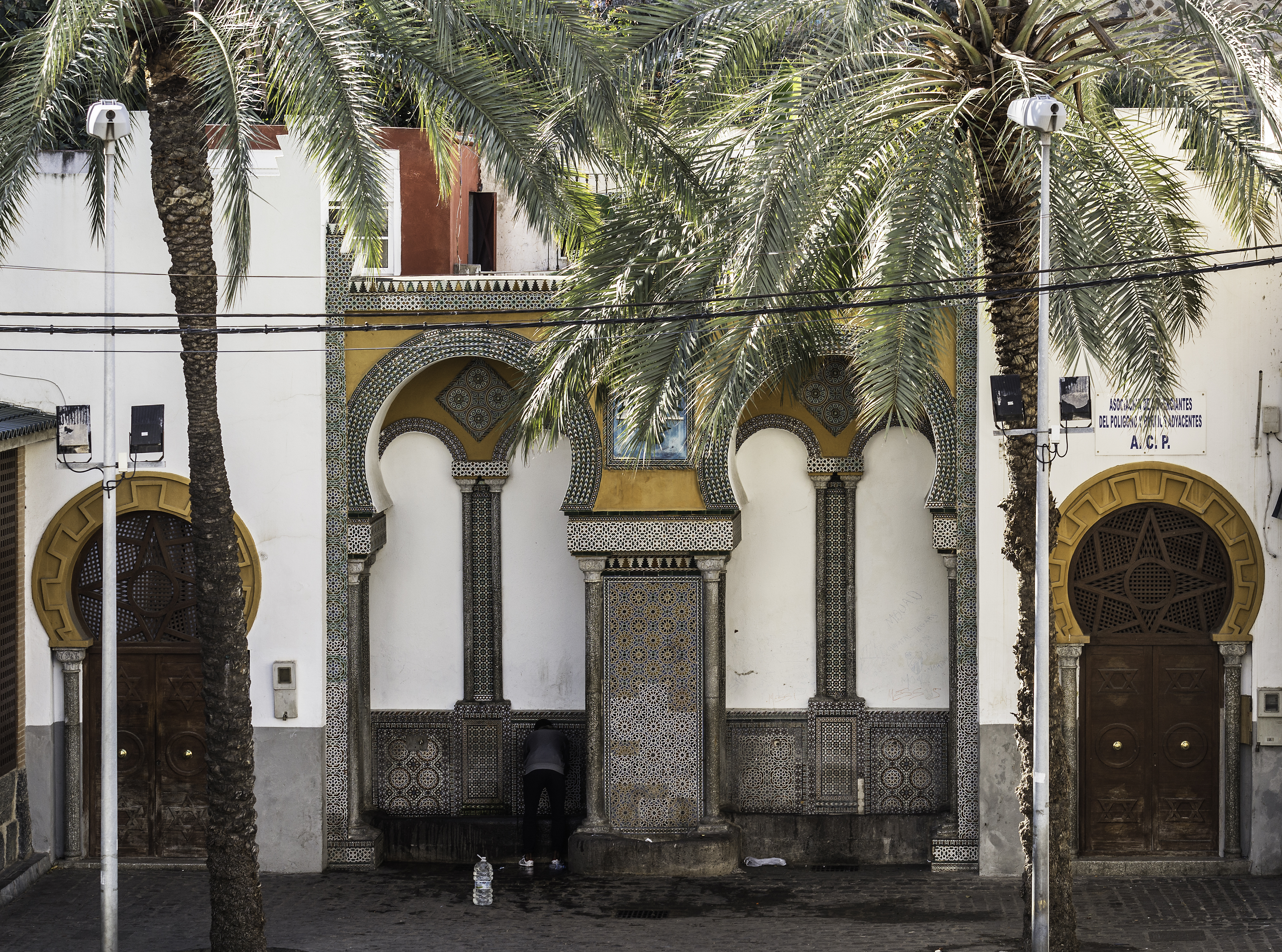
Font del Bombillo
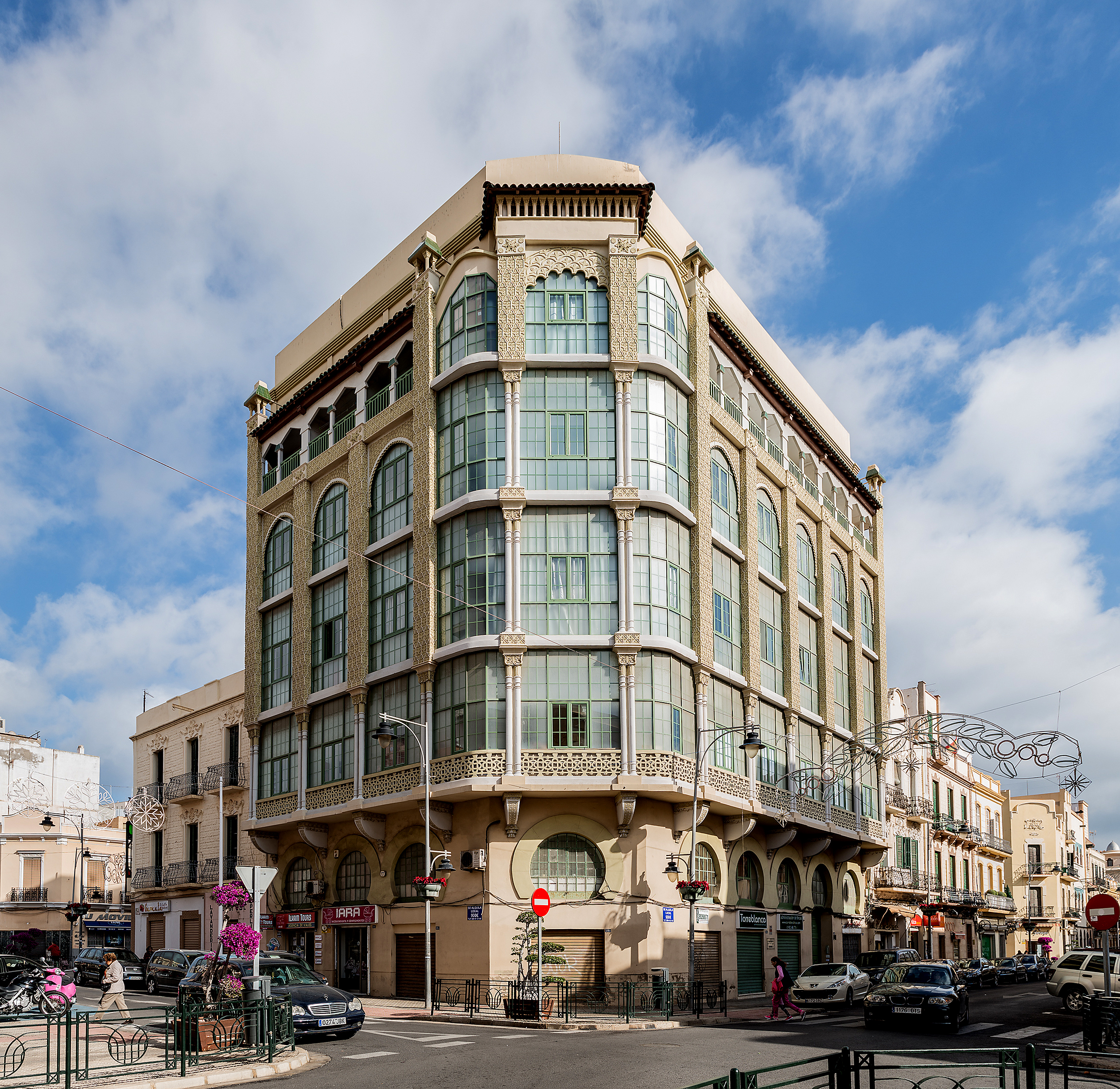
Casa dels Cristalls

A igreja do Sagrado Coração de Jesus (1911-1918), a capela do Hospital da Cruz Vermelha, atual freguesia de São Francisco Javier (Melilla) (1926-1927), a capela do Cristo Rei (1939-1941), a praça de touros (1946-1947), a capela castrense (1920-1923), a capela de São João Baptista (1927), o antigo Colégio do Bom Conselho, a freguesia da Medalha Miraculosa, a casa de Joaquín Burillo, o edifício Gaselec e a casa de José Alcaine Díaz (1949) ou neoárabes, como a mesquita do Bom Acordo (1927) ou a mesquita central, com a próxima fonte do Bombillo, a casa de Yamín Benarroch que alberga a sinagoga Ouro Zaruah, bem como outros edifícios públicos, hotéis como o Grande Hotel Reina Victòria, atual casa dos Cristais, centros sociais Casino Militar, Centro Cultural dos Exércitos e hospitais edifício da antiga Escola de Artes e Oficis Artísticos.

## Ecletismos

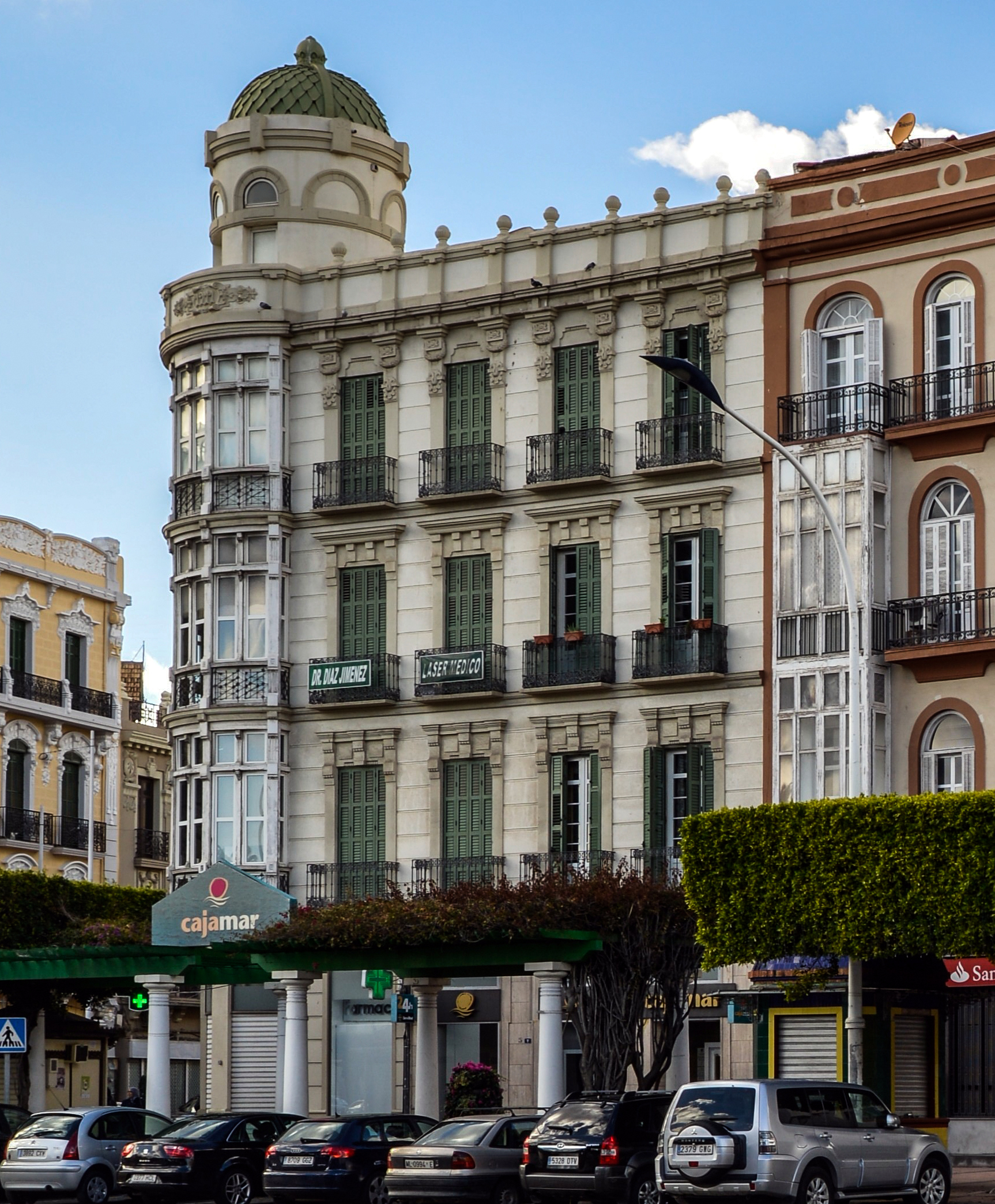
Edifici Metropol
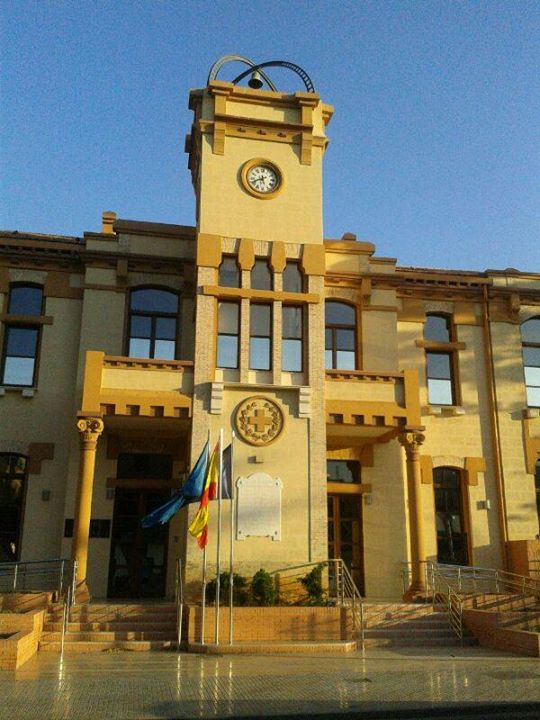
Grup d'Escoles Mixtes Alfons XIII
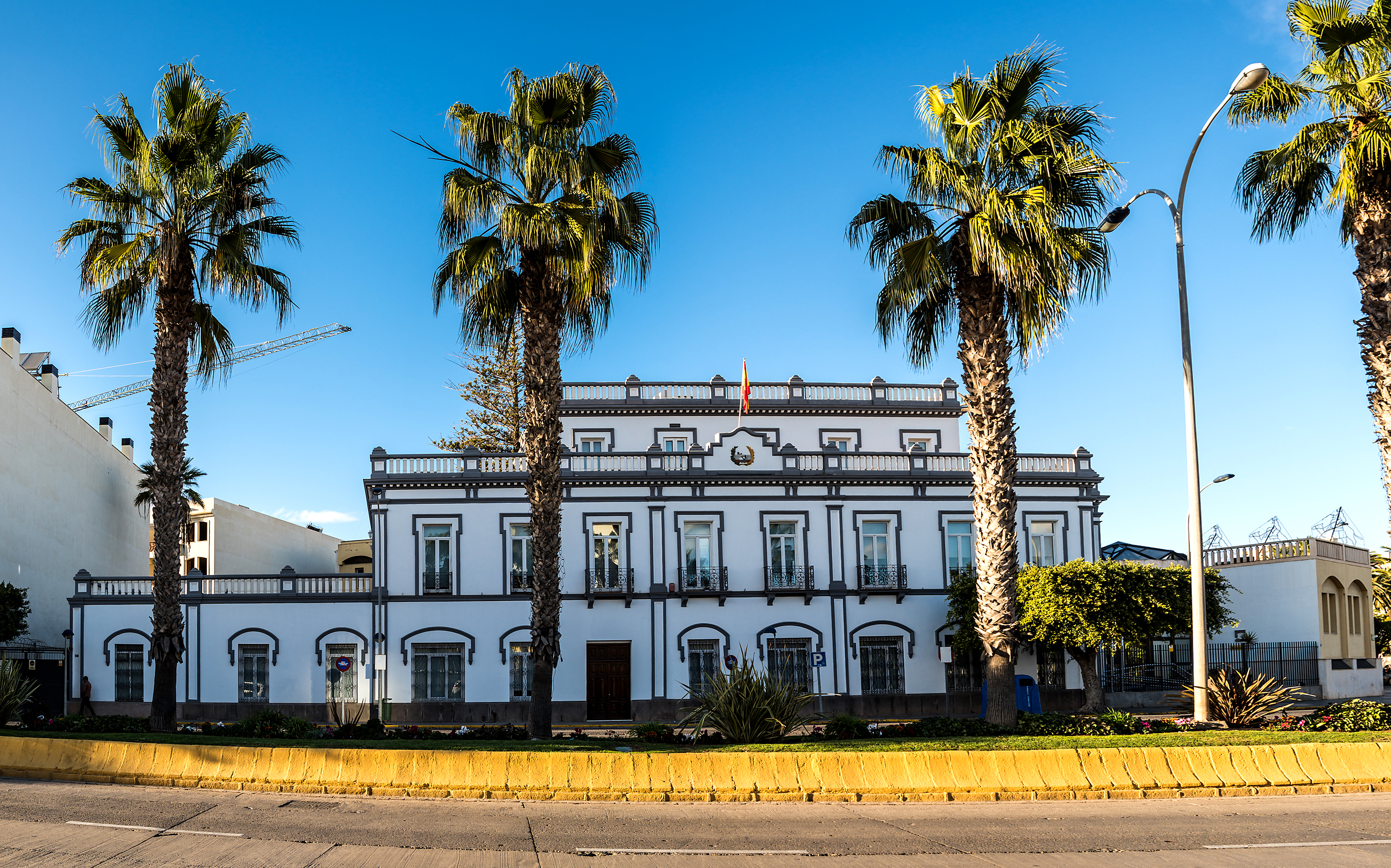
Edifici de l'Autoritat Portuària de Melilla
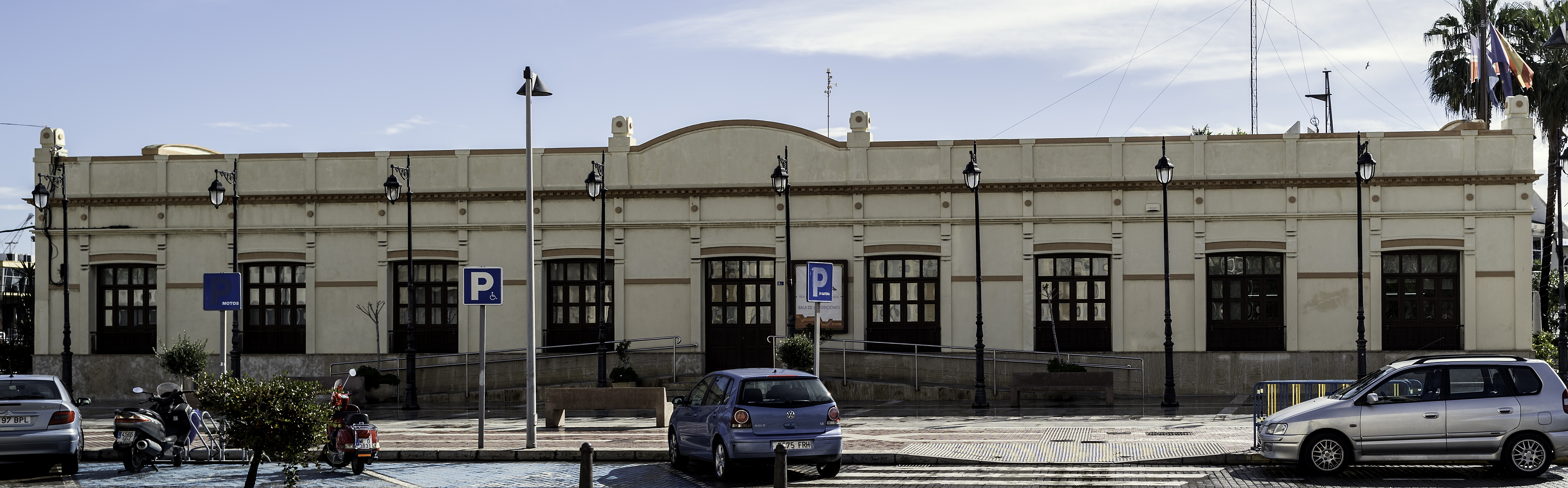
Antiga estació sanitària del Port de Melilla
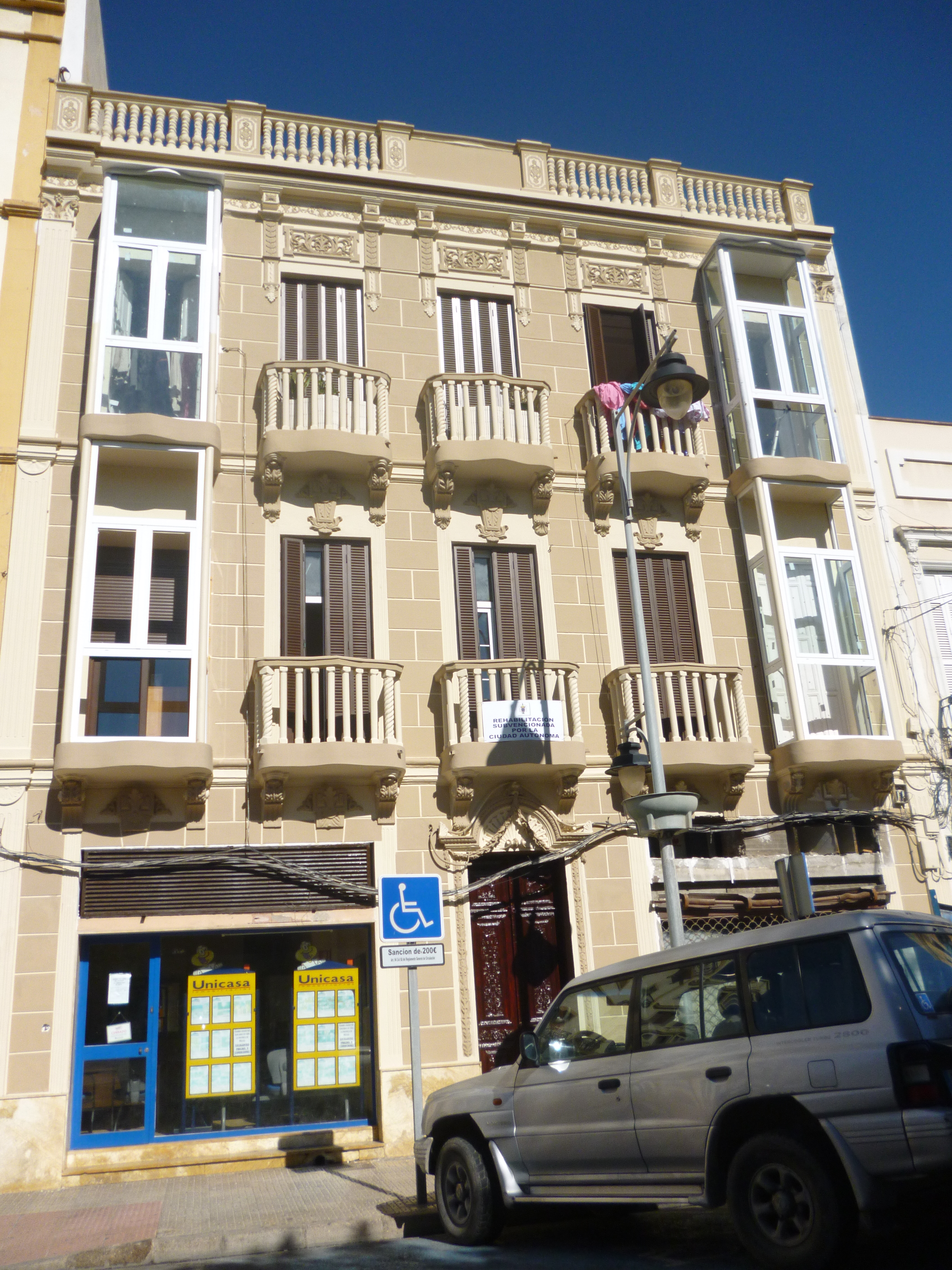
Seu de la Societat Civil La Constructora
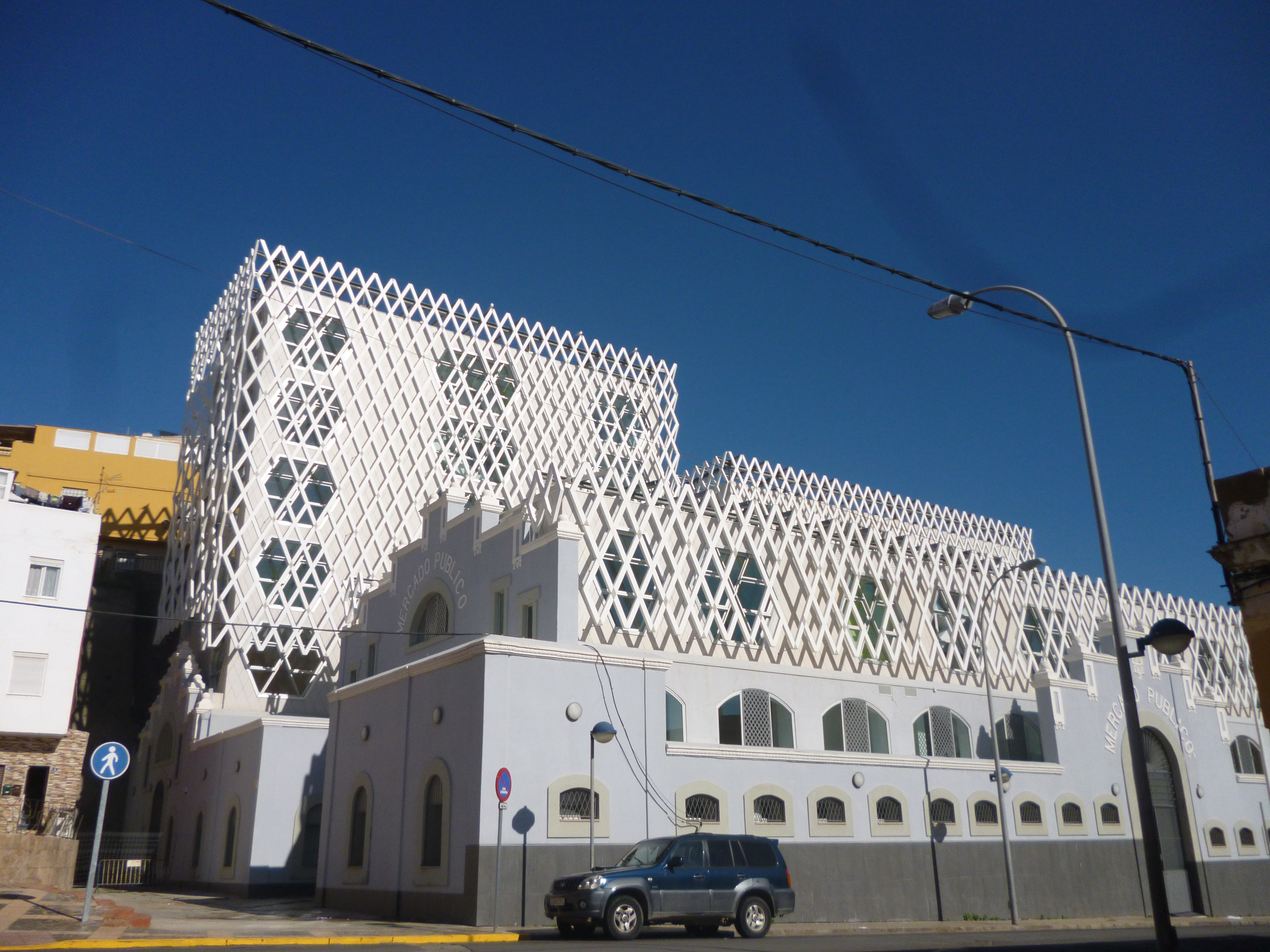
Mercat del Polígon
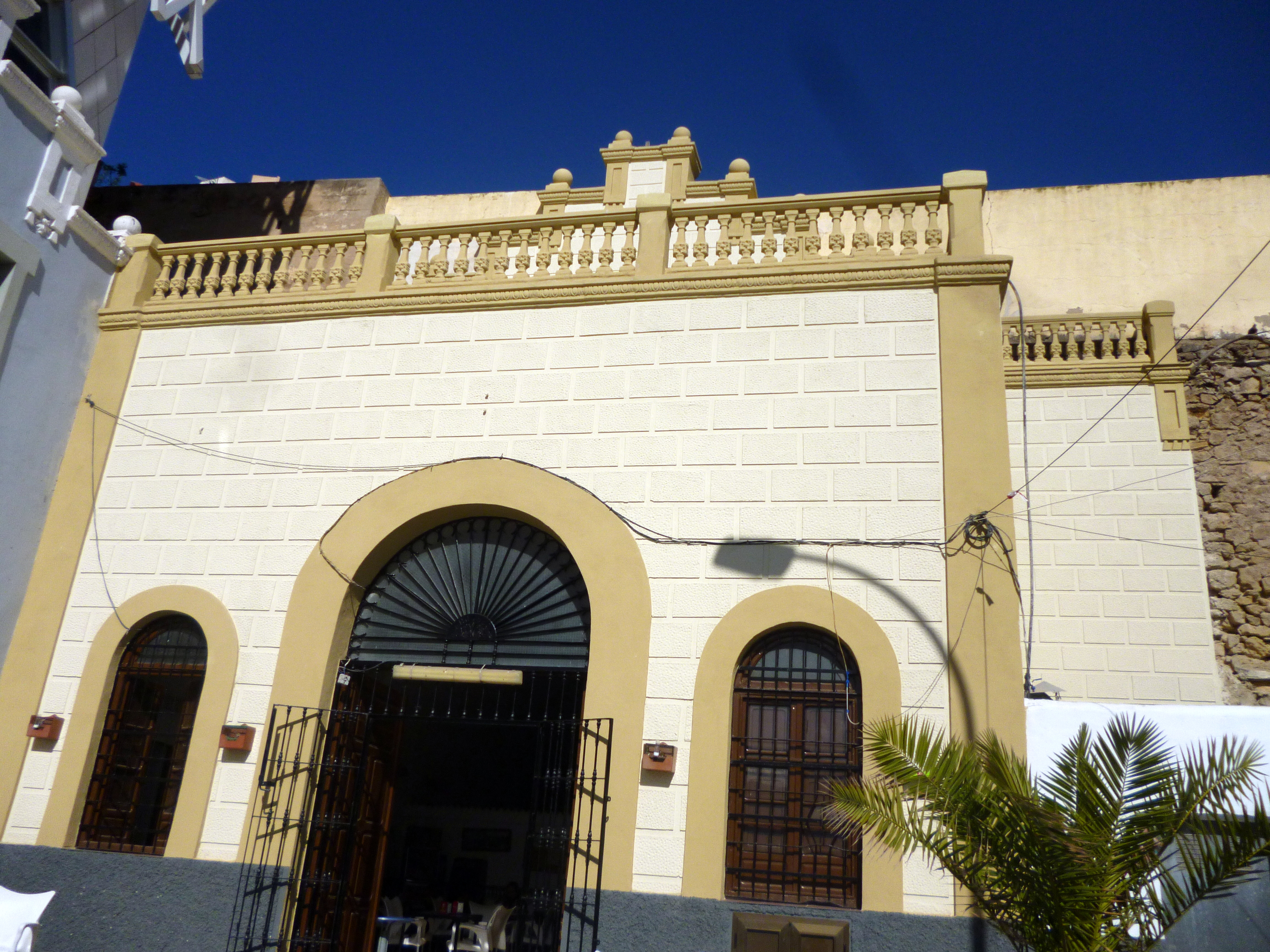
Mercat del Polígon

A eclecticista é outra baseada a misturar elementos, alternante-los e incrementando a ornamentação, com maior riqueza de forja e aparecimento de cornijas voadas, destacando Droctoveo Castañón, casa de Carmen Balaca e seu da Companhia do Norte Africano e de José da Gándara, o Grupo Escolas Mistas, atual sede do conselho da Economia e Fazenda da Cidade Autónoma de Melilla, o edifício Metropol, o edifício da Autoridade Portuária de Melilla e o mercado do Polígono.

## Modernismo

### Enric Nieto e Nieto
É o introductor do modernismo a Melilla. Ainda que o que melhor define a arquitetura de Melilla é o modernismo, uma verdadeira continuação do rococó, com uma muito rica ornamentação, de infinitas e suggestives formas e variadas cores.

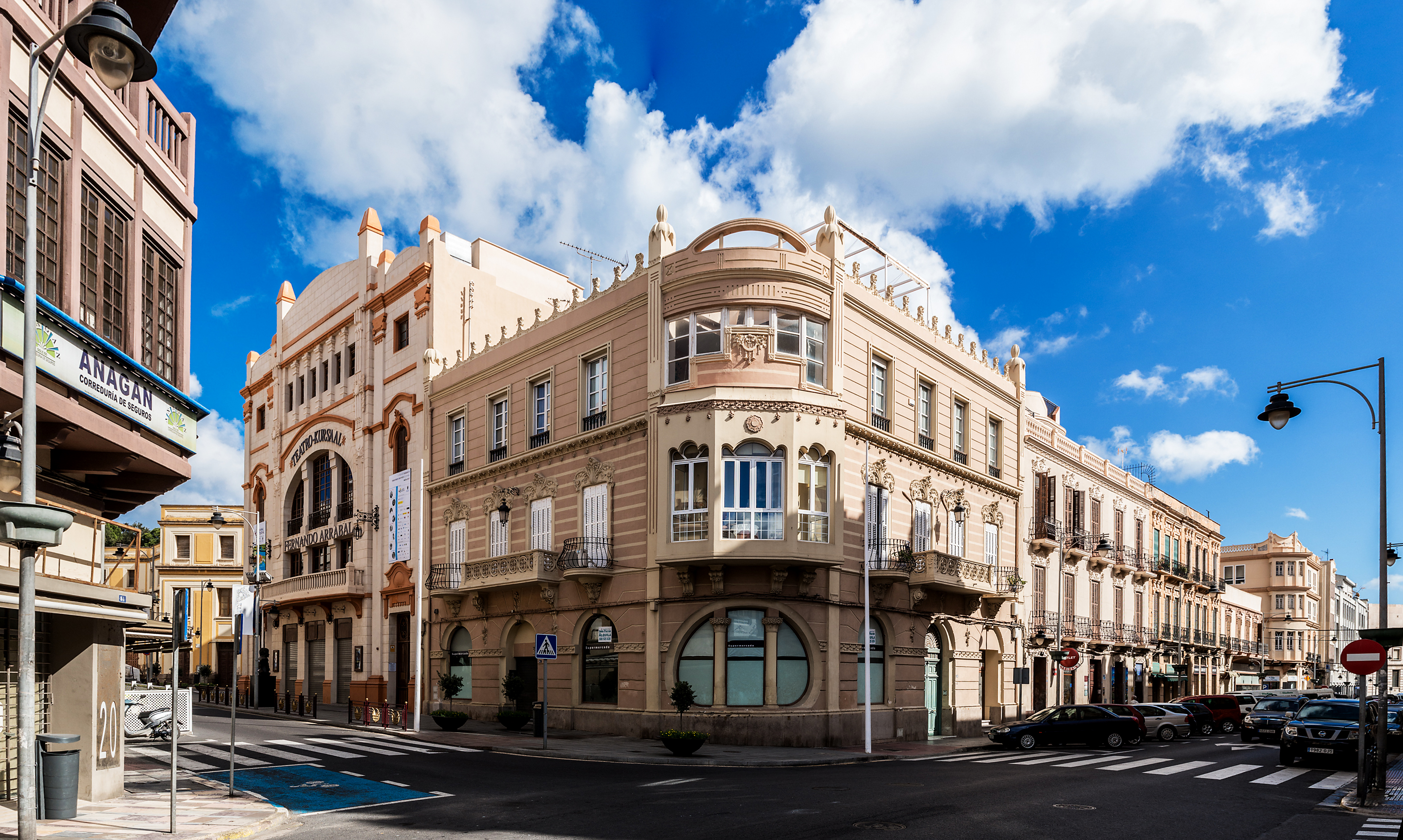
Antiga redacció del Telegrama del Rif
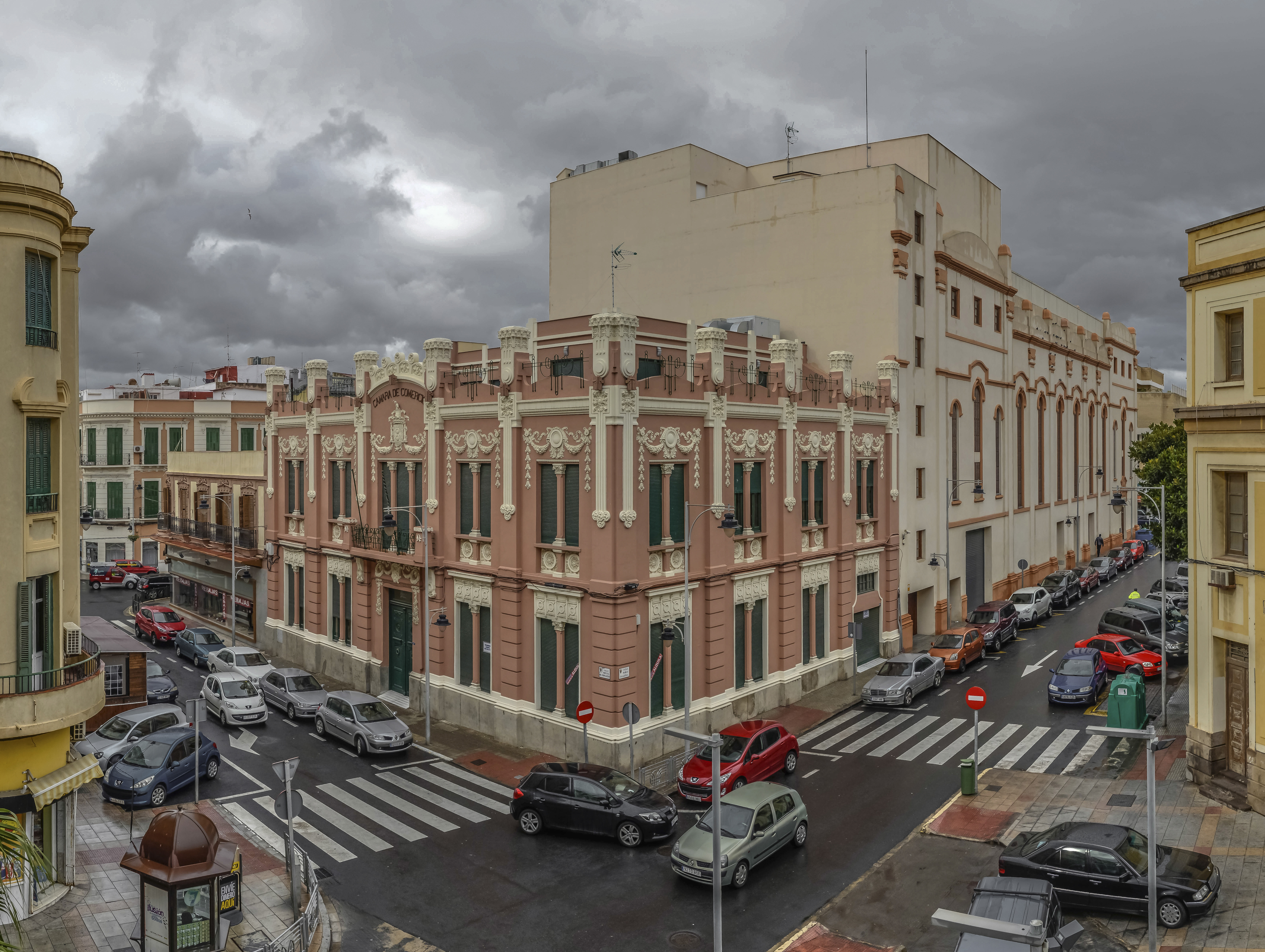
Cambra Oficial de Comerç, Indústria i Navegació
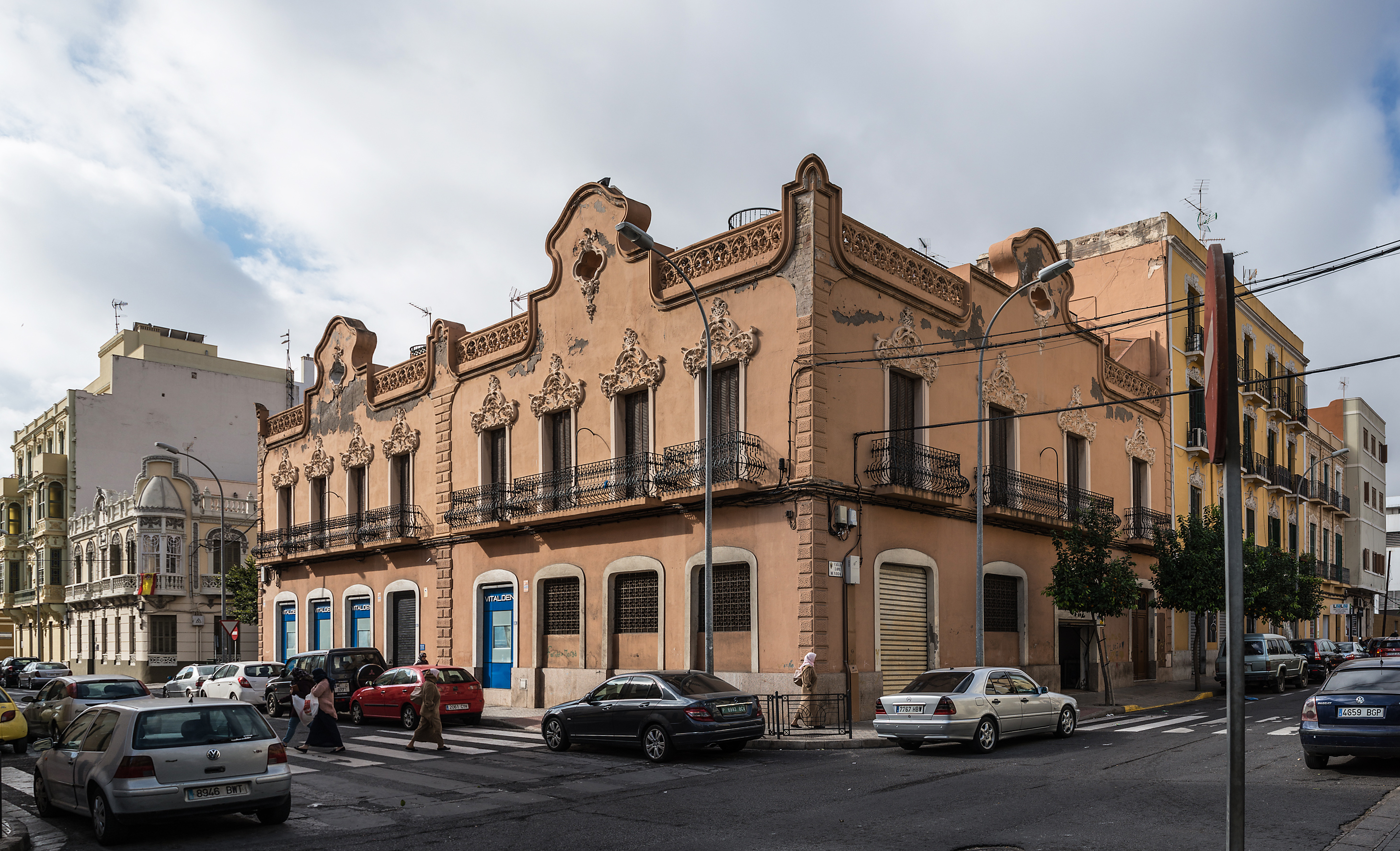
Mobles La Reconquesta
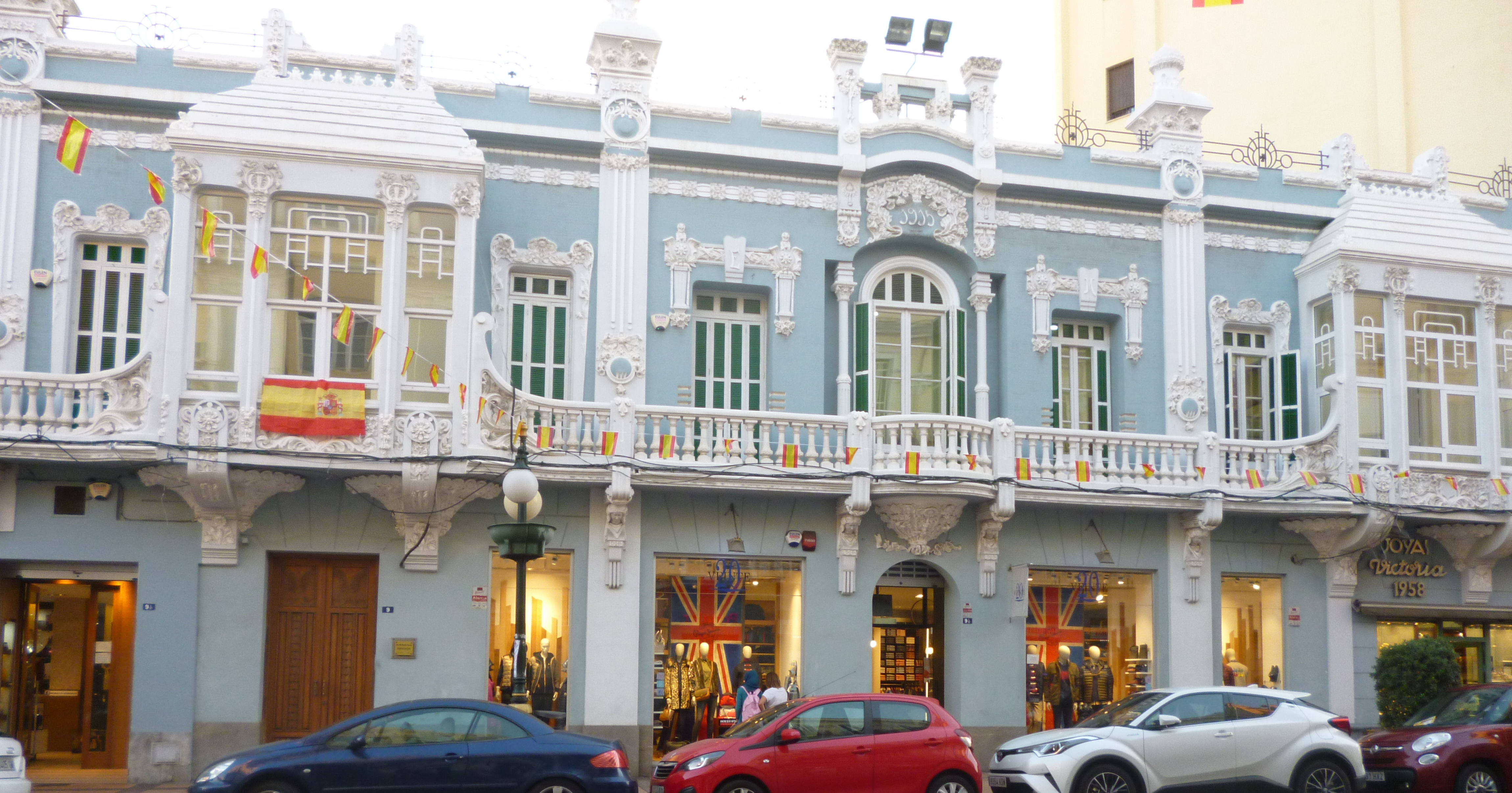
Antic Economat Militar
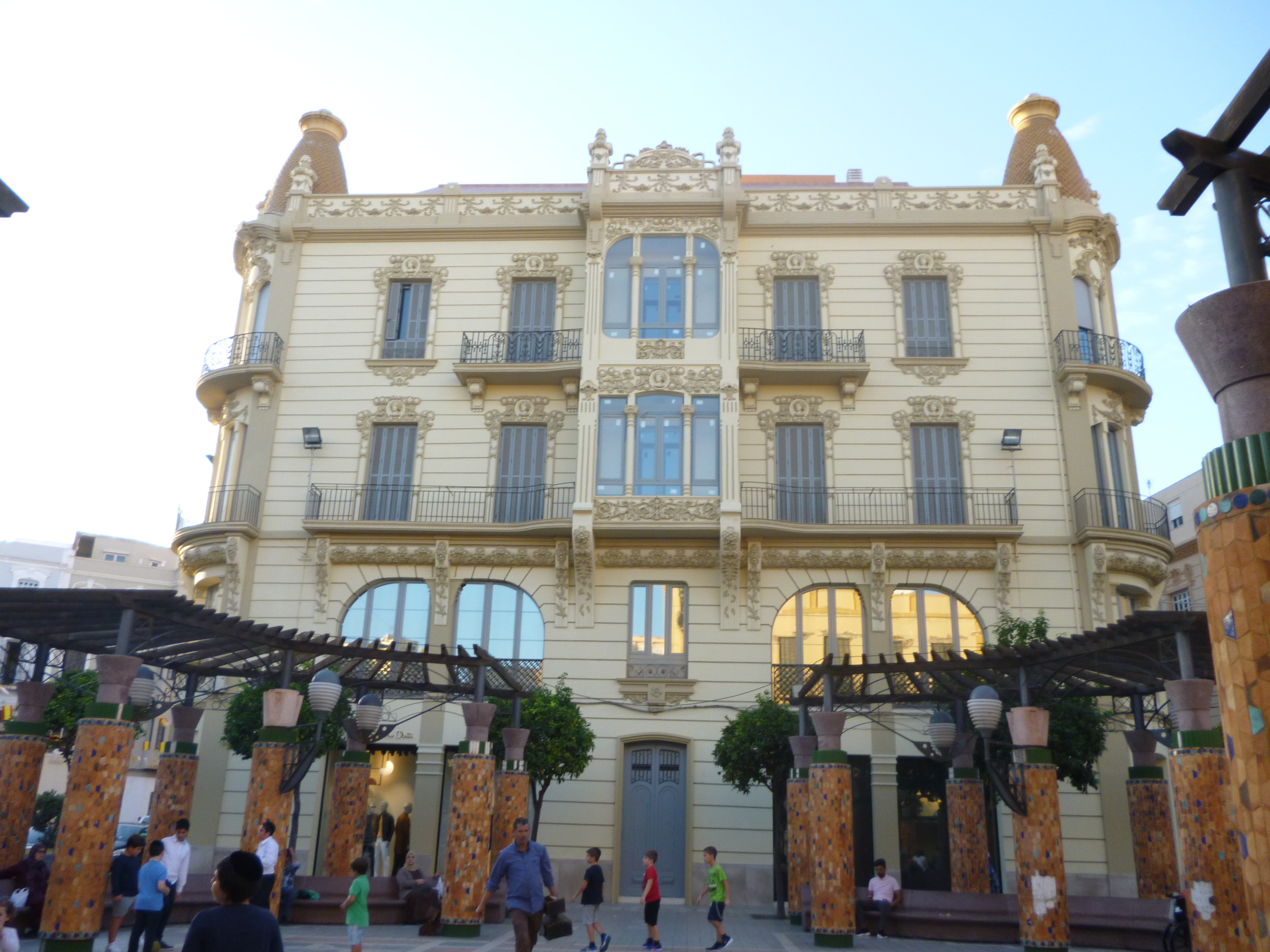
Antics Grans Magatzems la Reconquesta
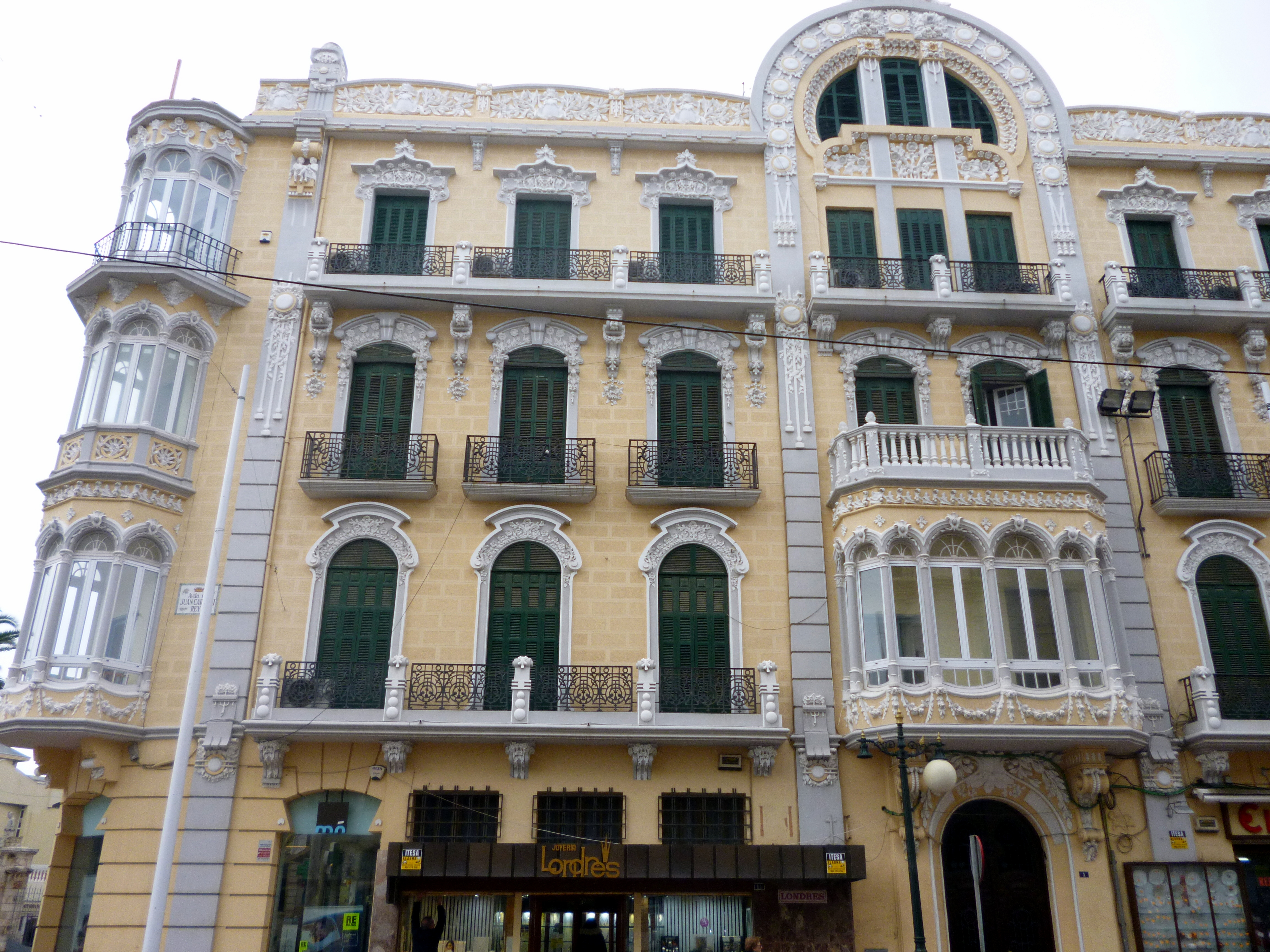
Casa David J. Melul
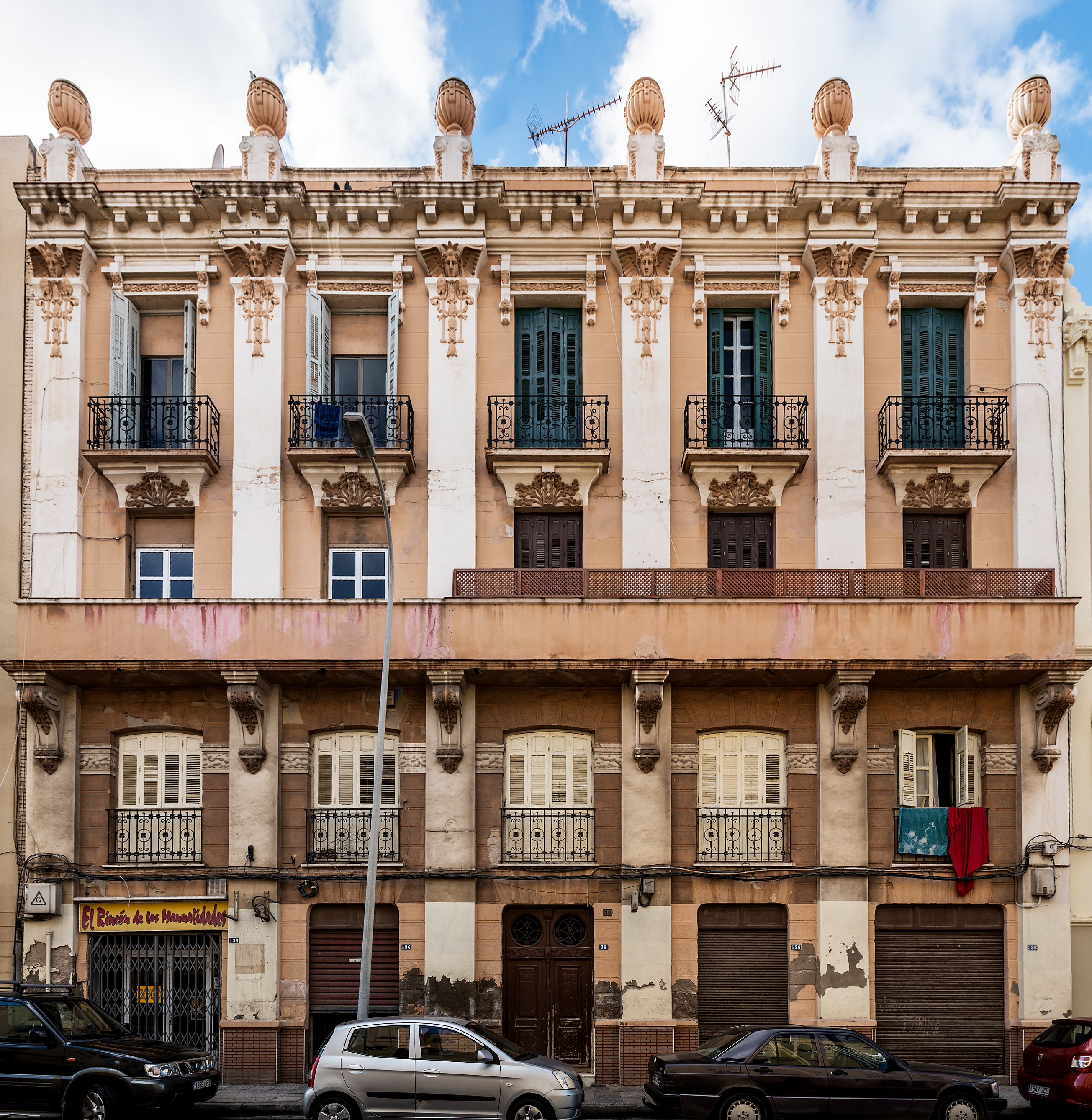
Casa de José Zea i Manuel Alvadalejo
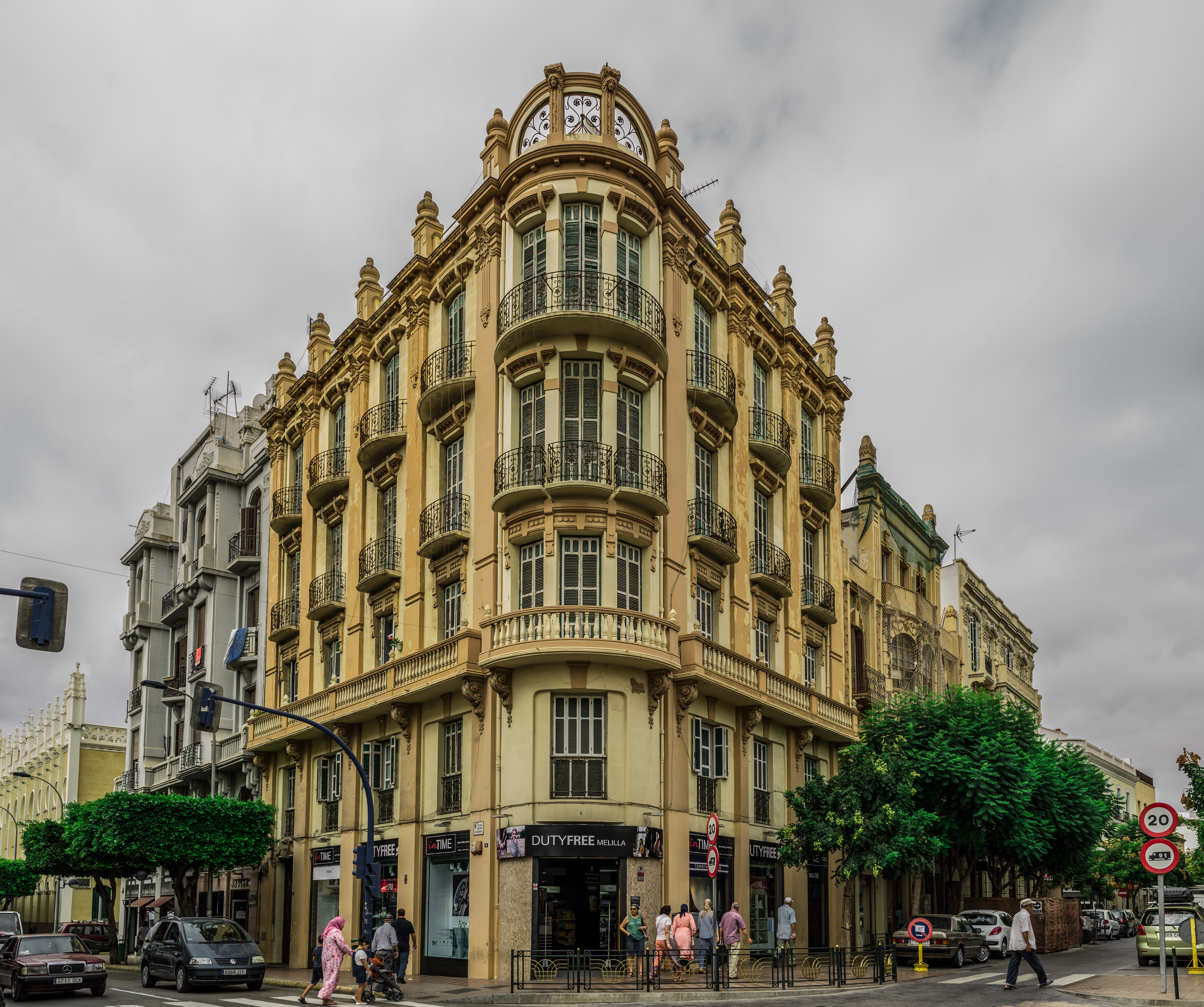
Casa de José García Álvaro
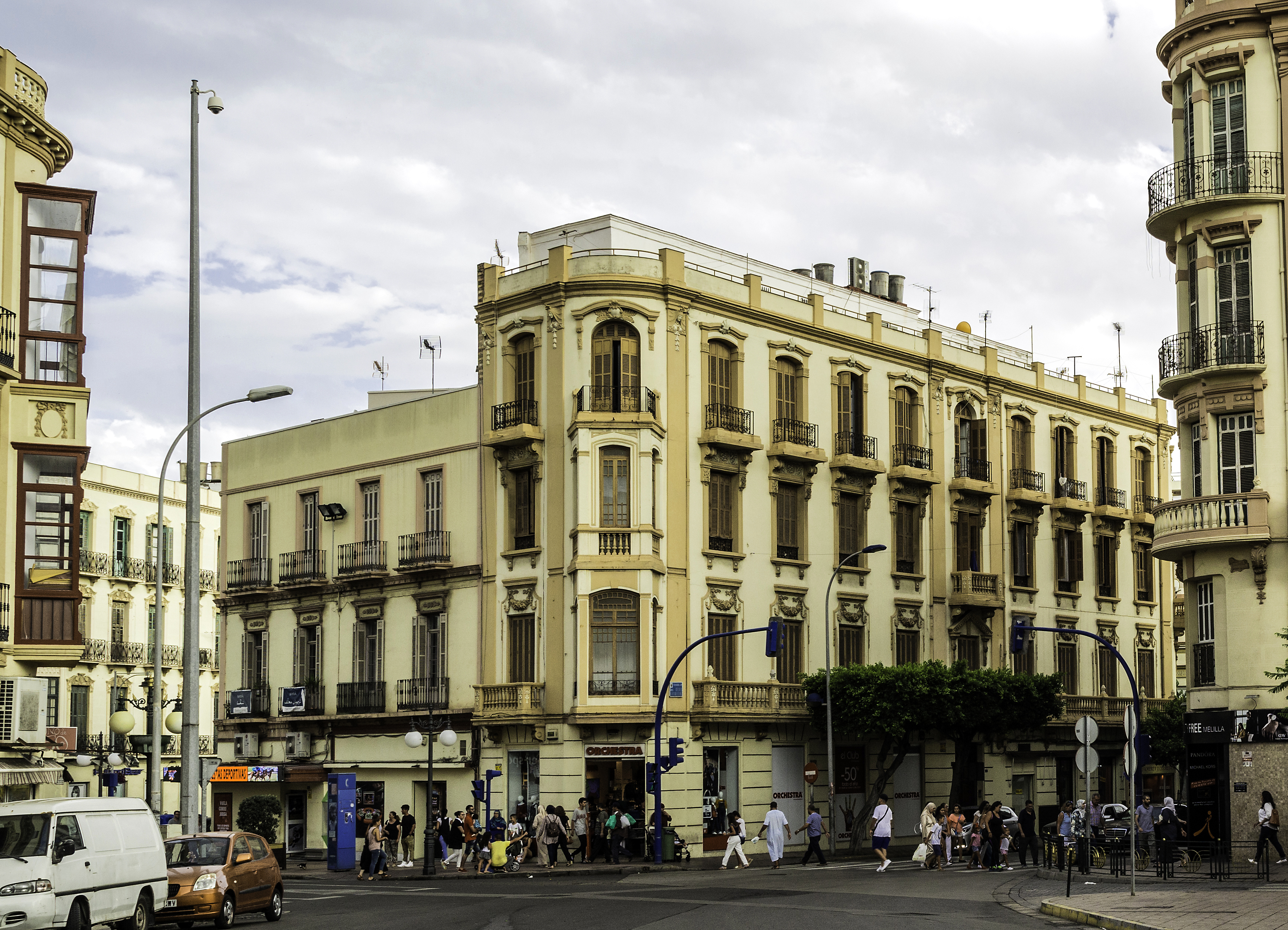
Casa de Juan Montes Hoyo

A Casa de Manuel Buxedas Aupi (1910-1911), a Casa de Antonio Baena Gómez (1910), Mobles A Reconquista (Circa 1910), a desaparecida Casa Basilio Paraíso (1910-1912), a Casa de José Guardiola (1910), o Cassino Espanhol (1911), General Prim, 22, Freira Alegria, 6 (1911), a Casa de José Mascaró Rafols e Julia Iturralde (1911) a Casa de Baños (1912-1913), a Antiga redação do Telegrama do Rif (1912-1913), a Câmara Oficial de Comércio, Indústria e Navegação (1913-1914) com elejo-o do Antigo Economat Militar, denominado popularmente Casa Tortosa (1914-1915), os Antigos Grandes Armazéns a Reconquista (1915-1917) e a Casa David J. Melul (1915-1917), a flor e nata do modernismo floral usa-o na Casa de J. Barciela, a Casa Meliveo (1920), a Casa de José Zea e Manuel Alvadalejo, os componentes da Maçã da Concórdia, a Casa de Miguel Gómez Morales (1927-1928), a Casa de Lázaro Torres (1928-1929), a próxima Casa de Juan Montes Hoyo, denominada popularmente Casa A Pilarica (1928-1929), Casa da viúva de Antonio Ibancos, o Antigo Banco de Bilbao, a Casa de José Guardiola, a Casa de Vicente Martínez (1931-1932), a Casa de Juan Florido Santos e Lázaro Torres García (1928-1929), a Casa de José García Álvaro, mais conhecida como Casa O Aqueduto (1928-1930), os Armazéns Juan Montes Hoyo o Teatro Kursaal (1930), o Teatro-Cinema Perelló (1926-1932).

### Emilio Alzugaray

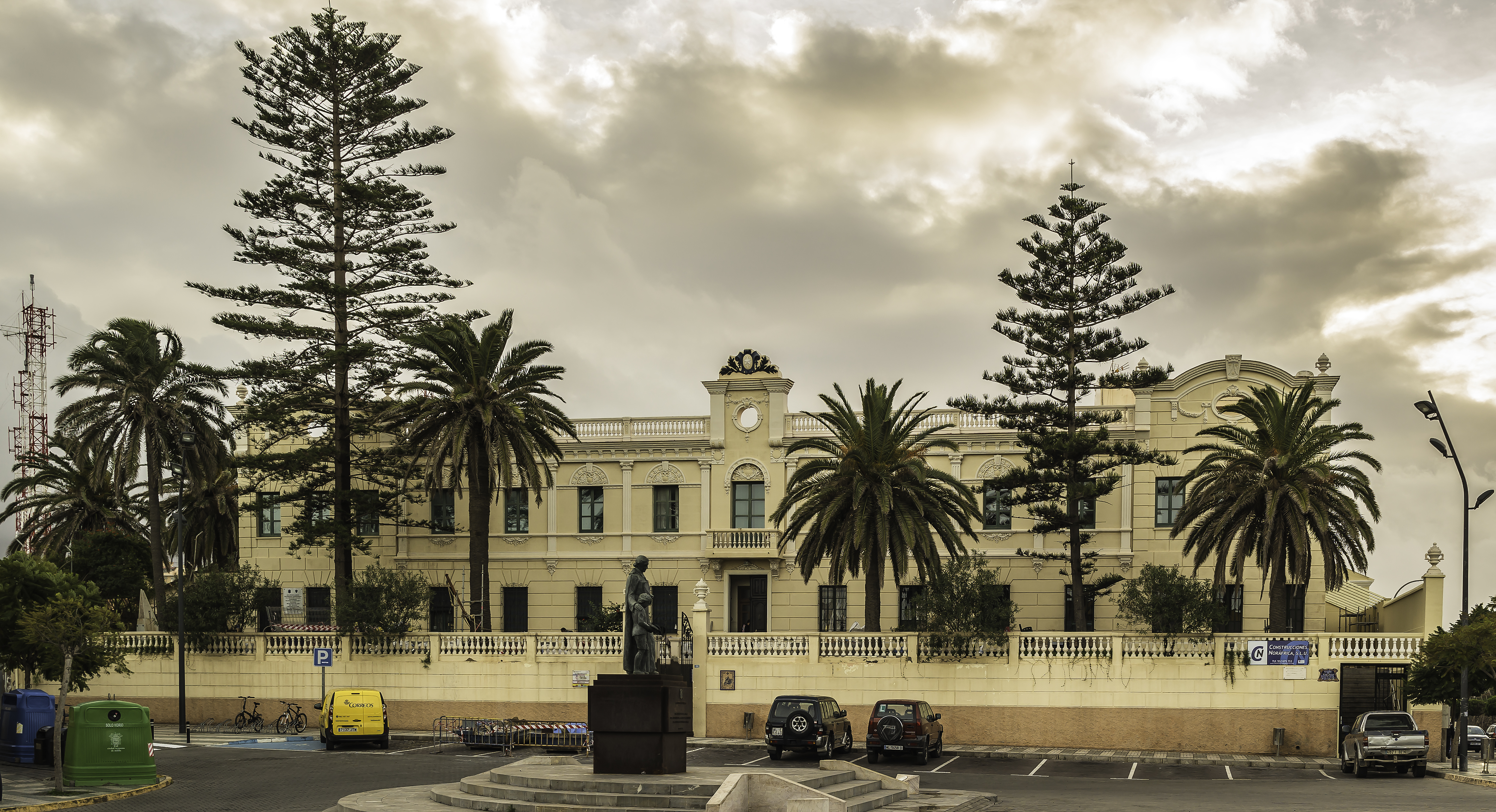
Col·legi dels Germans de les Escoles Cristianes
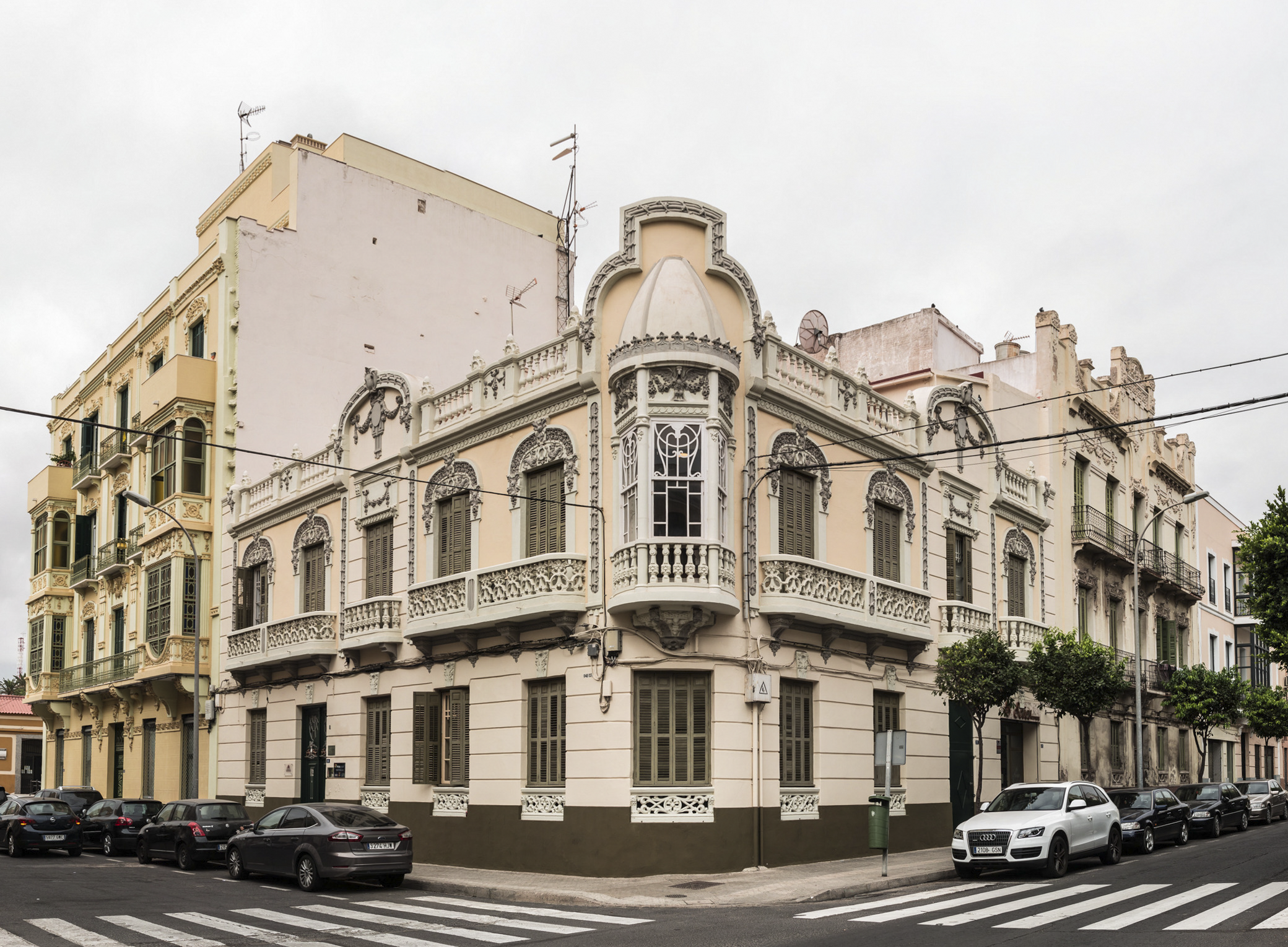
Casa de Salomón Cohen
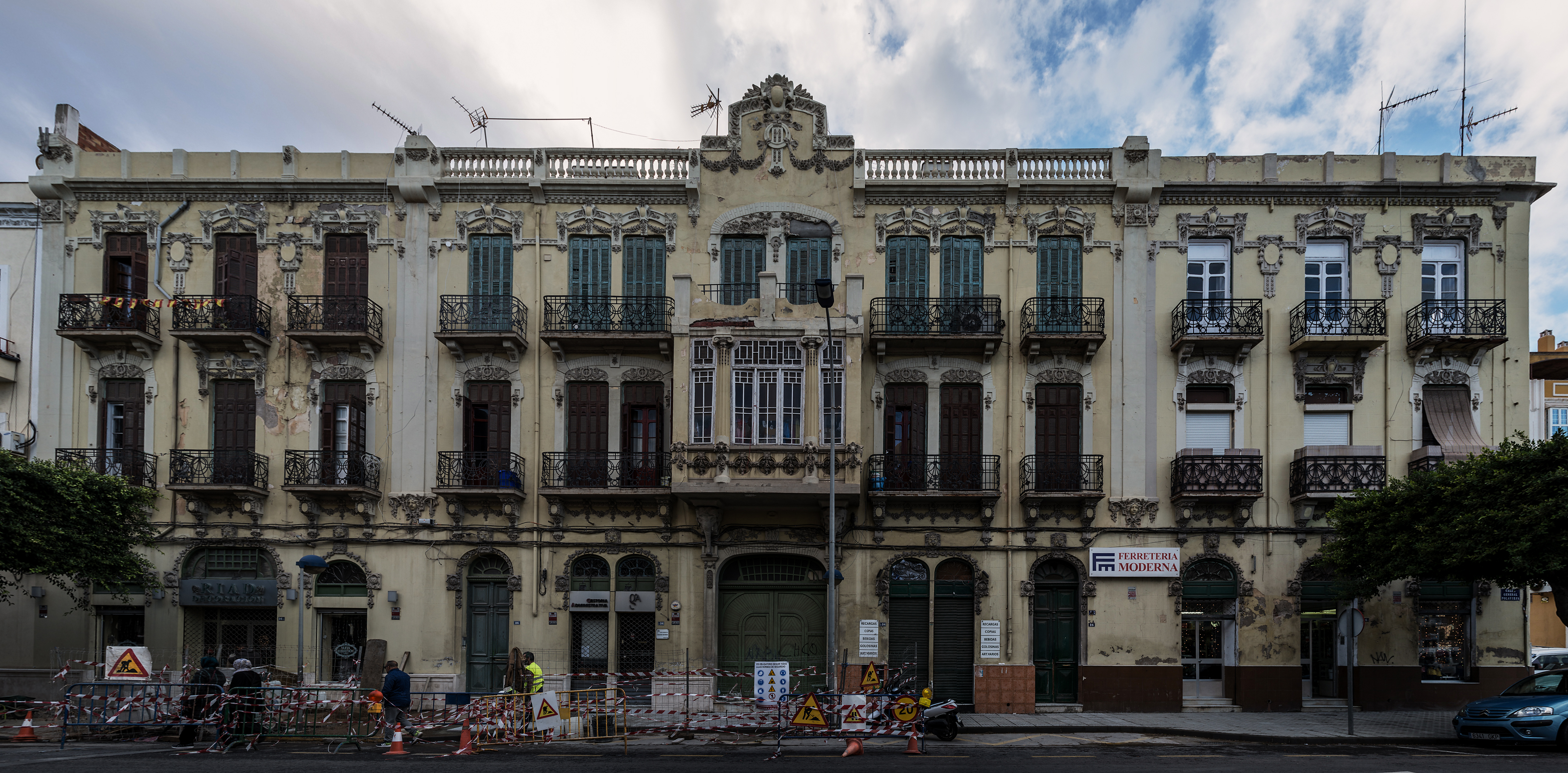
Casa de les Feres
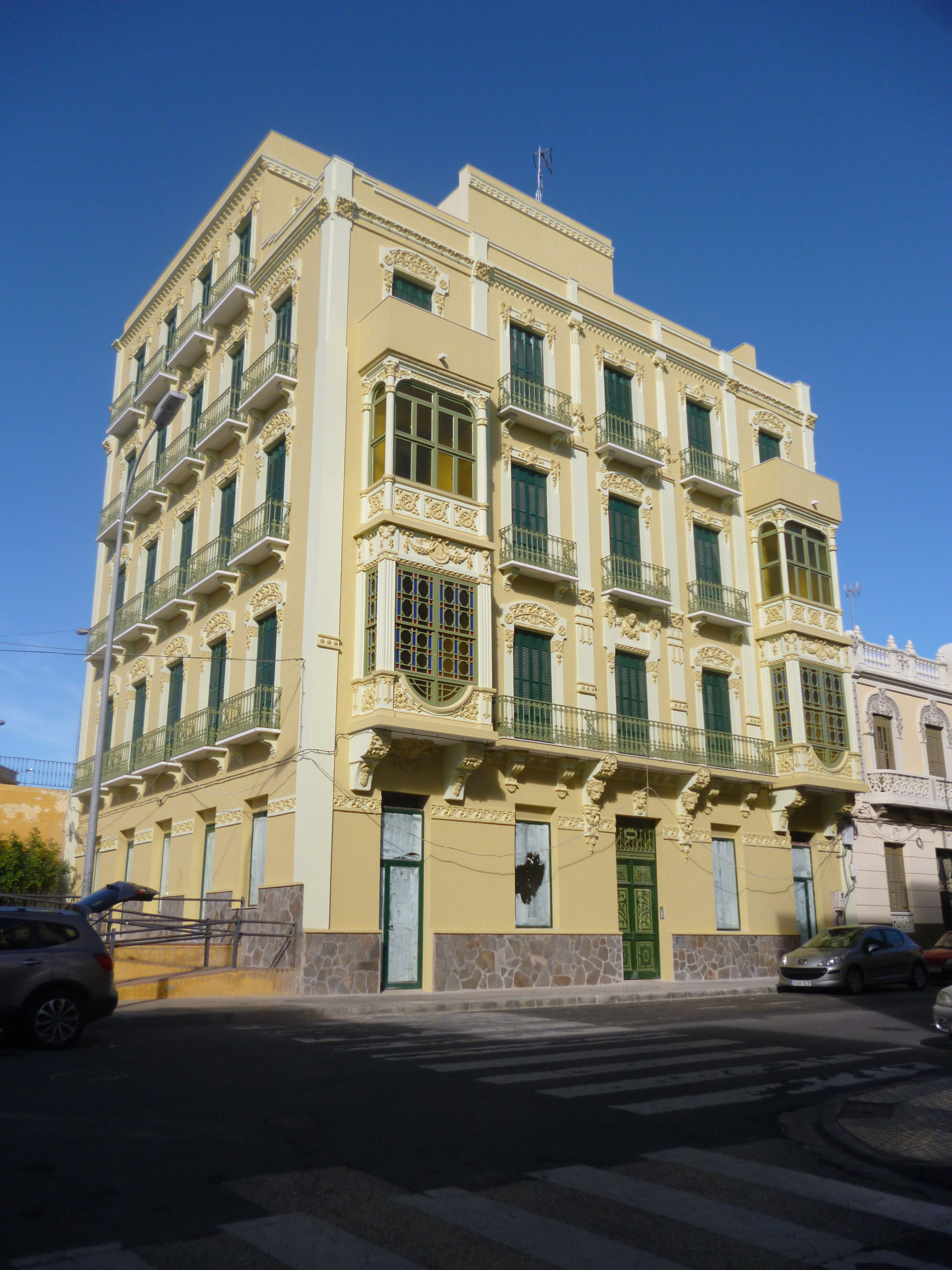
Casa de José Morely
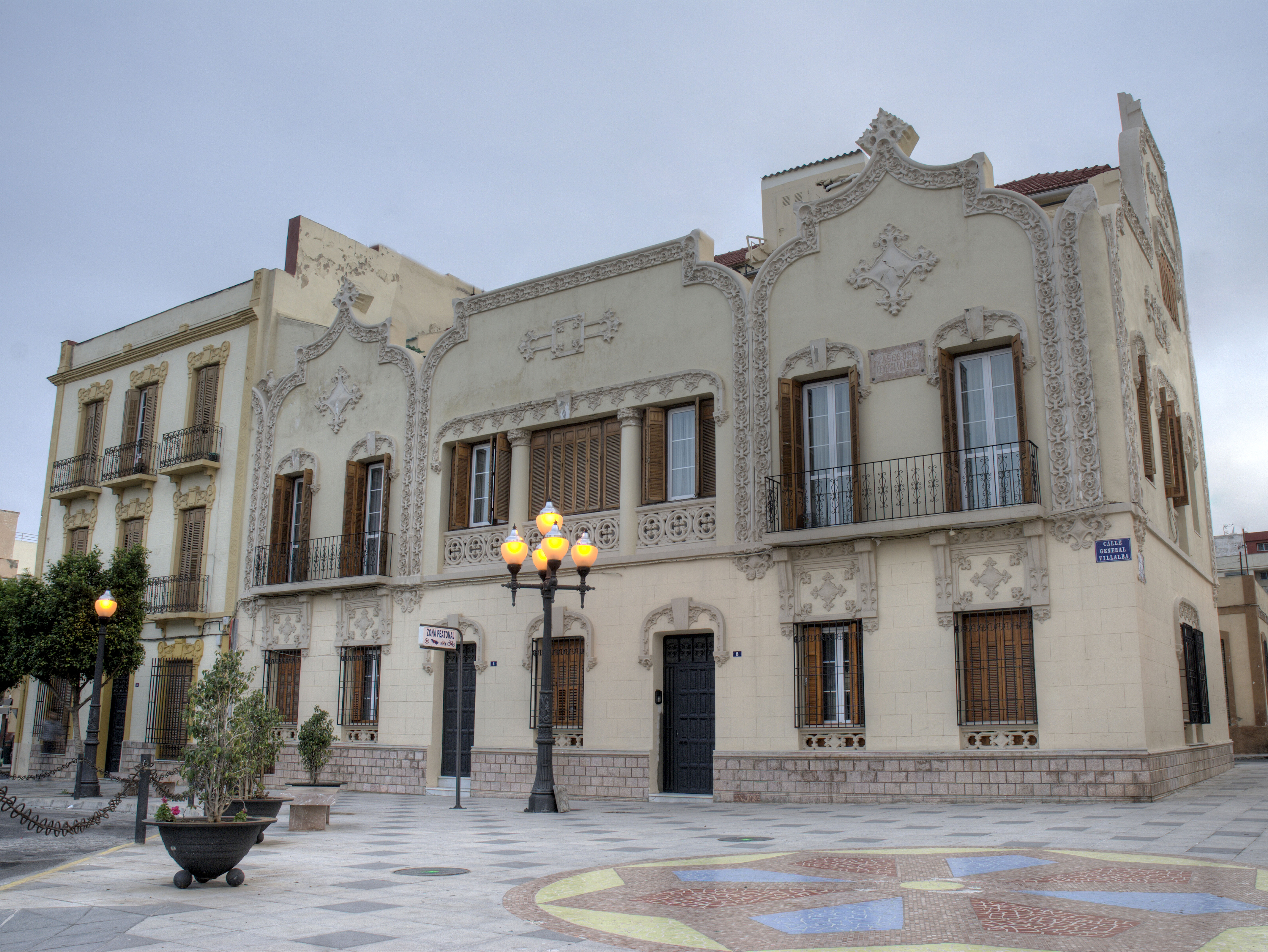
Casa de la Vídua de Samuel Salama

O engenheiro militar Emilio Alzugaray desenvolve uma obra muito académica, com detalhes animais. É autor da Casa de Julia Alcalde, também denominada Casa dos Elefantes (1913), Casa das Ferozes(1914), a Casa de Salomón Cohen (1915), a Direção Territorial de Educação (1915) o Colégio dos Irmãos das Escolas Cristãs, atual Colégio A Salle o Carmen, (1916-1918), a Casa de Julián Argos, a Casa de José Morely 1916-1917), a Casa de Francisco Bueno (1917), a Casa da Viúva de Samuel Salama(1916 e a Casa de Argos(1916).

## Arte déco

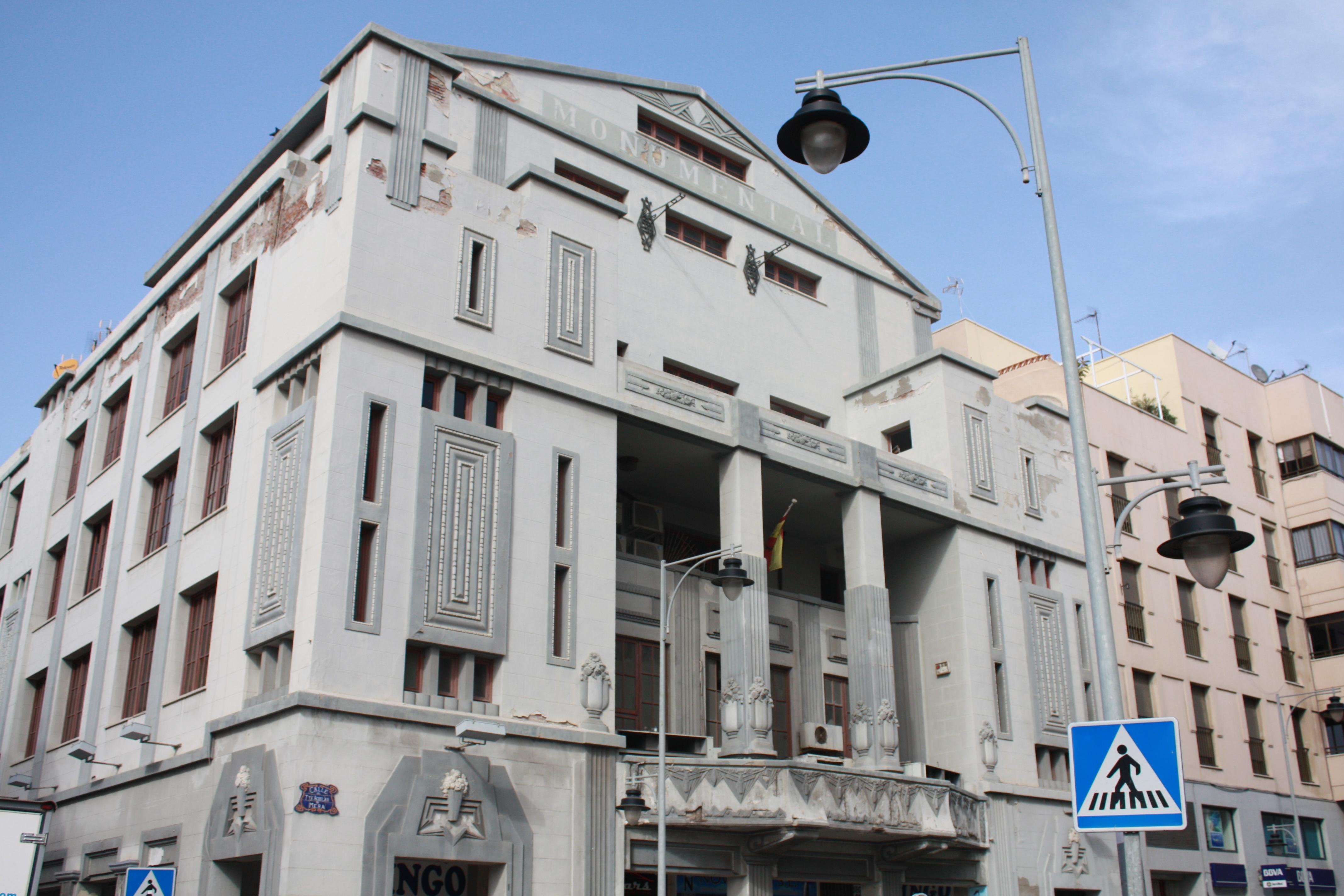
Monumental Cinema Sport

A sua obra mestra é o Monumental Cinema Sport (1930-1932).

### Enric Nieto e Nieto

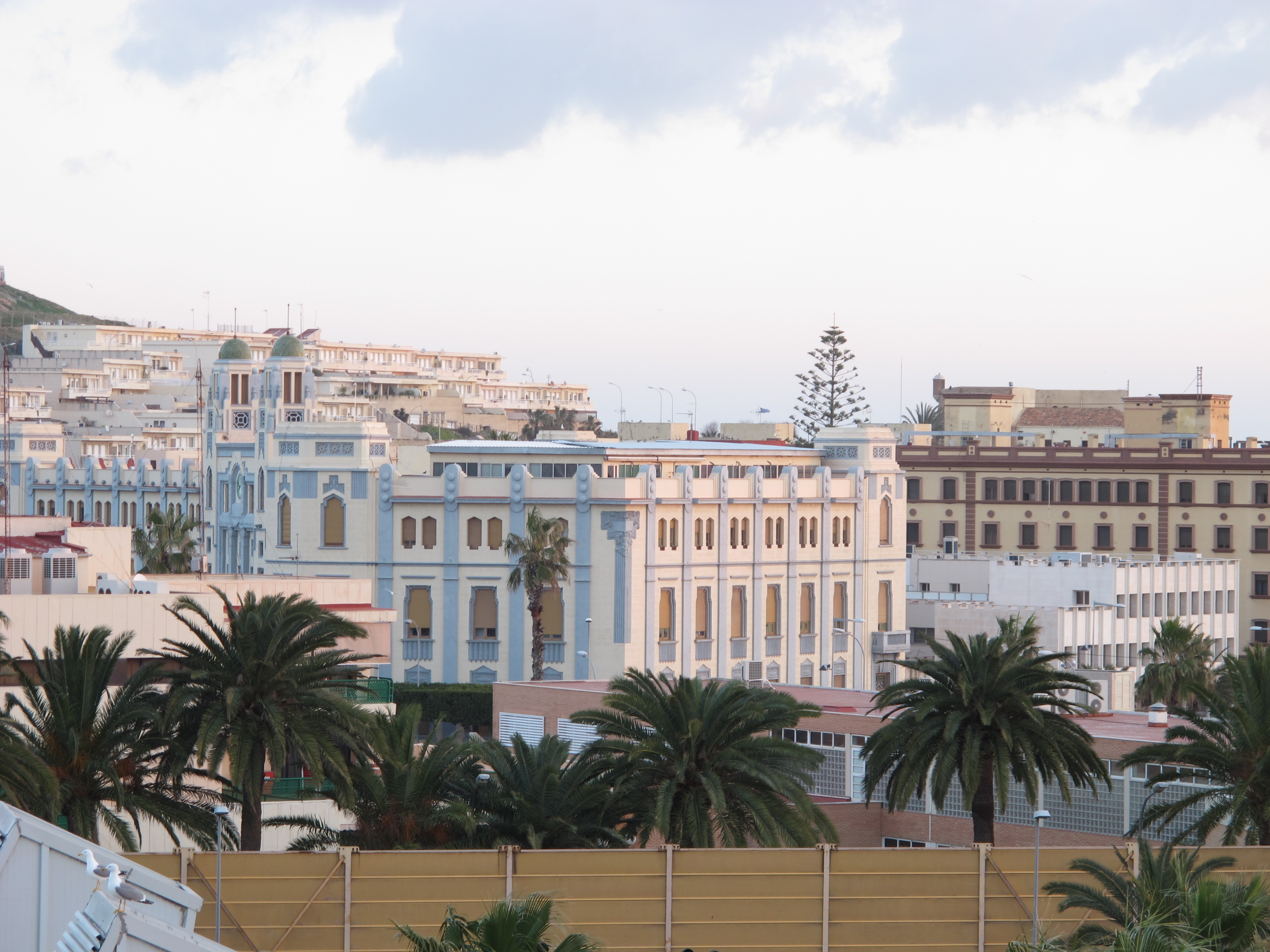
Palacio de l'Assemblea
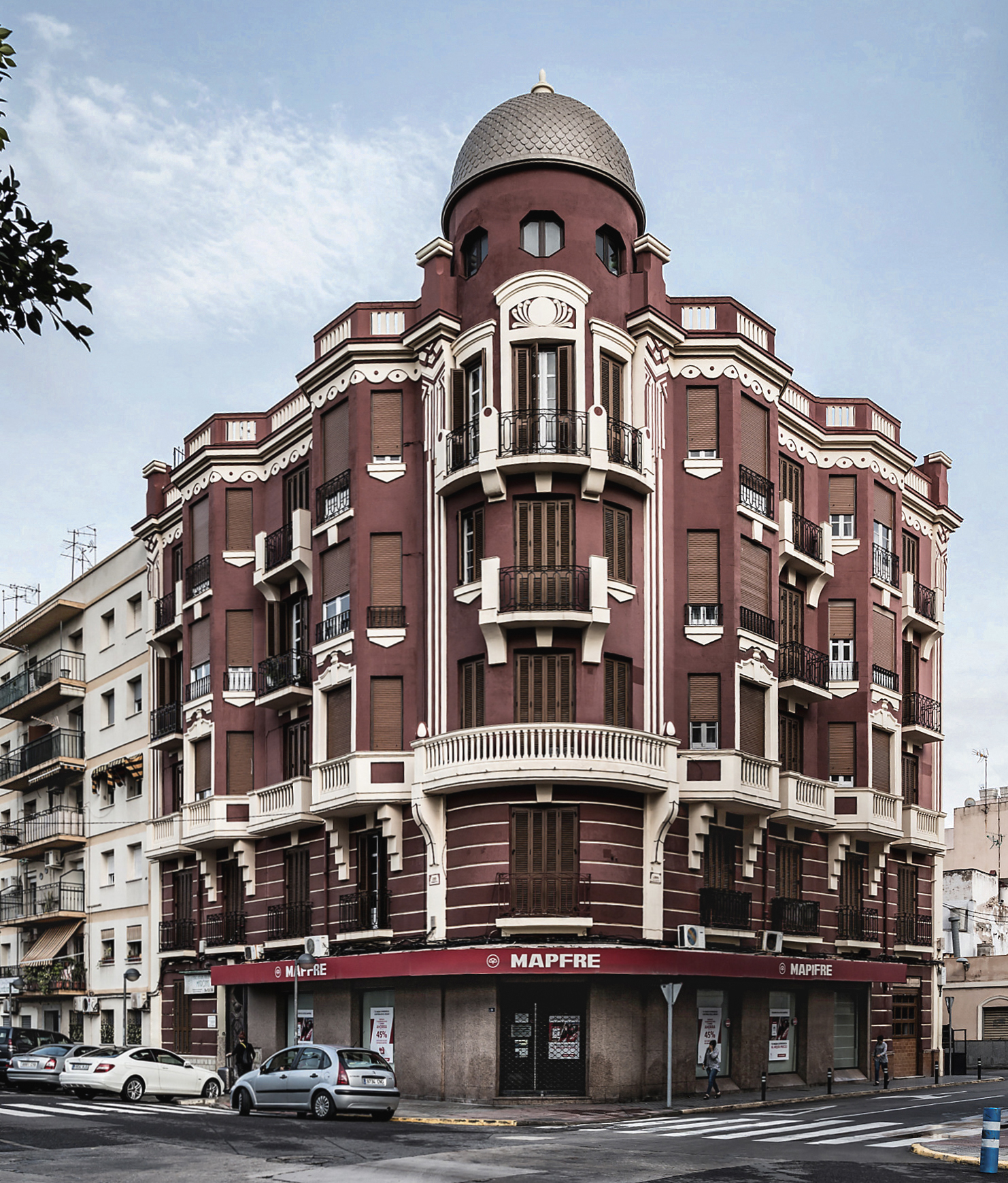
Edifici Vermell,
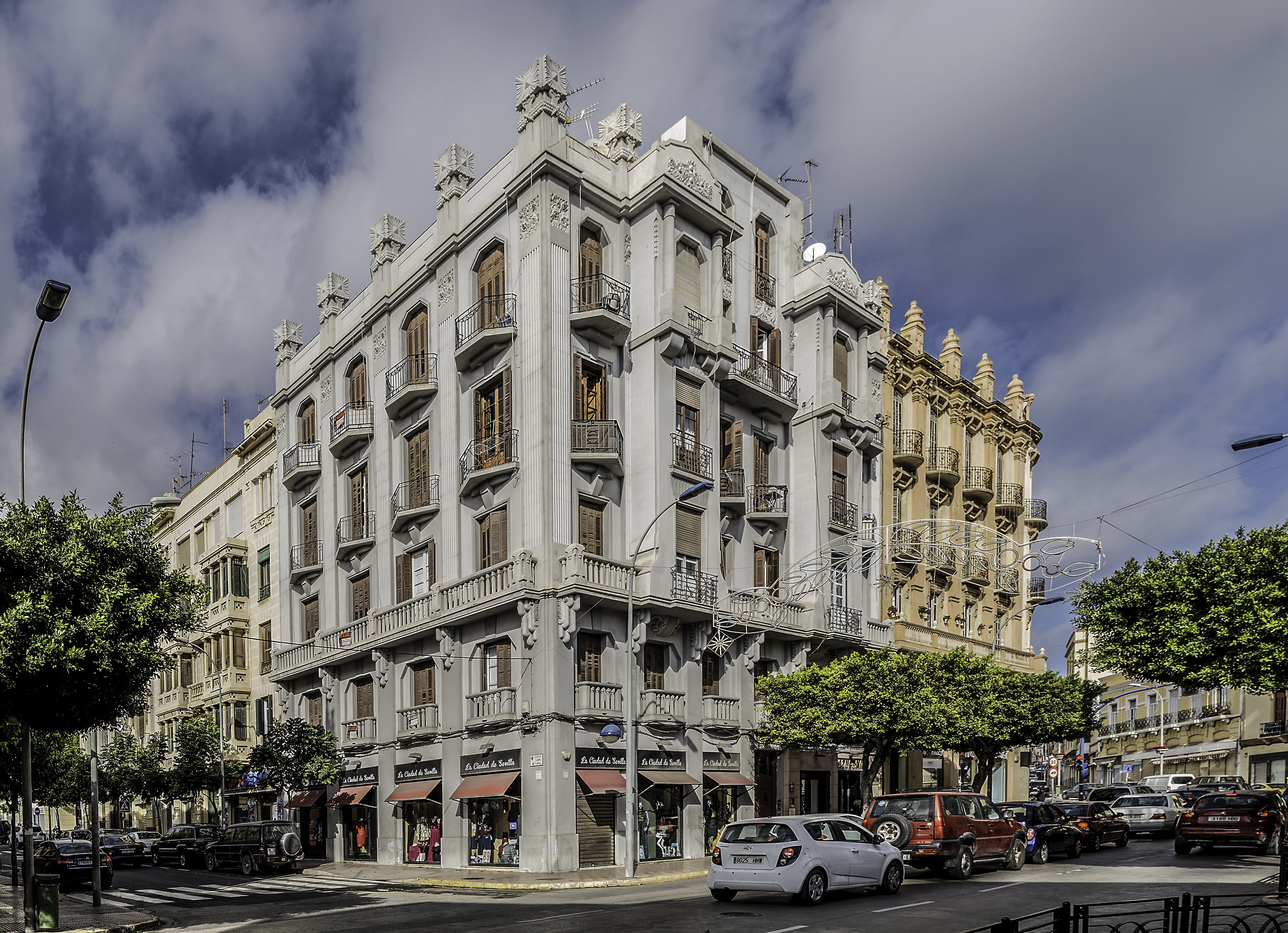
Casa d'Enric Nieto
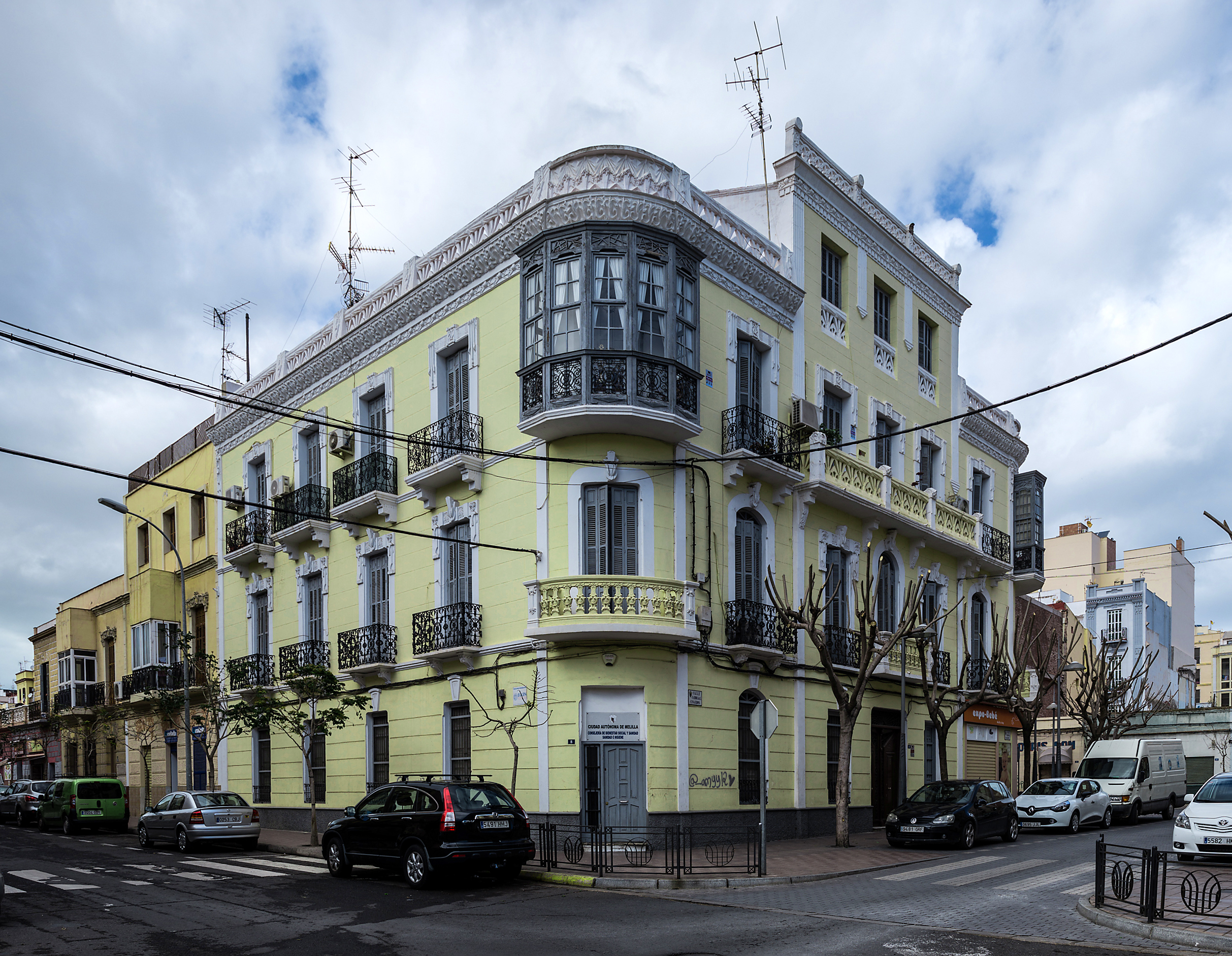
Casa Carcaño
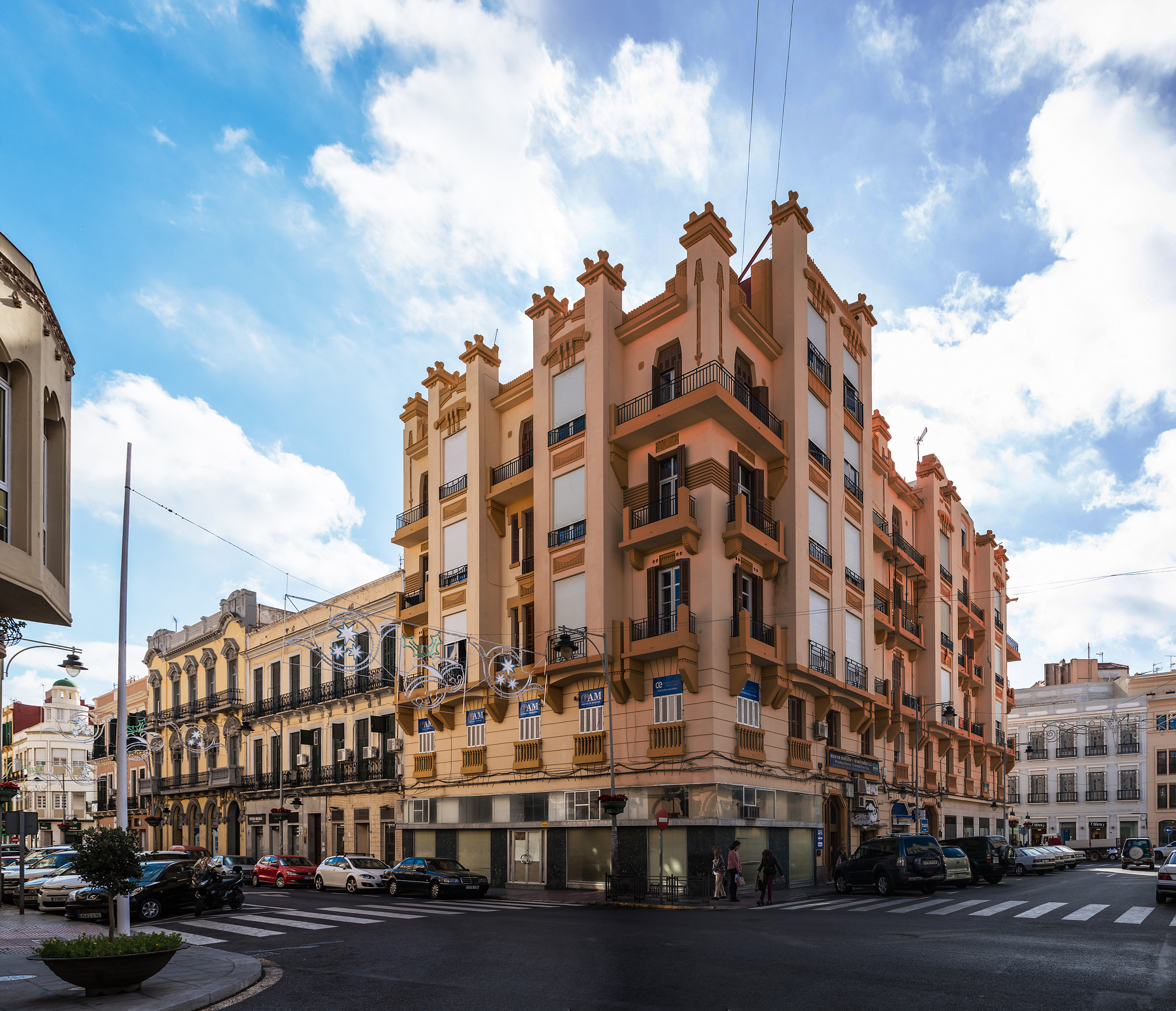
Casa de Rafael Rico Albert,
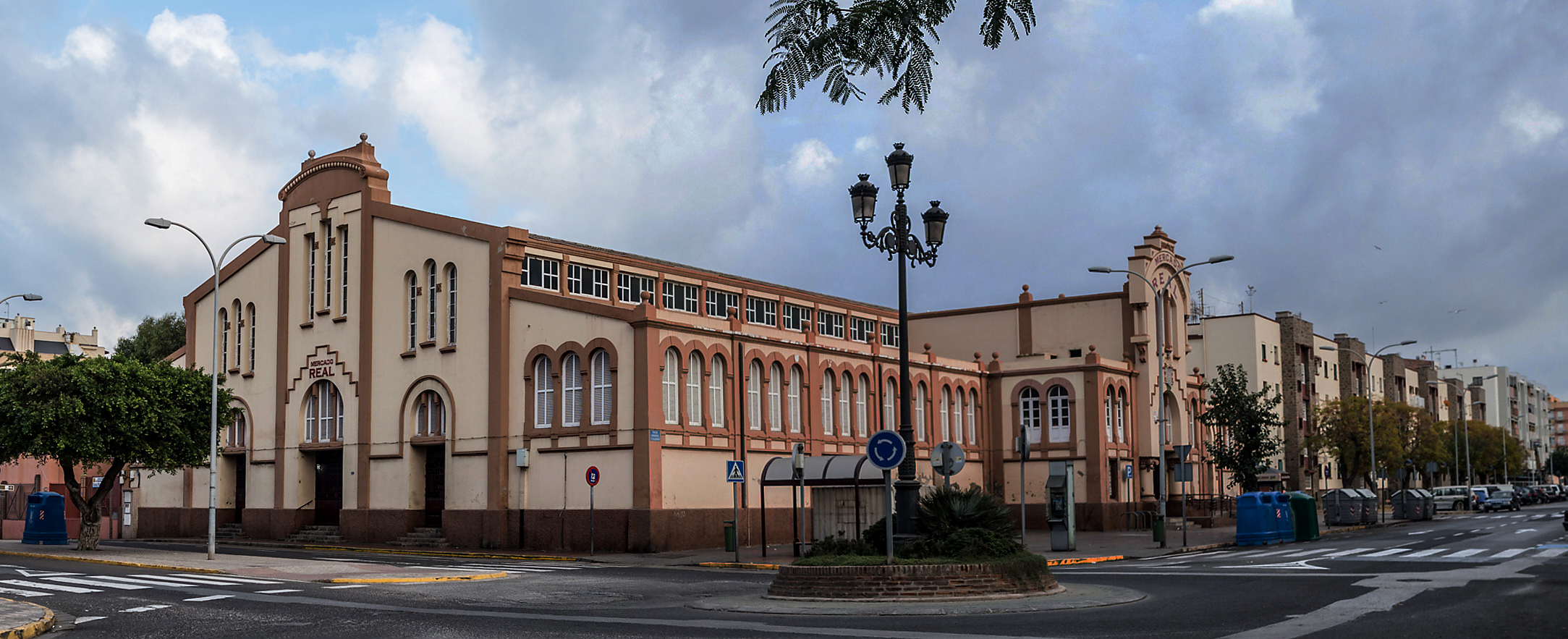
Mercat del Real

Desenvolvo a arte déco zigzagueante, bastante próximo ao modernismo, com obras como o Palácio da Assembleia(1932) de Enric Nieto, autor também da Casa de Enric Nieto (1930-1932), a Casa Carcaño (1934-1935), a Casa de Jacques EskEnazi Aguilerun (1936-1938), o Conselho Adjunto à Presidência (1943-1944), a Casa Ben Jeloun (1943), a Casa de Josefa Botella Segarra (1935-1936), a Casa de Rafael Rico Albert(1935), o Mercado do Real (1932-1940) , o Anexo do Monumental Cinema Sport (1935-1936) e o Edifício Vermelho (1935-1936), bem como uma variante do esgrafiat, o máximo exponente do qual foi a Casa de Ahmed Ben Taleb, (1933) e o aerodinâmico edifício situado na rua Villegas, 7.

### Francisco Hernanz
Por outro comunicado, Francisco Hernanz que relizço obras zigzagueantes como a Casa de Jacinto García Marfil, (1932), desenvolveu a arte déco aerodinâmico, de linhas sòbries e sem quase alguma decoração, como a Casa de Luis Raya (1935), a Casa de Abraham Benatar, a Casa de Bertila Seoane e a Casa Parres.

## Racionalismo

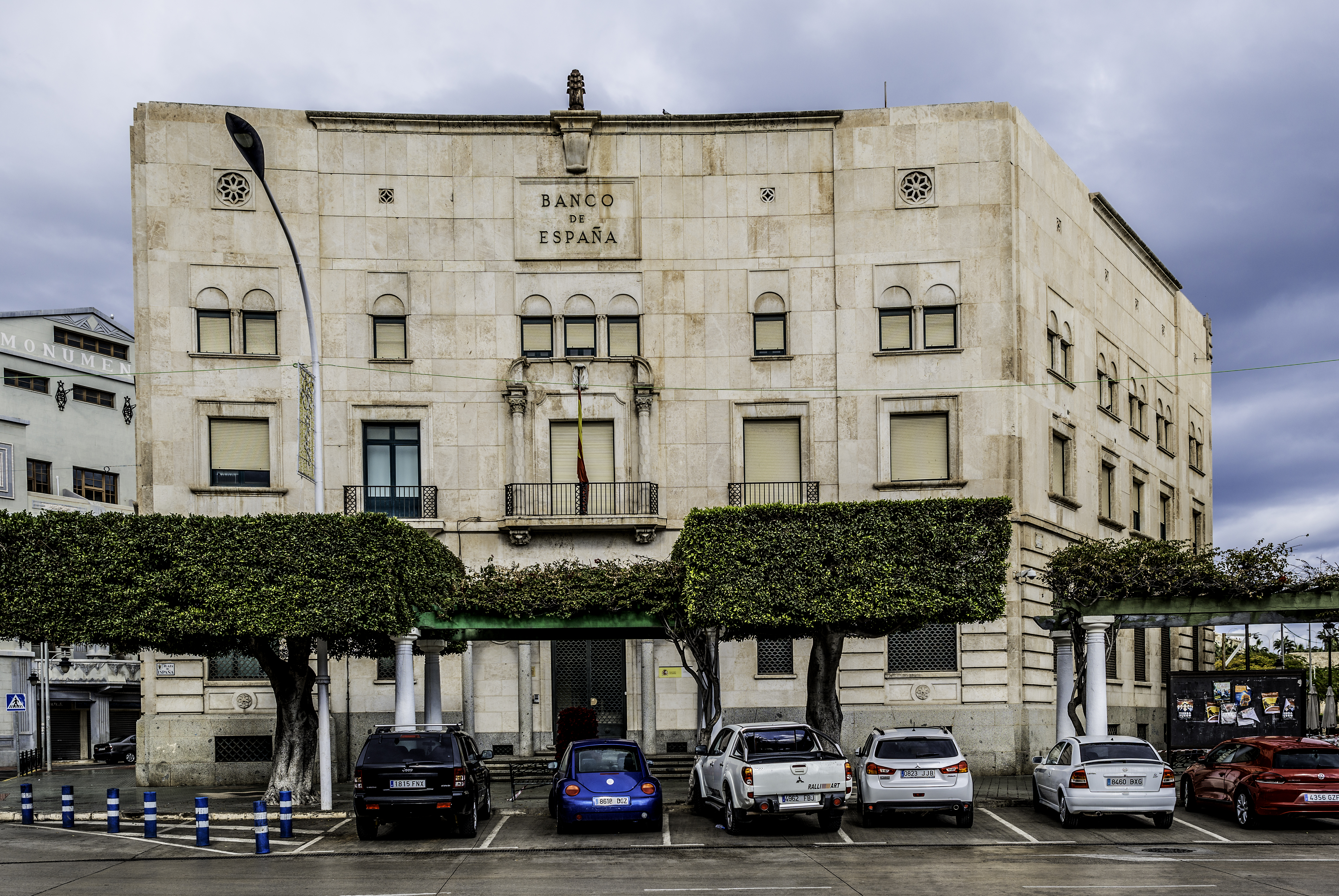
Edifici del Banc d'Espanya
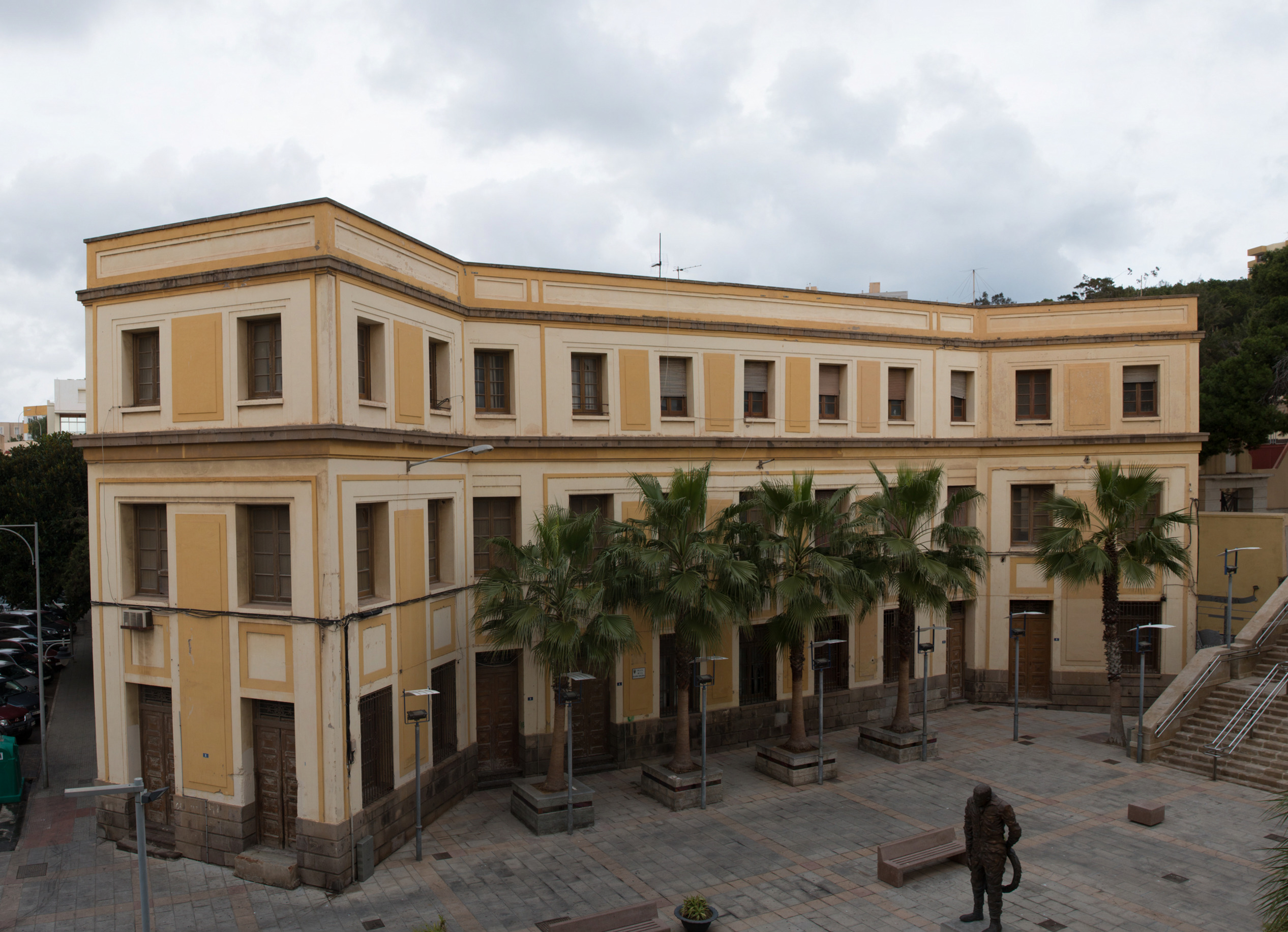
Edifici de Correus de Melilla
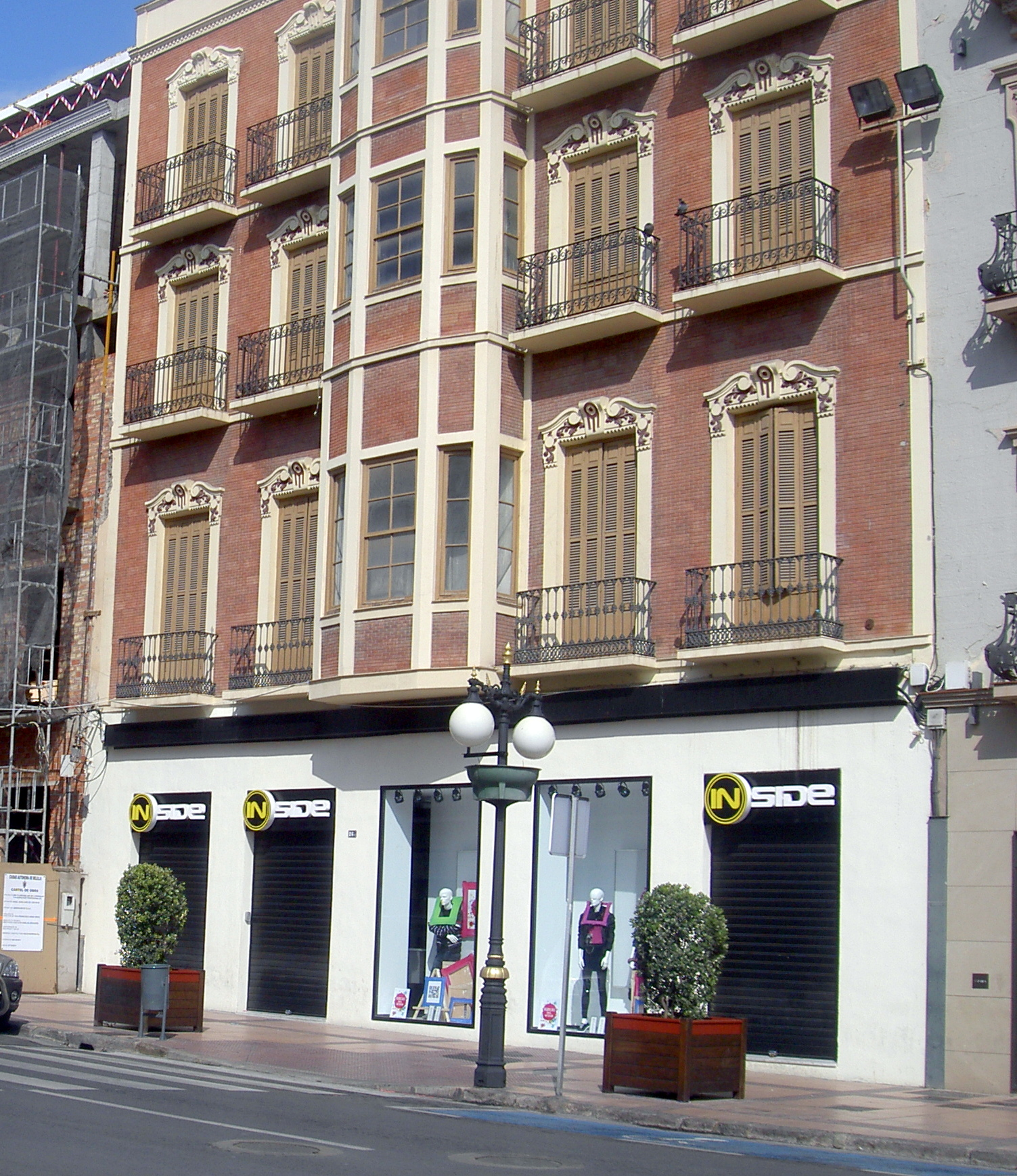
Casa de Amrram J. Wahnon
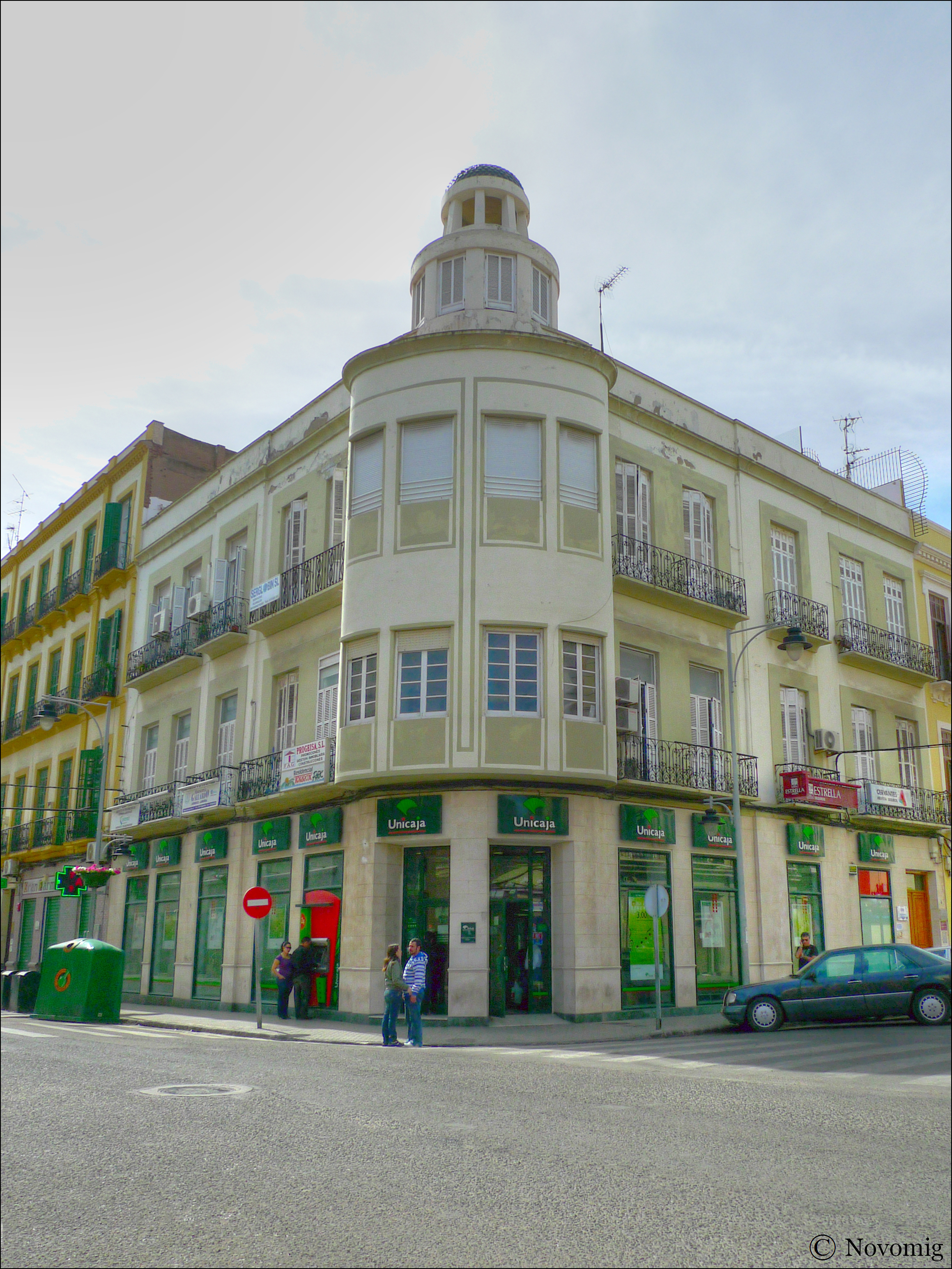
Carrer Cervantes, 4

Bastante sobre, com decorações geométrica com obras como o edifício do Banco de Espanha (Melilla), o edifício de Correios de Melilla e a casa de Amrram J. Wahnony.

## Arquitetura industrial

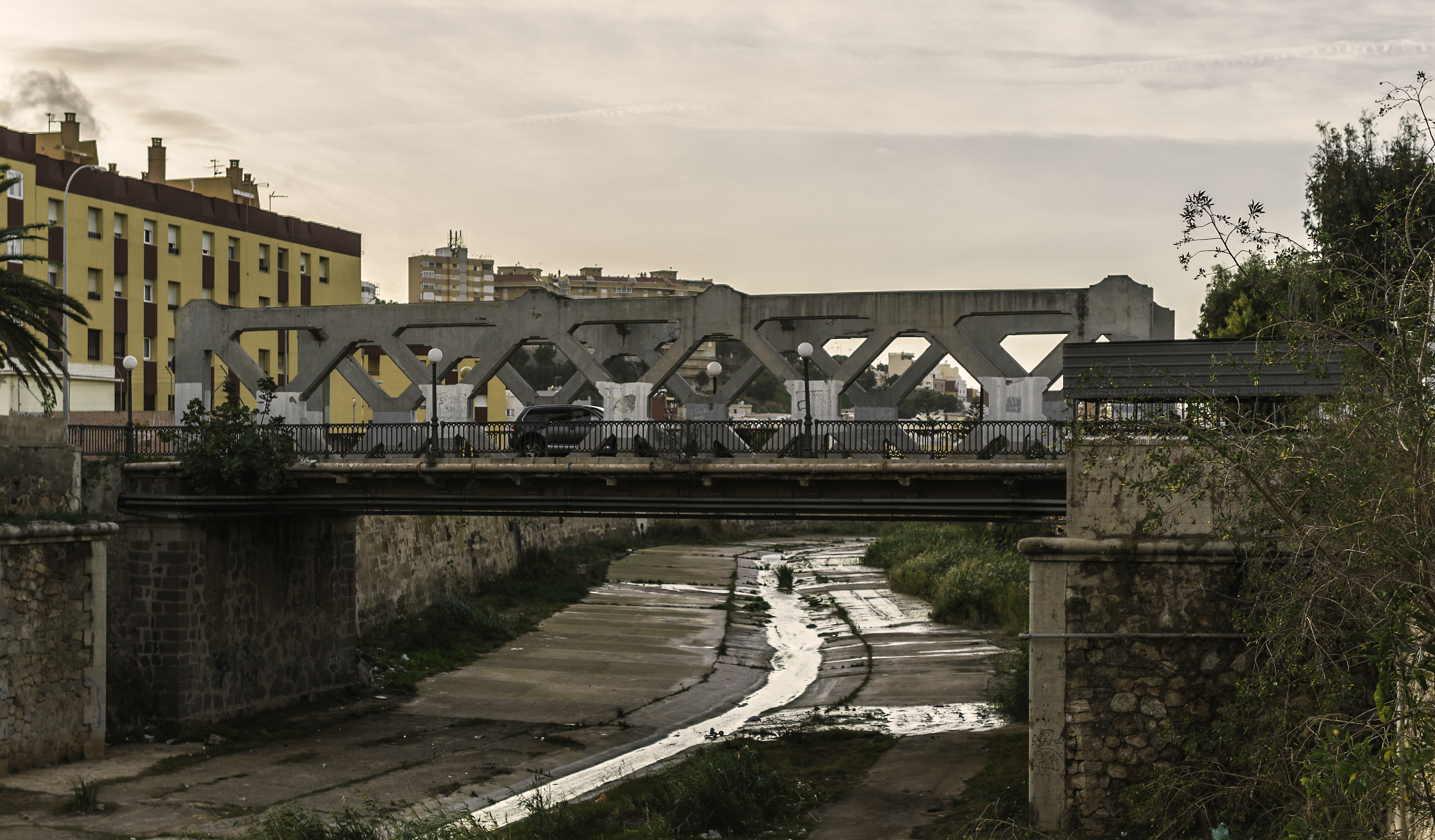
Pont del Mineral
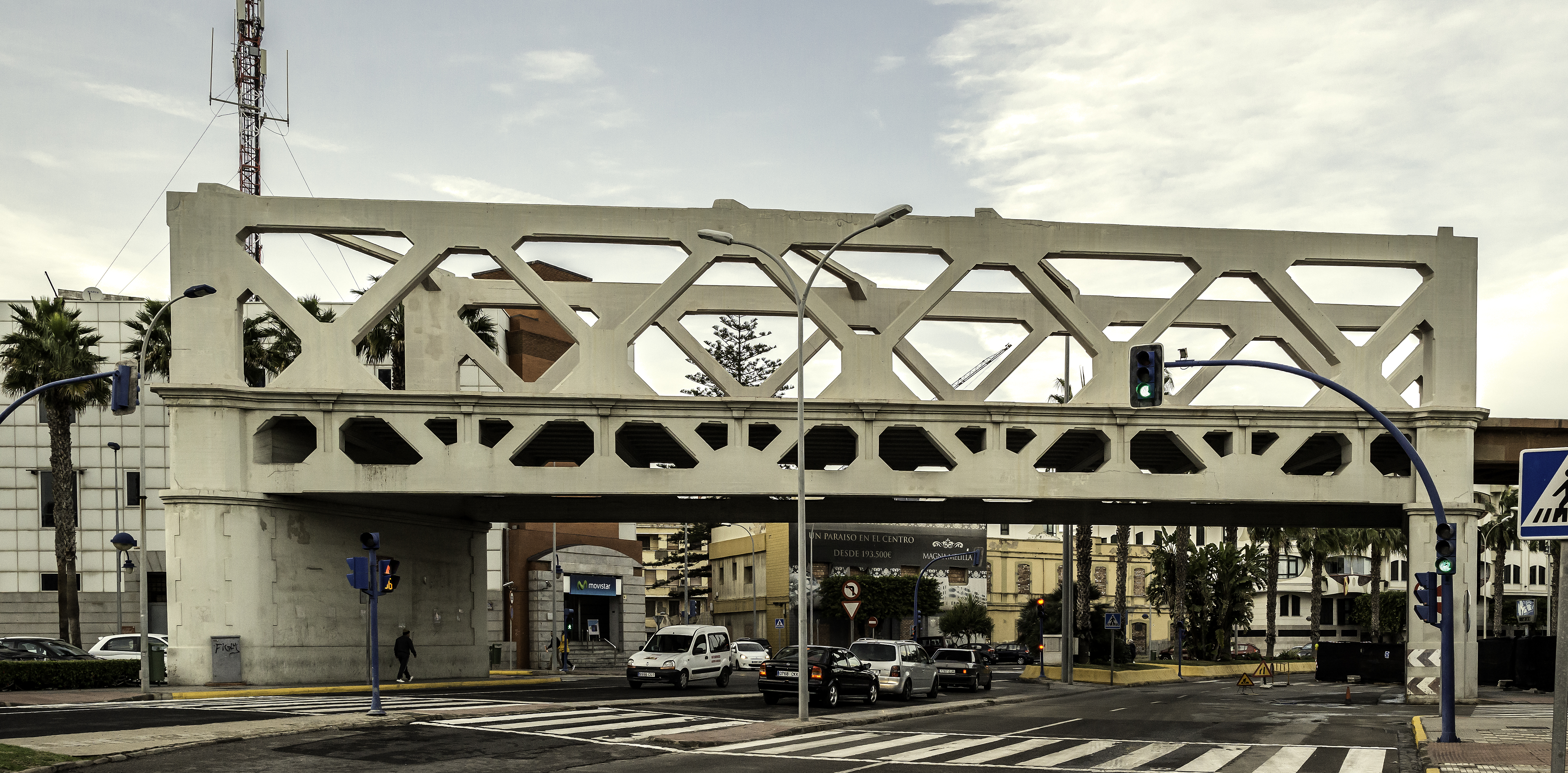
Viaducte de la CEMR
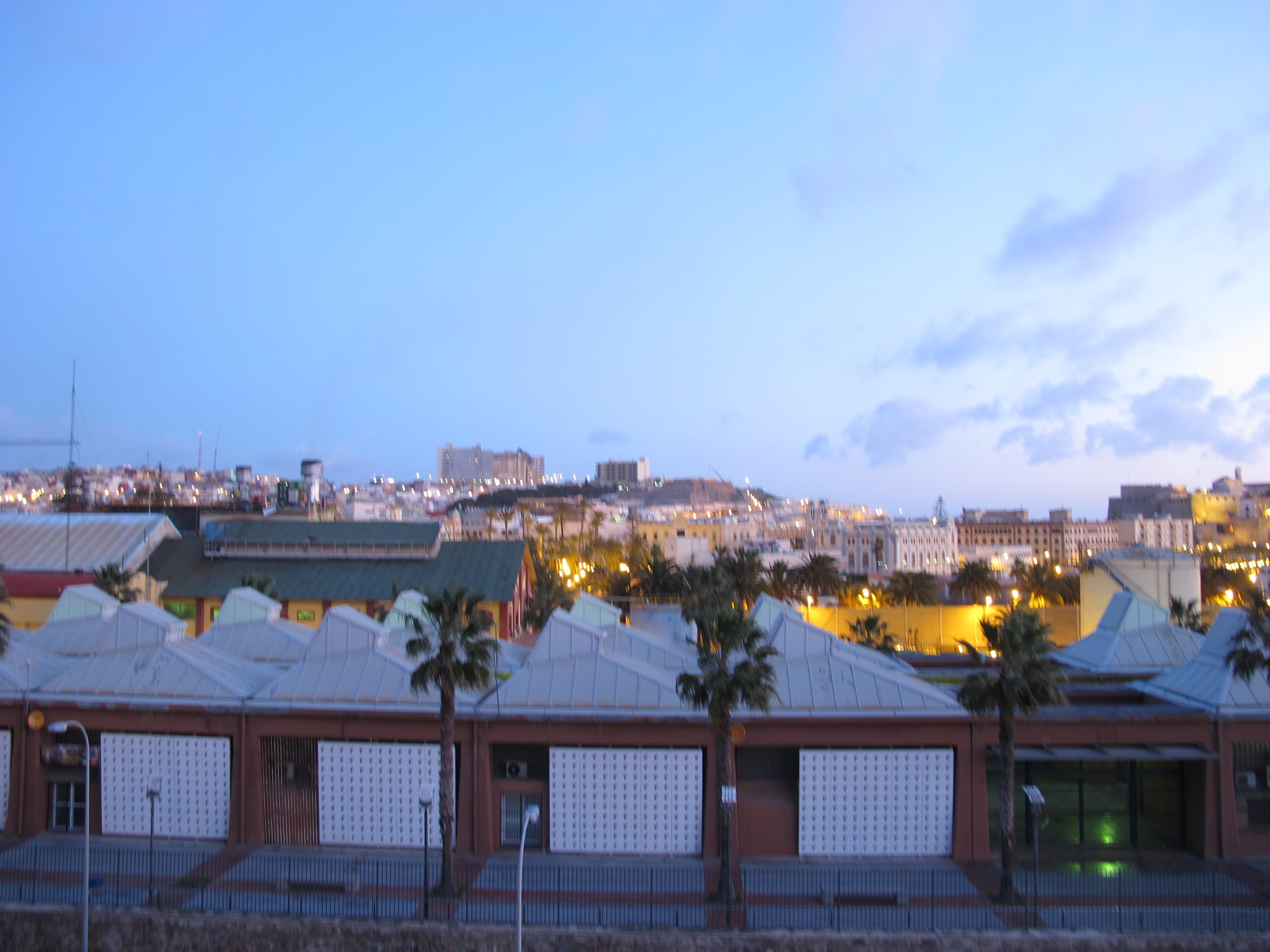
Magatzems de mineral de la CEMR
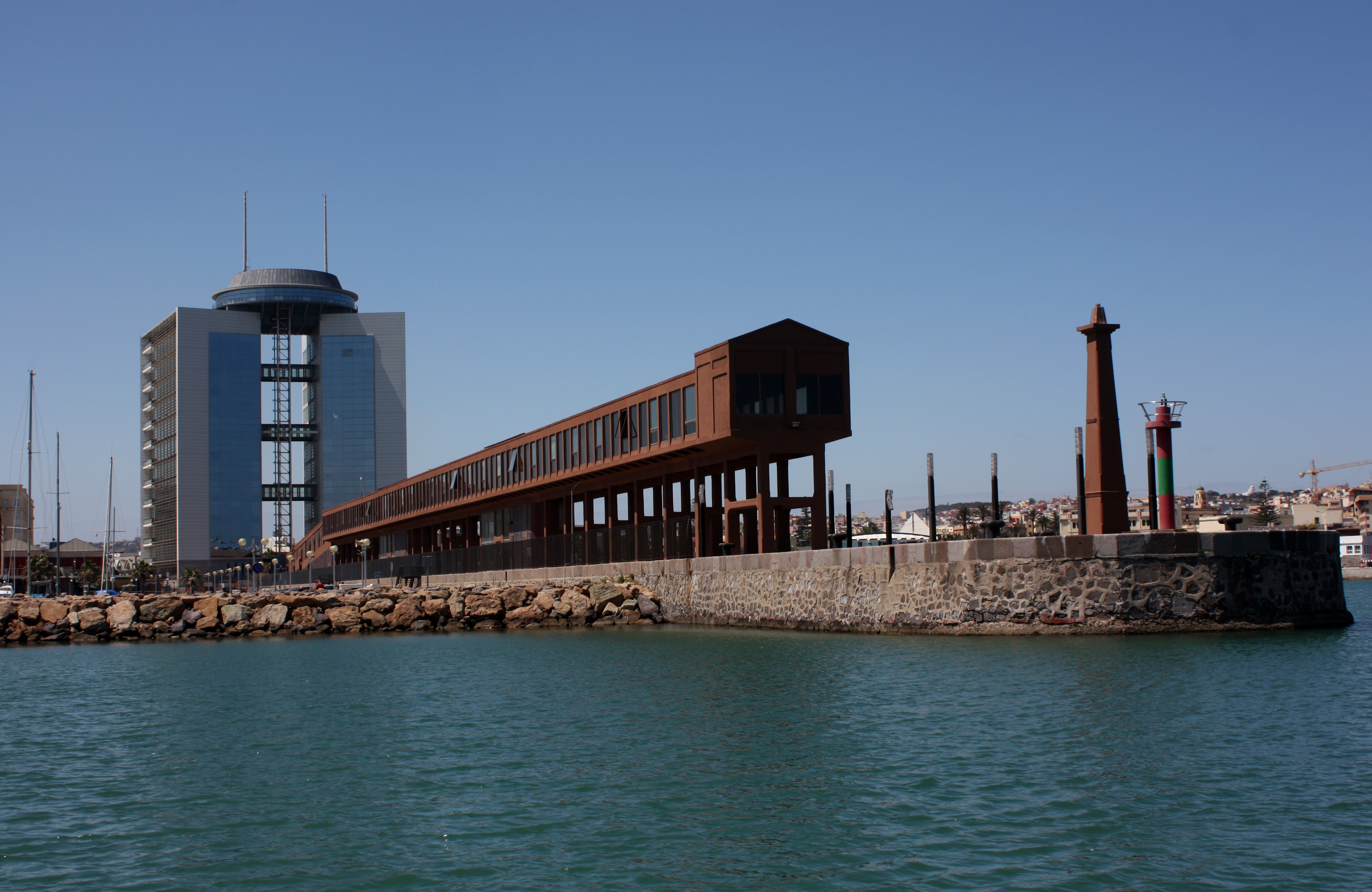
Carregador de mineral de la CEMR
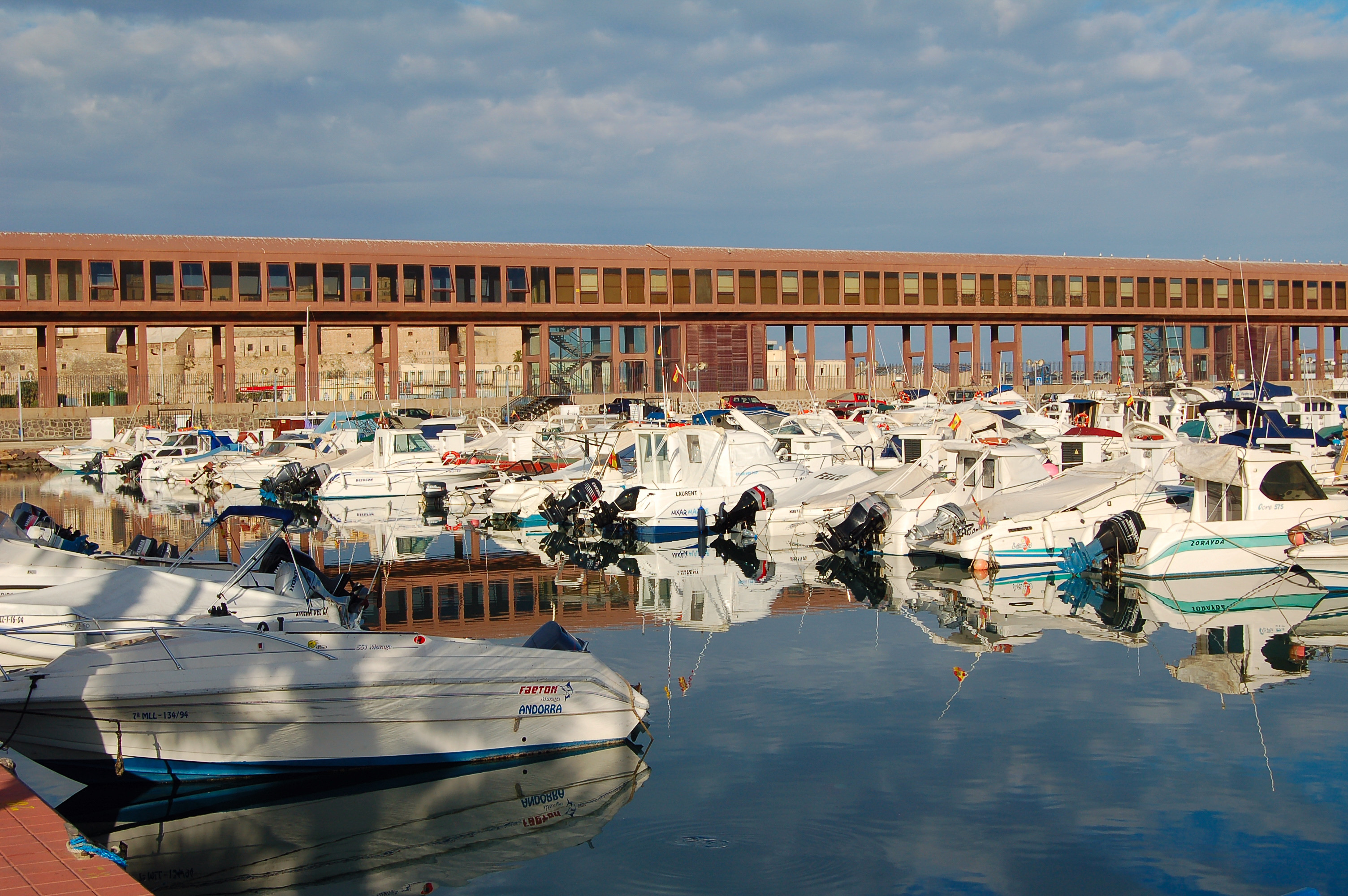
Carregador de mineral de la CEMR

Também existe uma arquitetura industrial, com o Mercado de Ferro do Mantelete e o conjunto da central elétrica, a ponte, o viaducte, os depósitos e o carregador de mineral de ferro da Companhia Espanhola de Minas do Rif.

## Arquitetura moderna

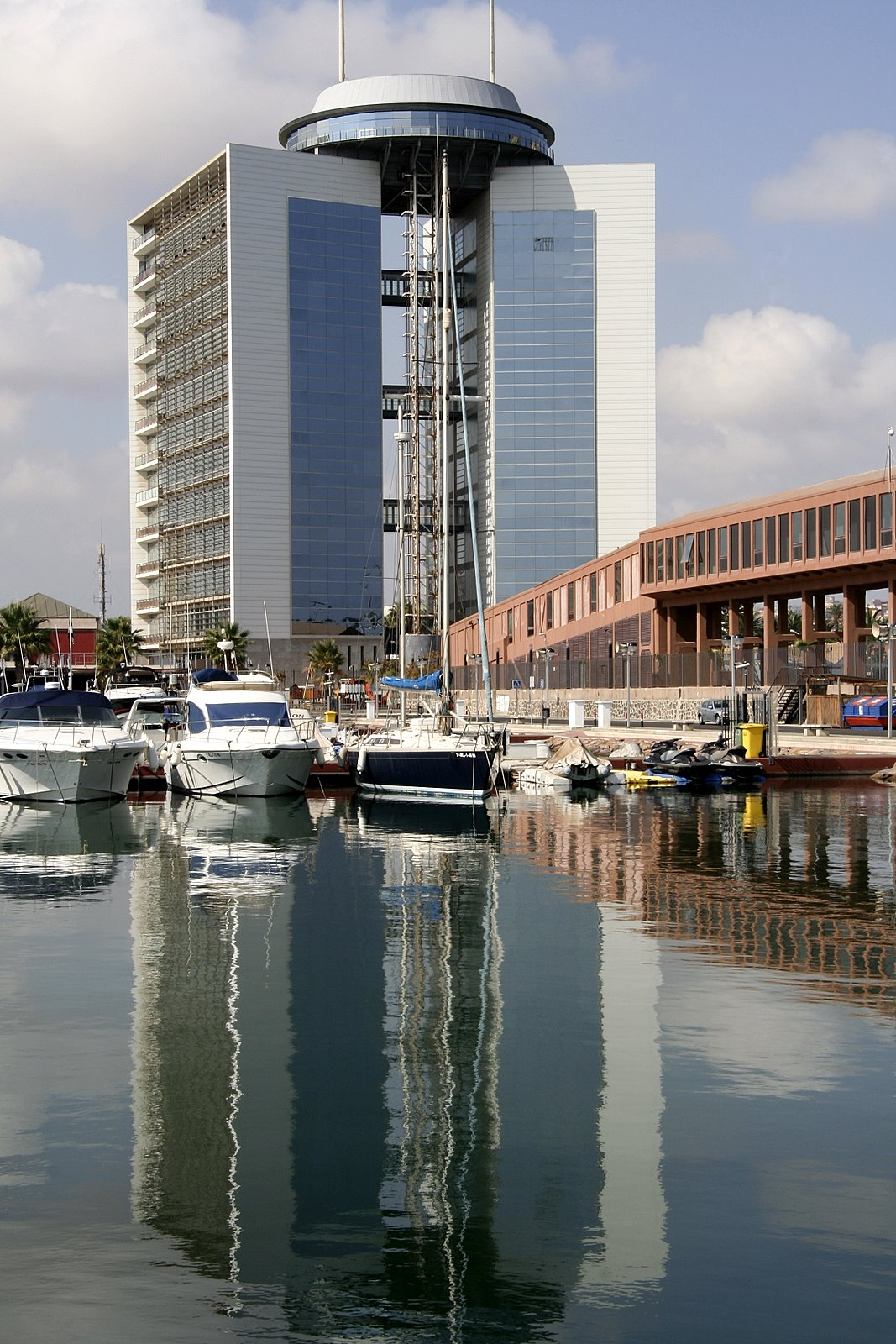
Torres V Centenari
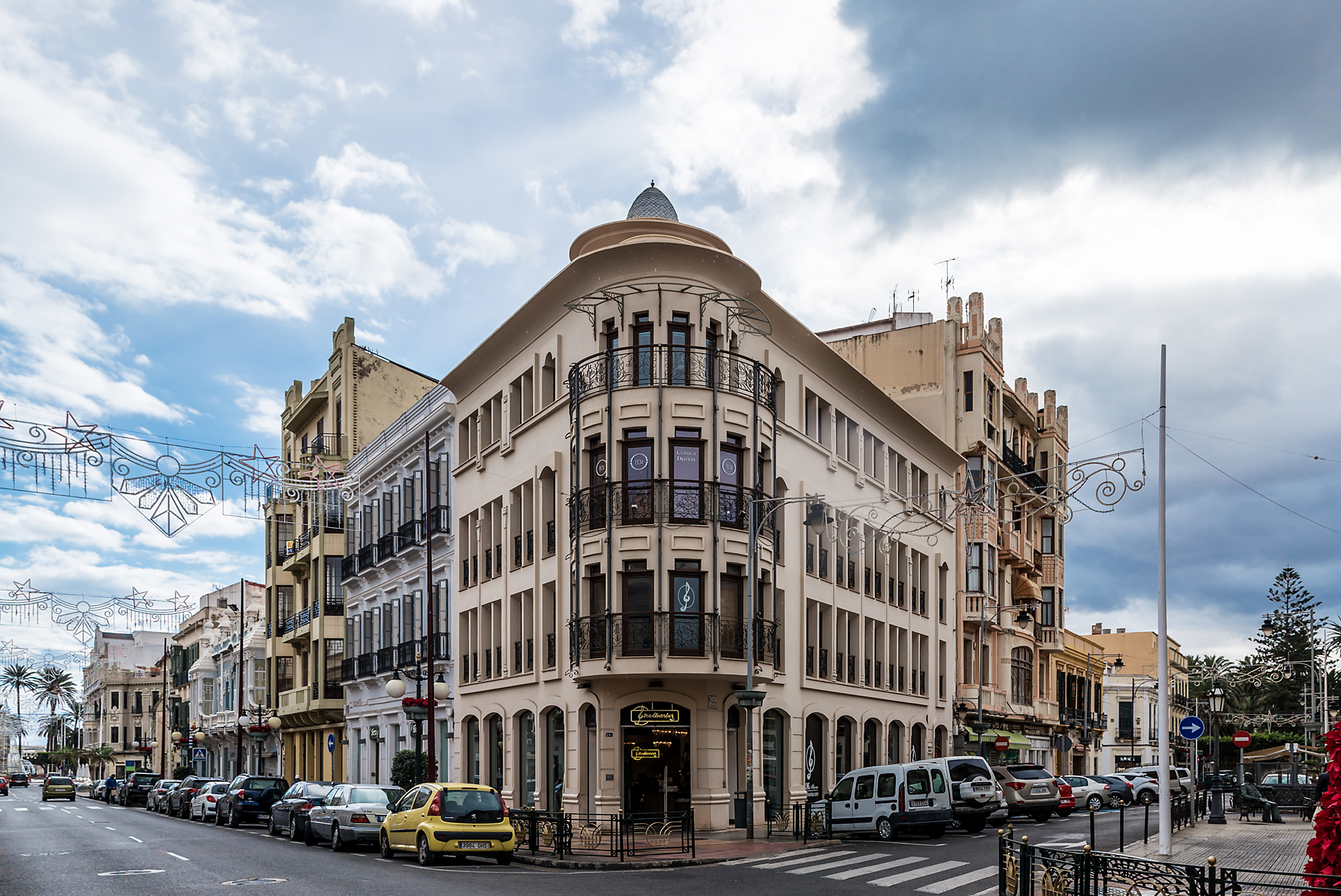
Edifici Chacel

Torres V Centenário e Edifício Chacel.

### Cemitério Municipal da Imaculada Concepción

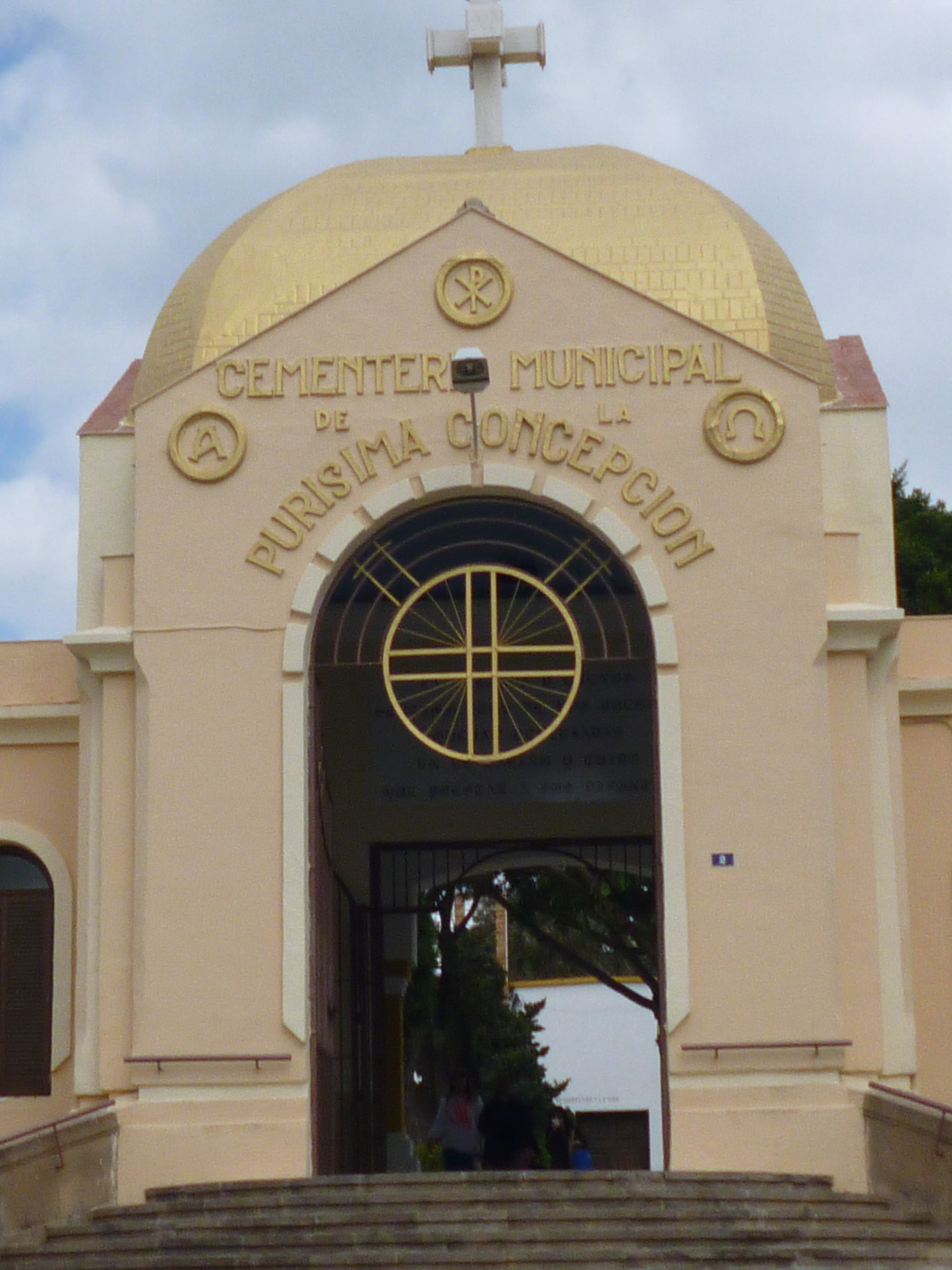
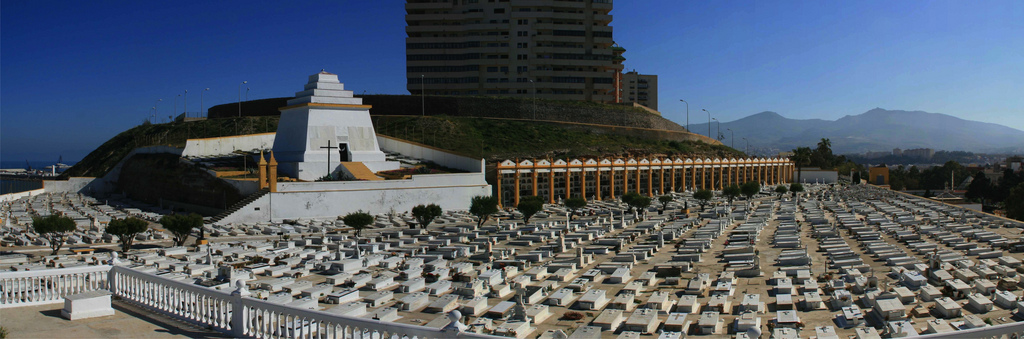
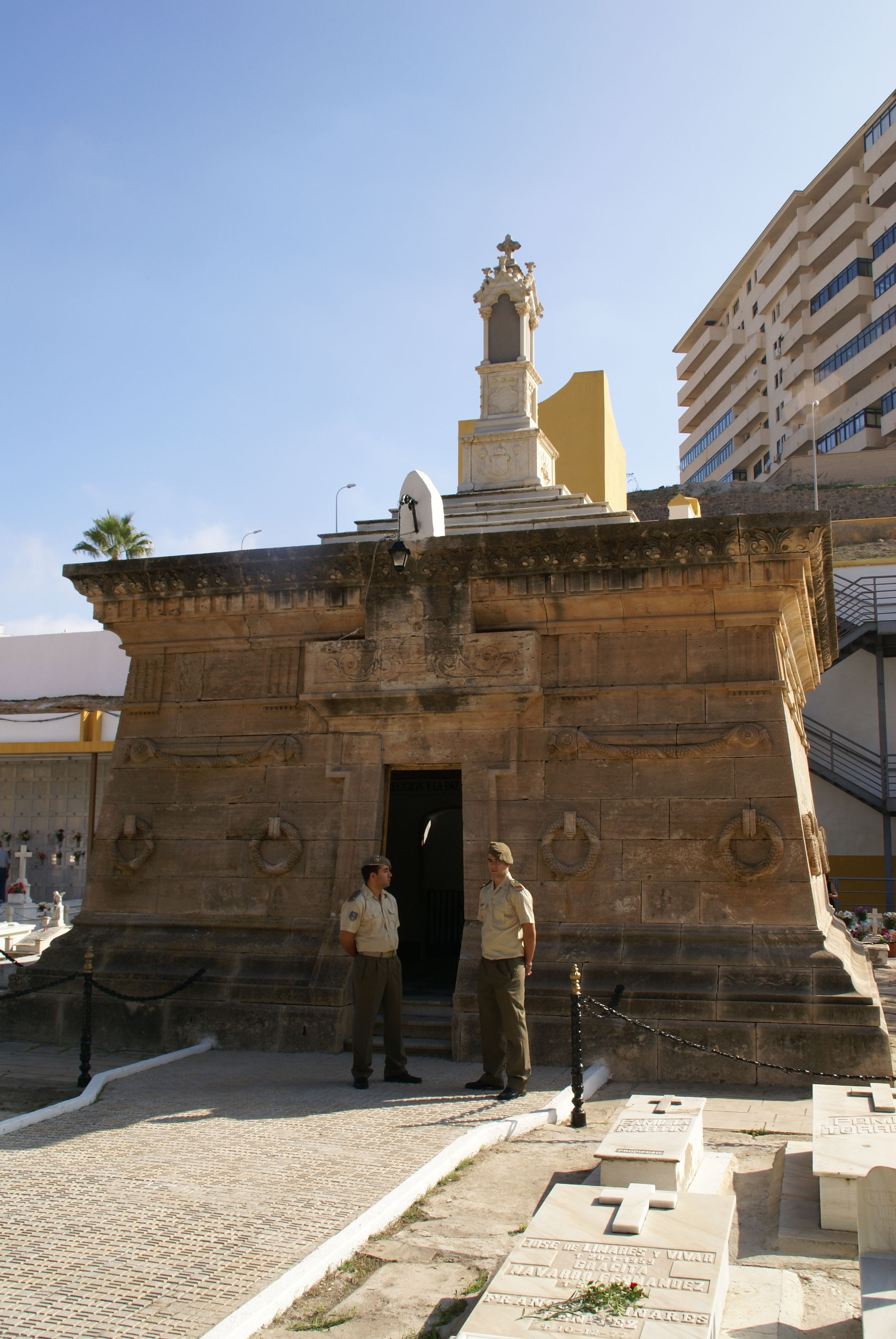
Panteó Margallo
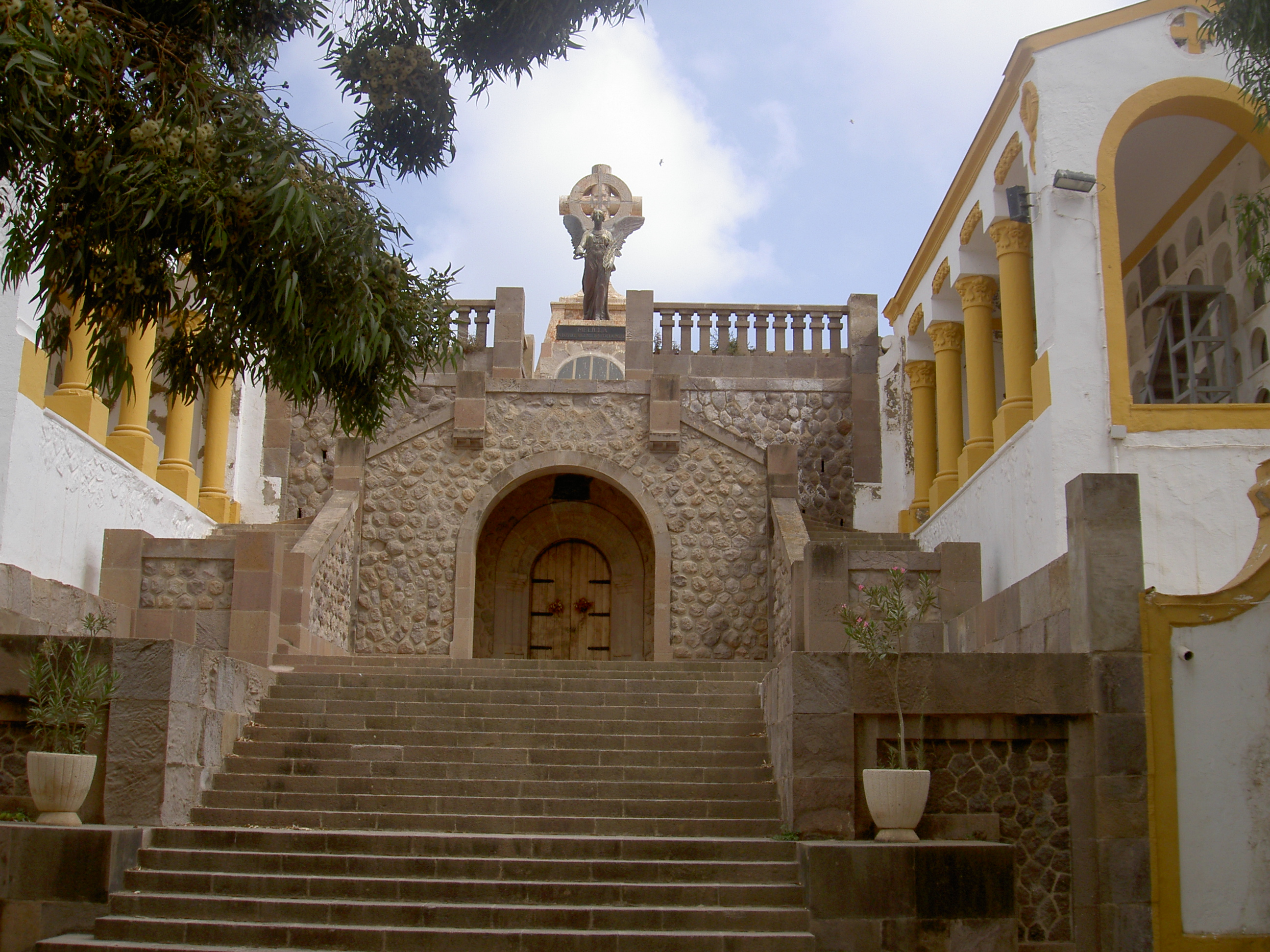
Panteó dels Herois
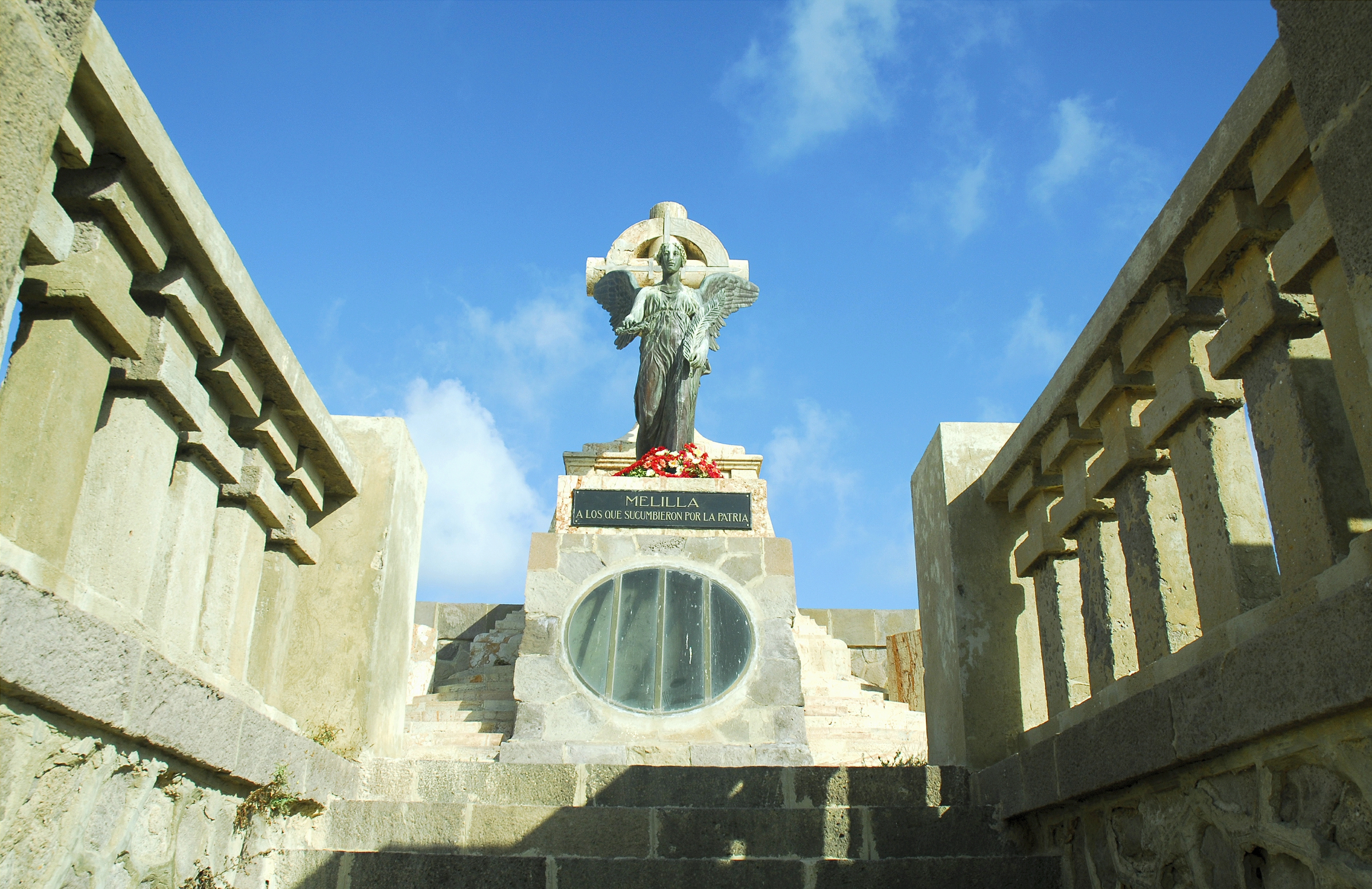
Panteó dels Herois
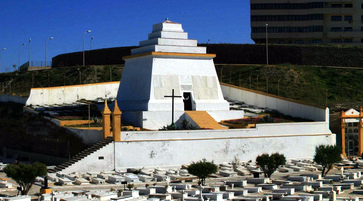
Panteó Regulars número 5

É o principal cemitério da cidade espanhola de Melilla. Está situada na Praça do Cemitério, no final da Canyada da Água. começou-se a construir em 1890, sob projeto do comandante de engenheiros Eligio Suza e contrata de Manuel Fernández, inaugurando-se o 1 de Janeiro de 1892, sendo abençoado pelo vicário Juan Verdejo.
O primeiro cadáver que recebeu sepultura nele foi o de Francisco López López, um menino de quatro meses de idade.

### Elementos escultóricos

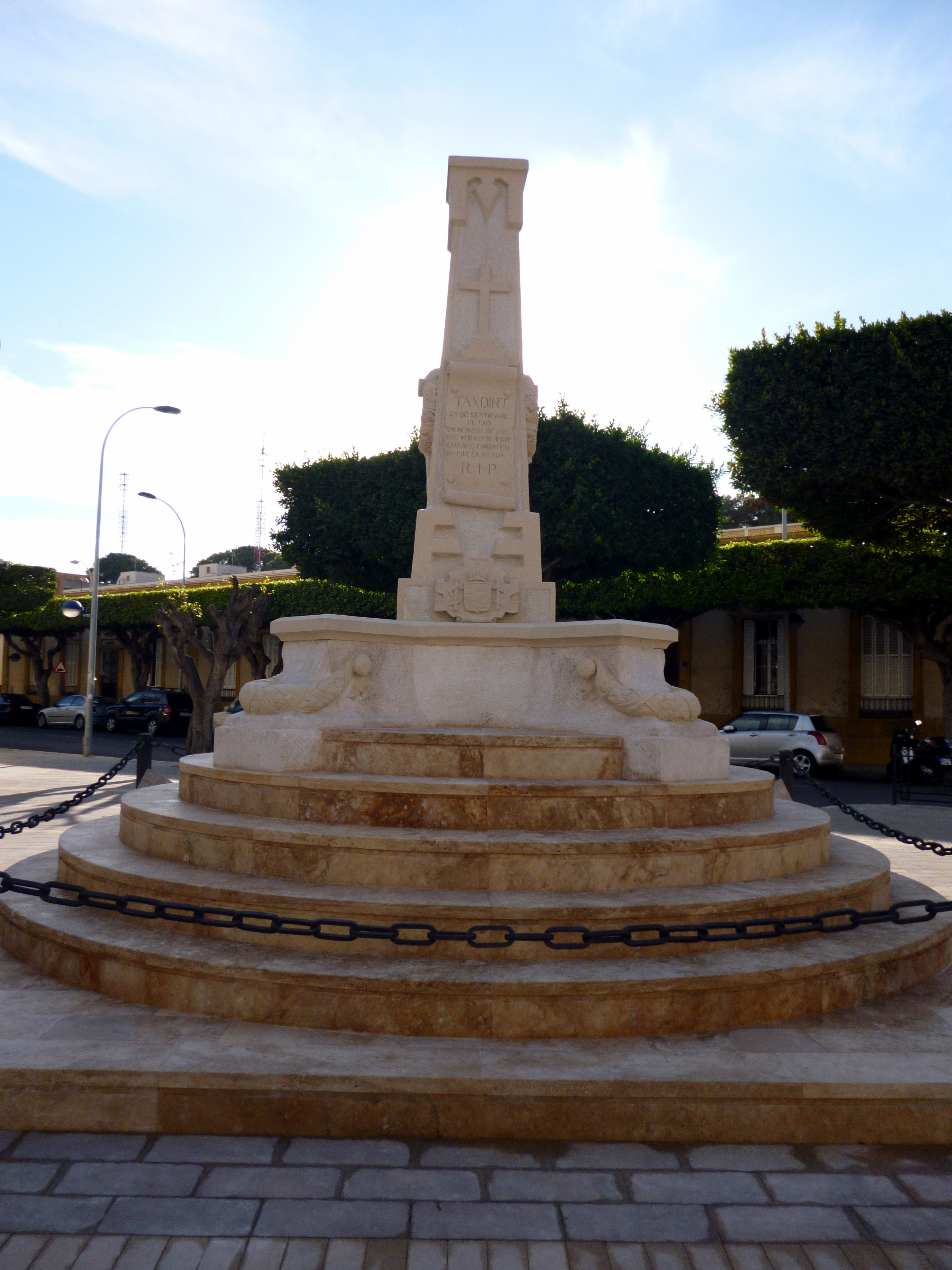
Monument als Herois de Taxdirt
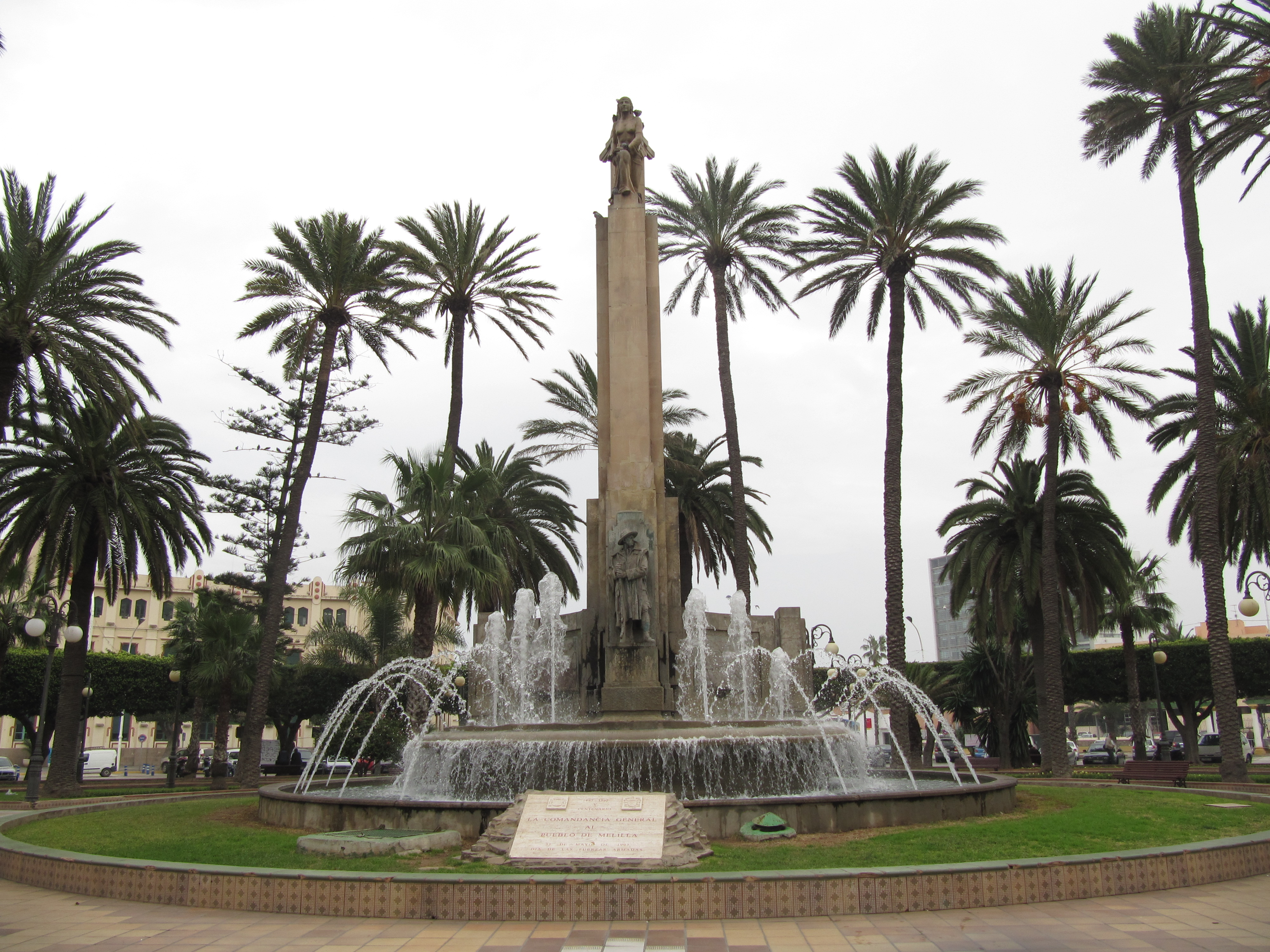
Monument als Herois i Màrtirs de les Campanyes
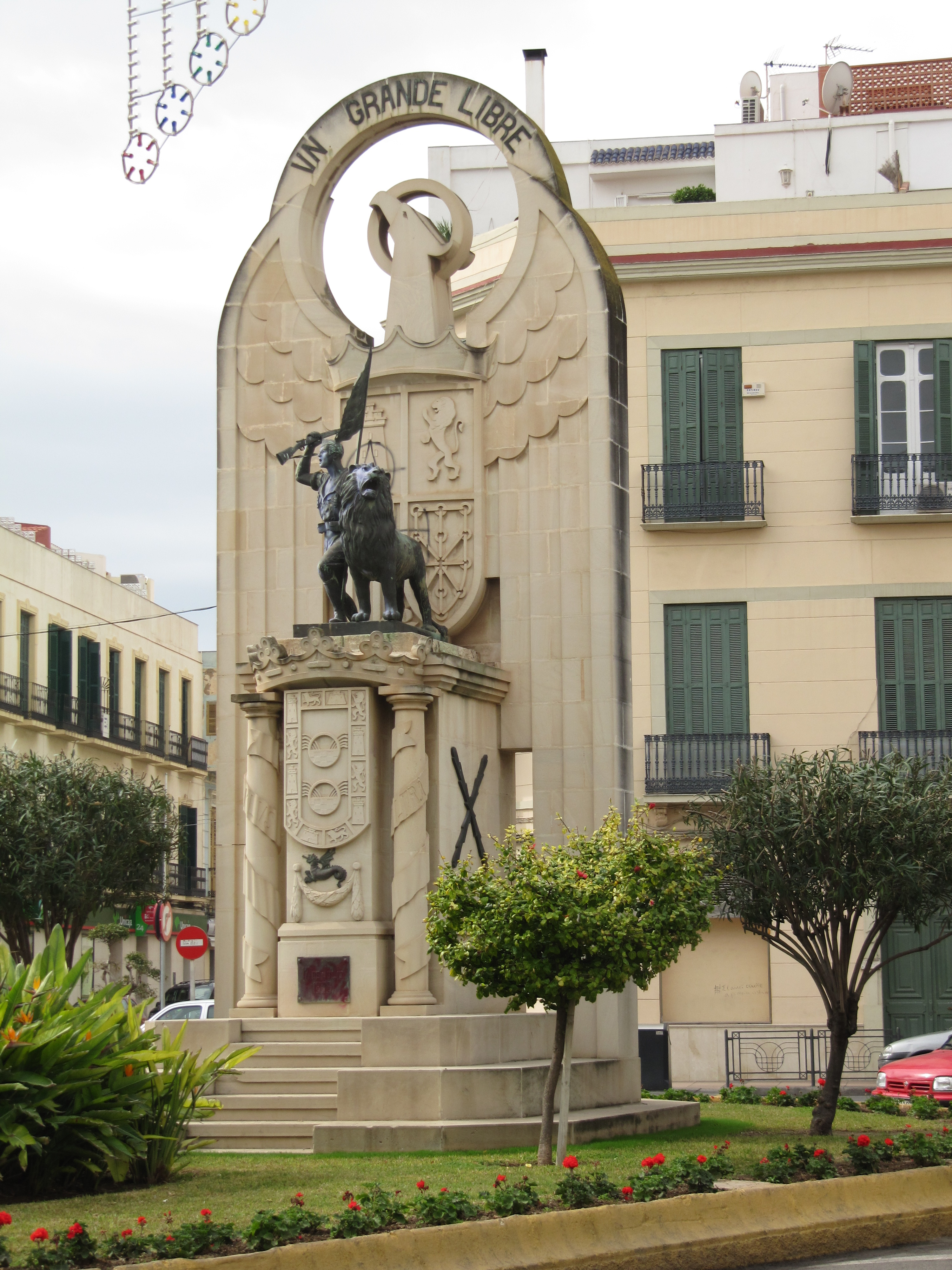
Monument als Herois d'Espanya
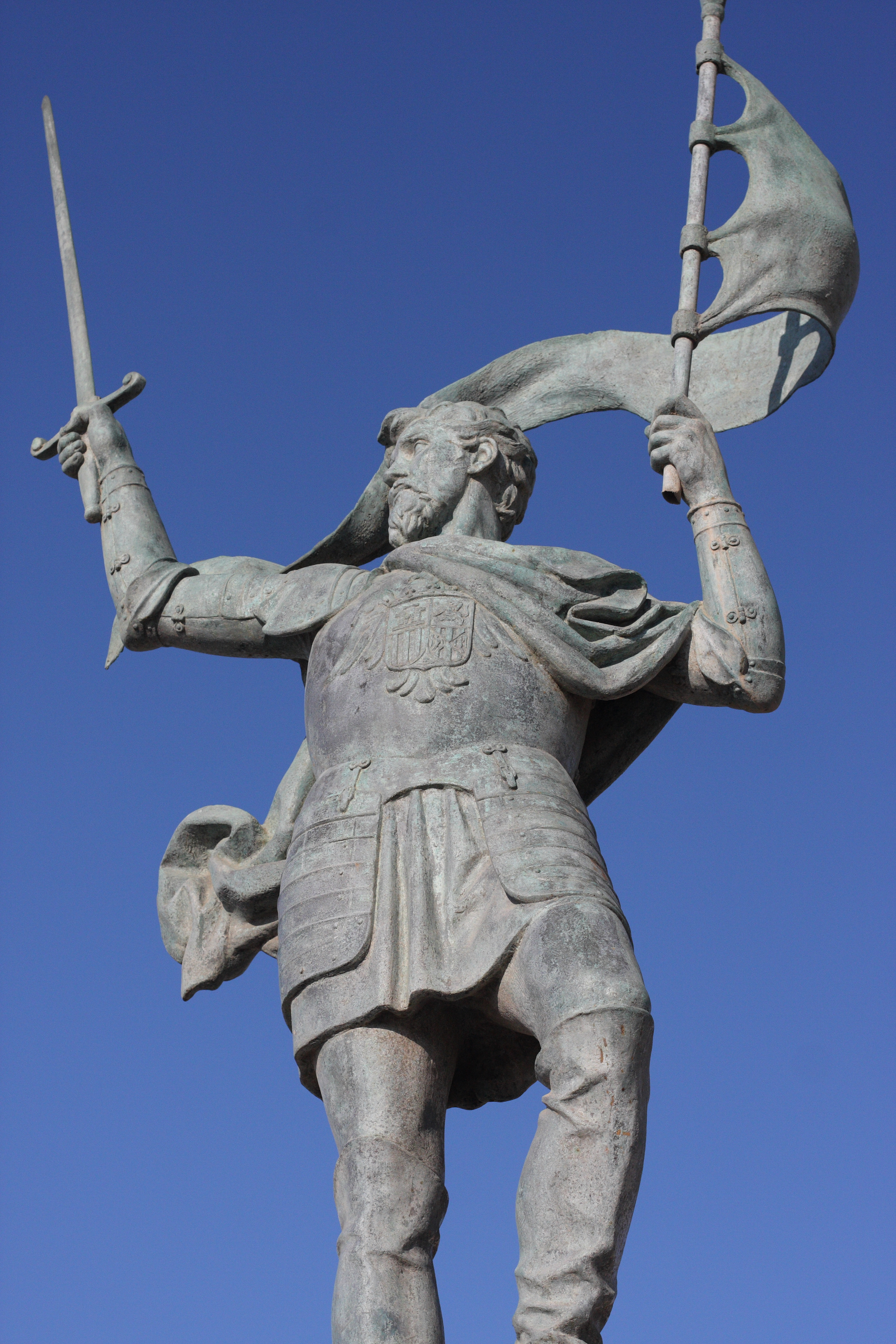
Monument a Pere d'Estopinyà i Virués
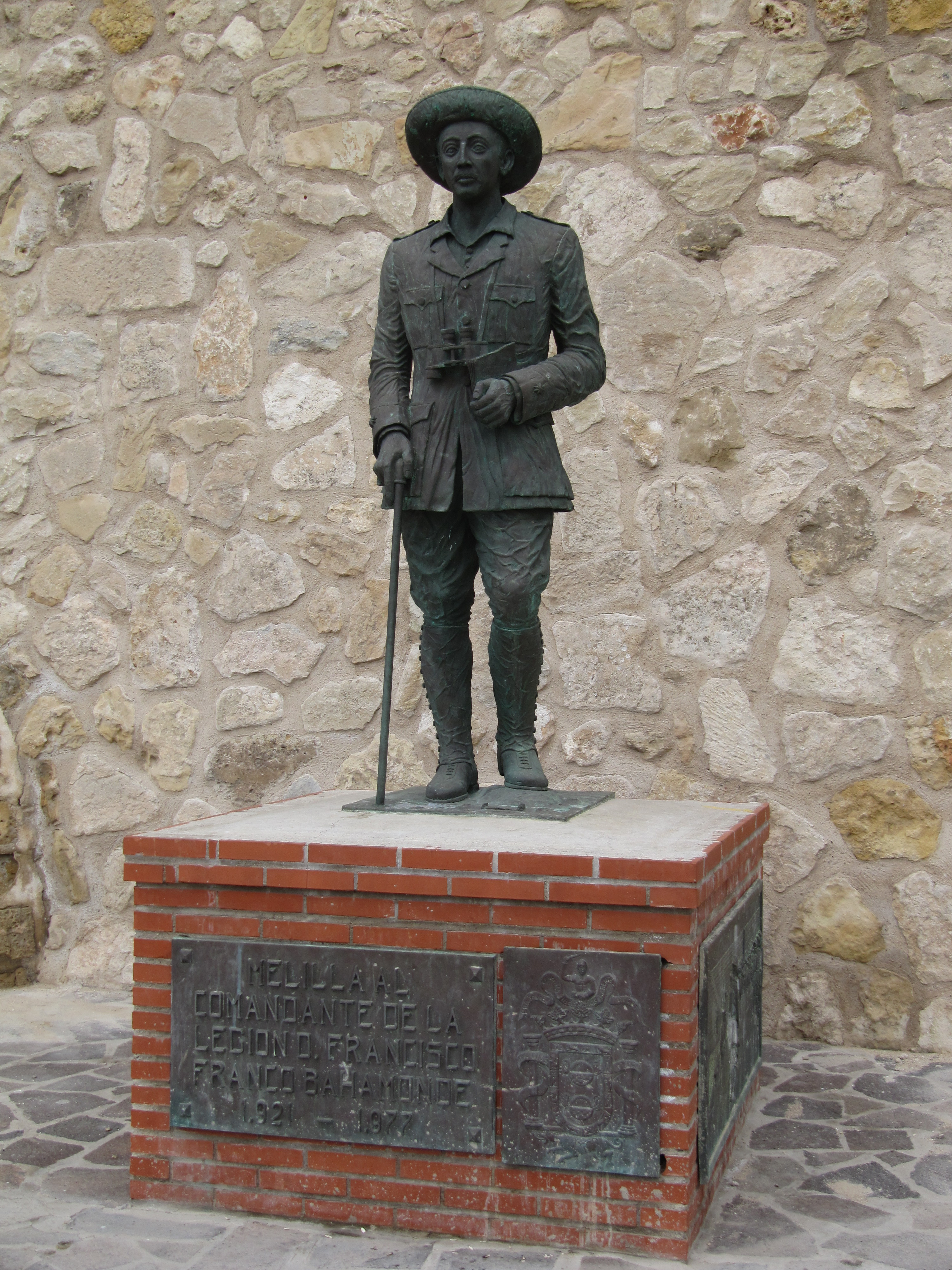
Estàtua del comandant de la Legió Francisco Franco Bahamonde
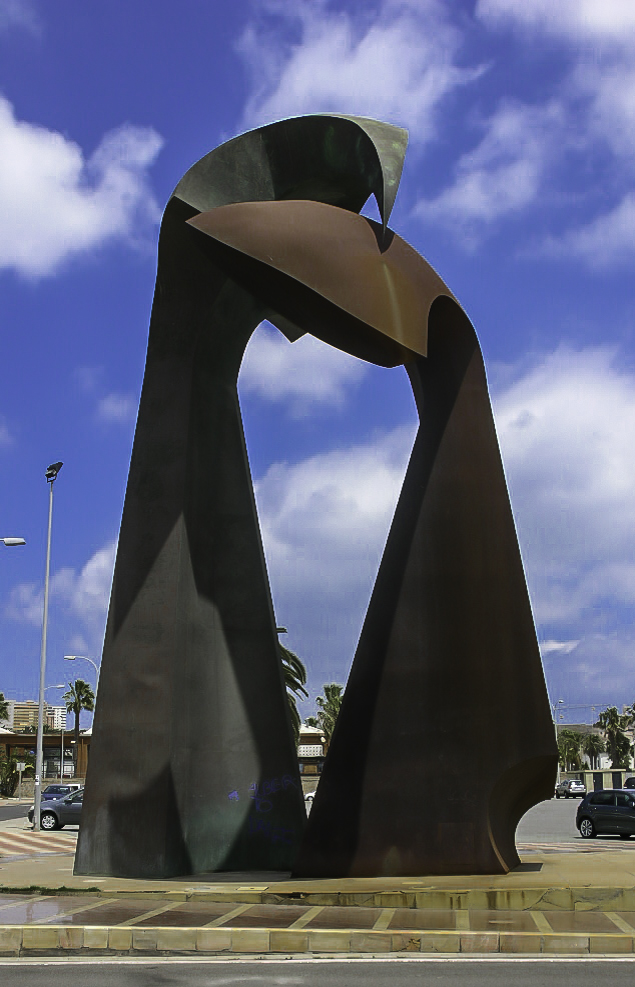
Trobades
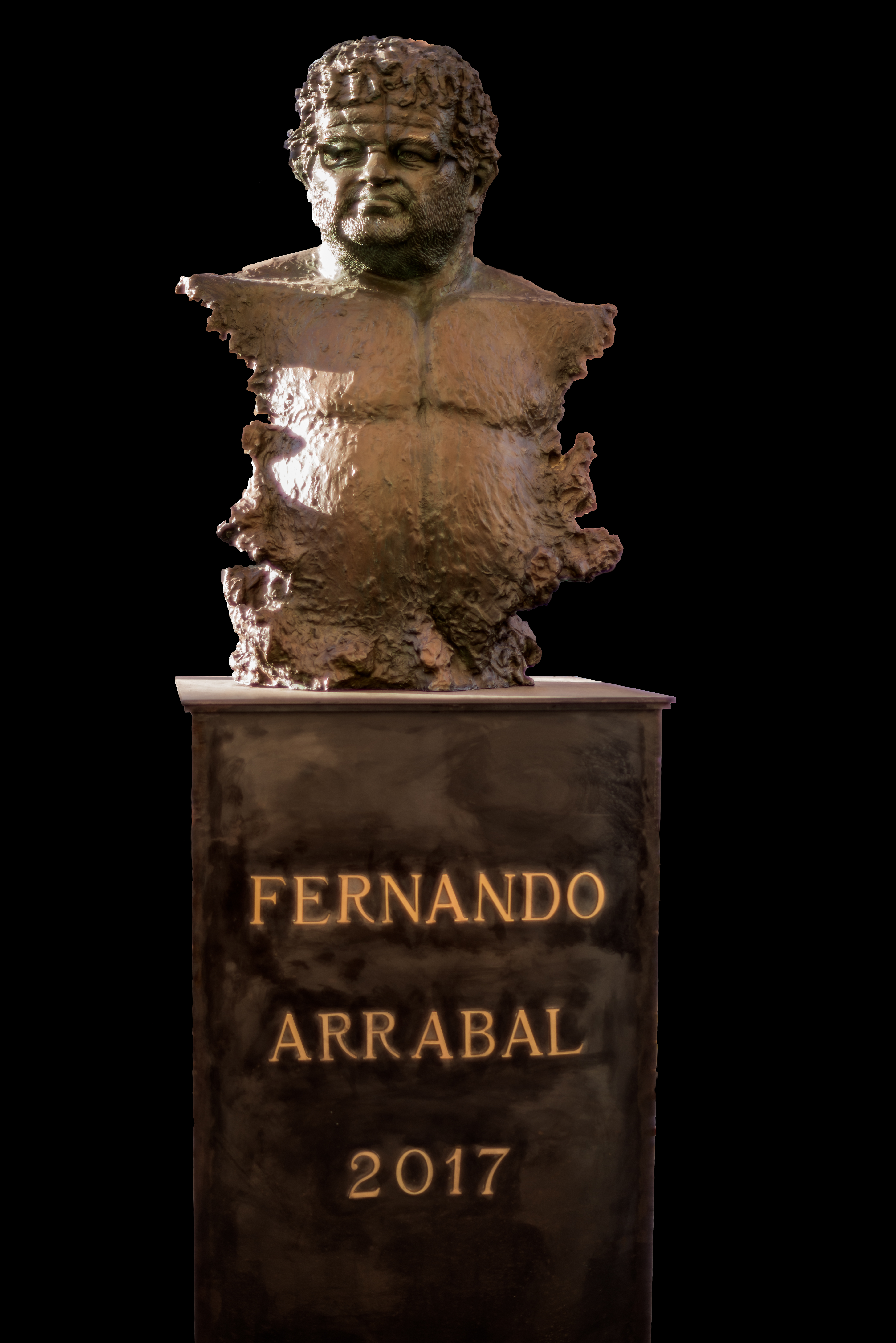
Homenatge a Fernando Arrabal
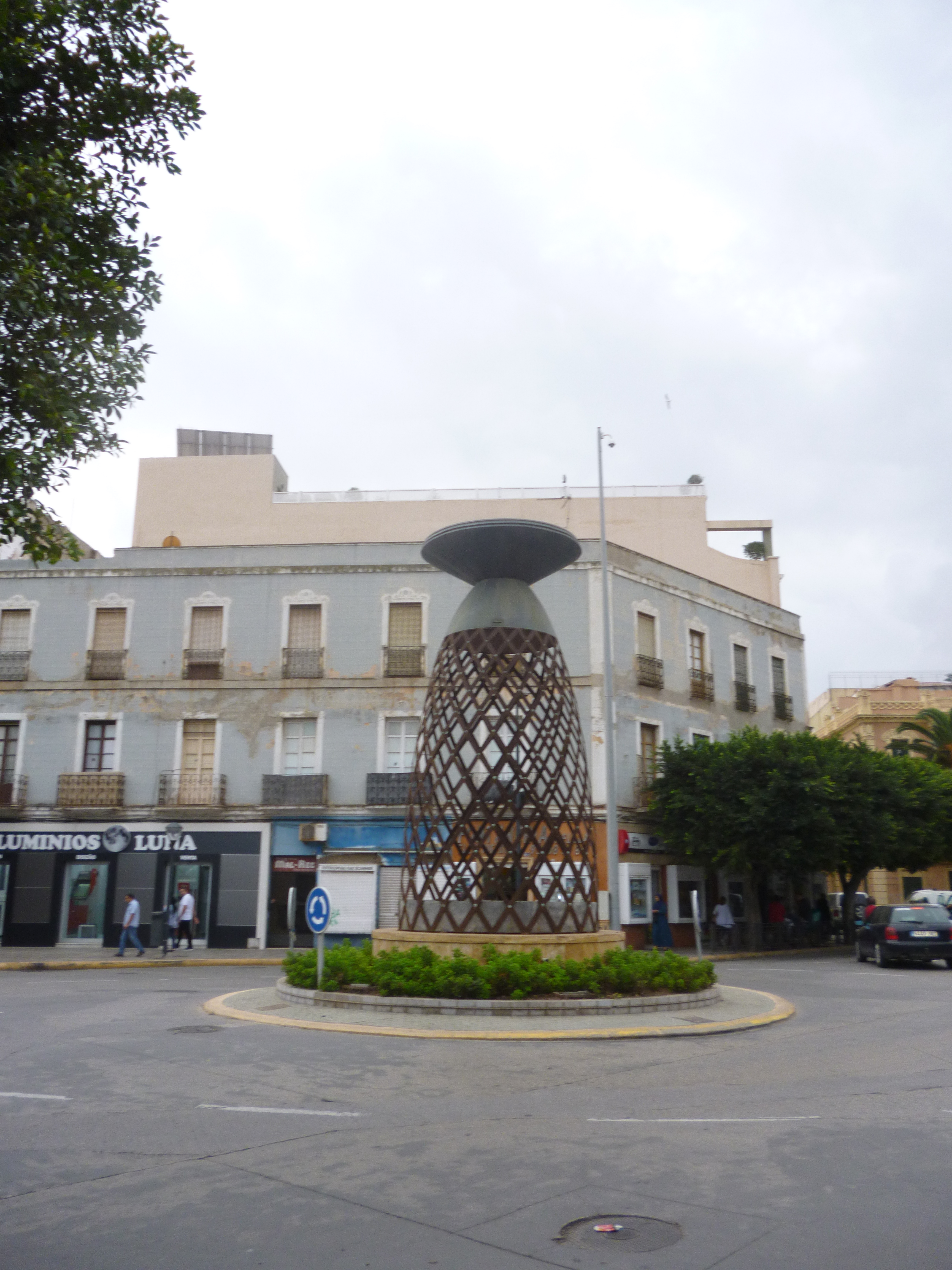
Homenatge al Modernisme De Melilla

Destacar também elementos escultóricos, como os erigidos para comemorar aos heróis das campanhas no Marrocos Monumento aos Heróis de Taxdirt (1910) e o Monumento aos Heróis e Mártires das Campanhas (1927-1931), os do regime franquista, como o Monumento aos Heróis de Espanha (1941) ou a Estátua do Comandante da Legião Francisco Franco ou outros contemporáneos, Homenagem ao Modernismo De Melilla, Monumento a Pere de Estopinyà e Virués, Relógio Solar, Encontros ou Homenagem a Fernando Arrabal.

### Praças

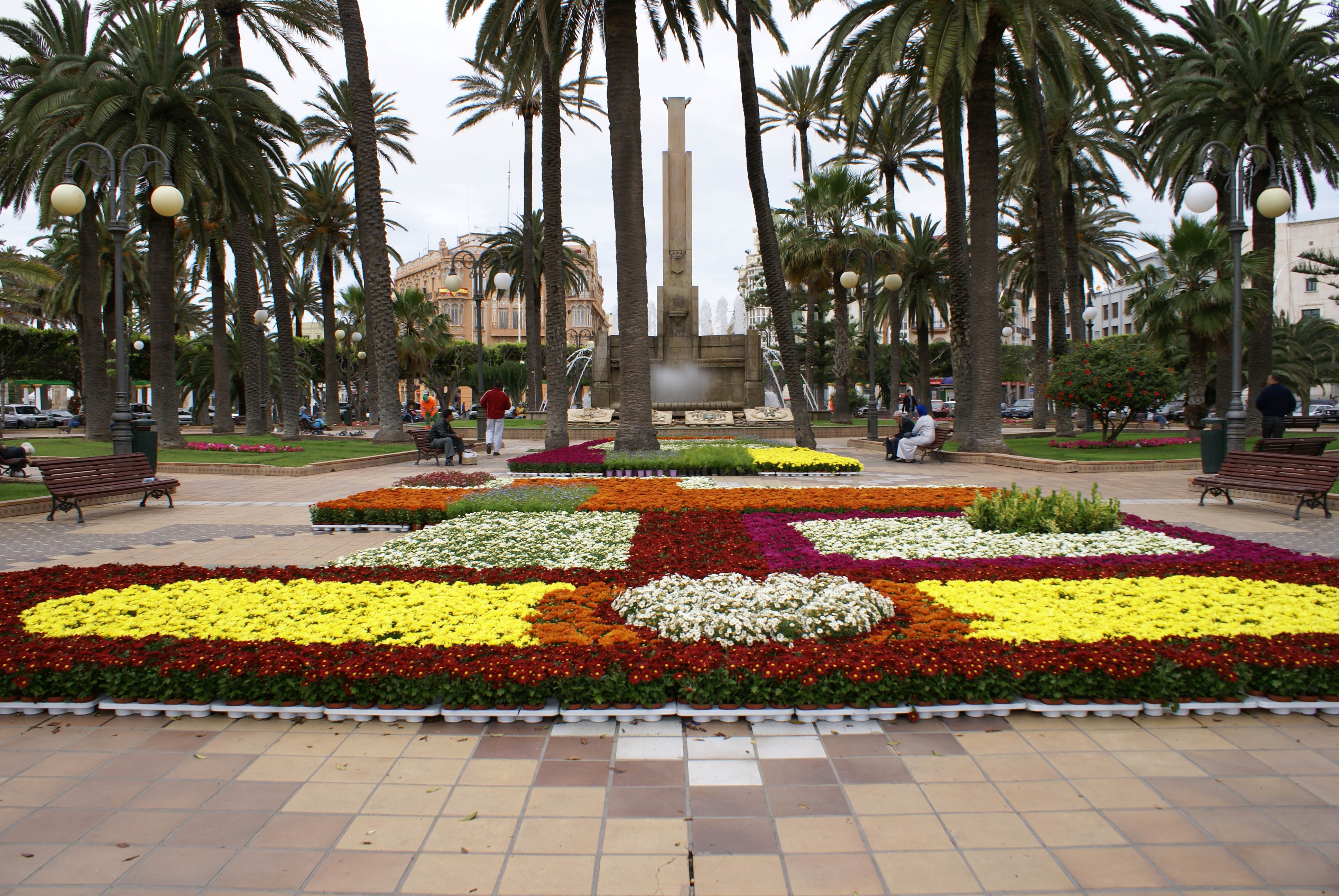
Plaza d'Espanya.
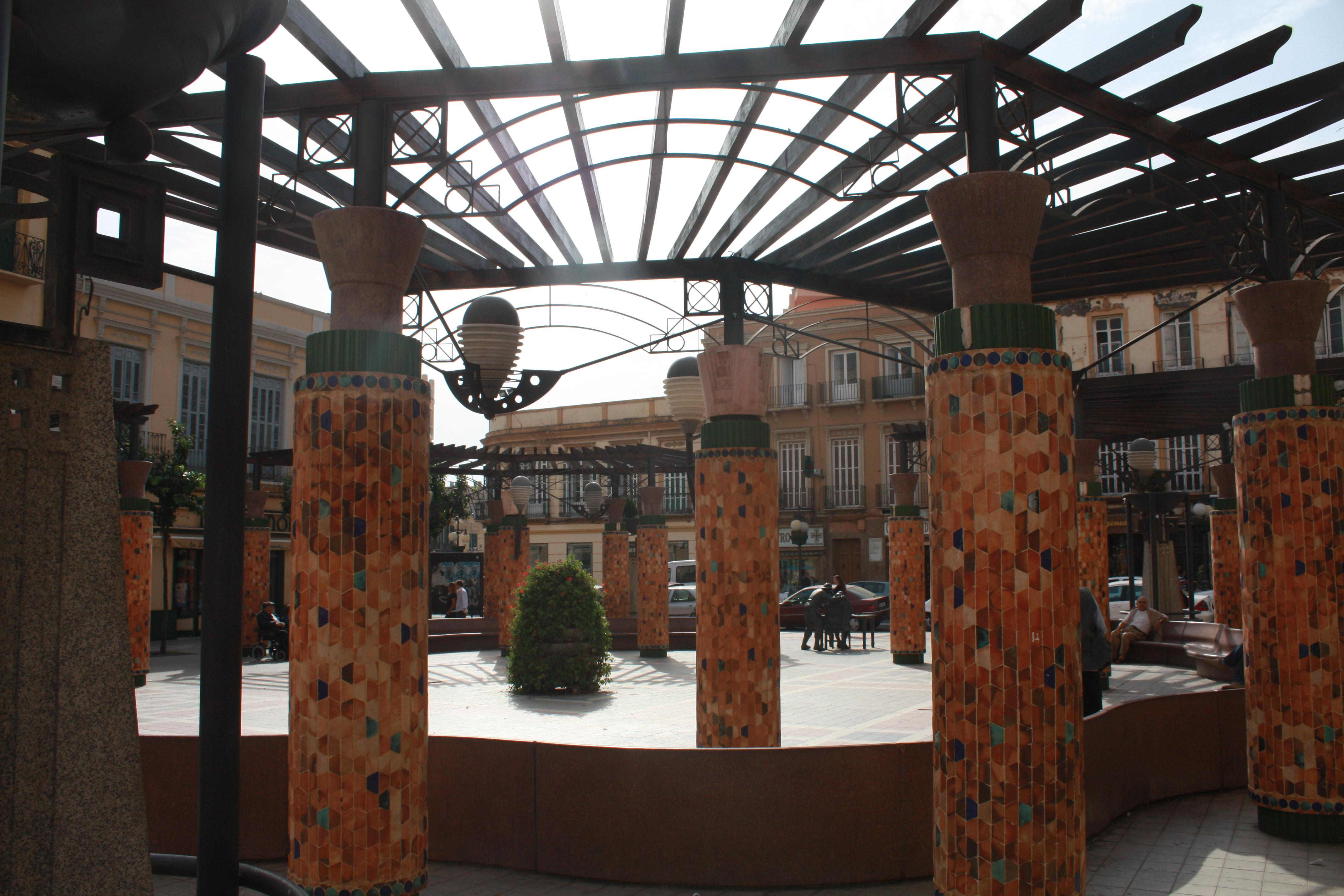
Plaza Menéndez Pelayo

Existem a Praça de Espanha, a Praça Menéndez Pelayo, e a Praça Comandando Benítez.

### Parques

#### Parque Hernández

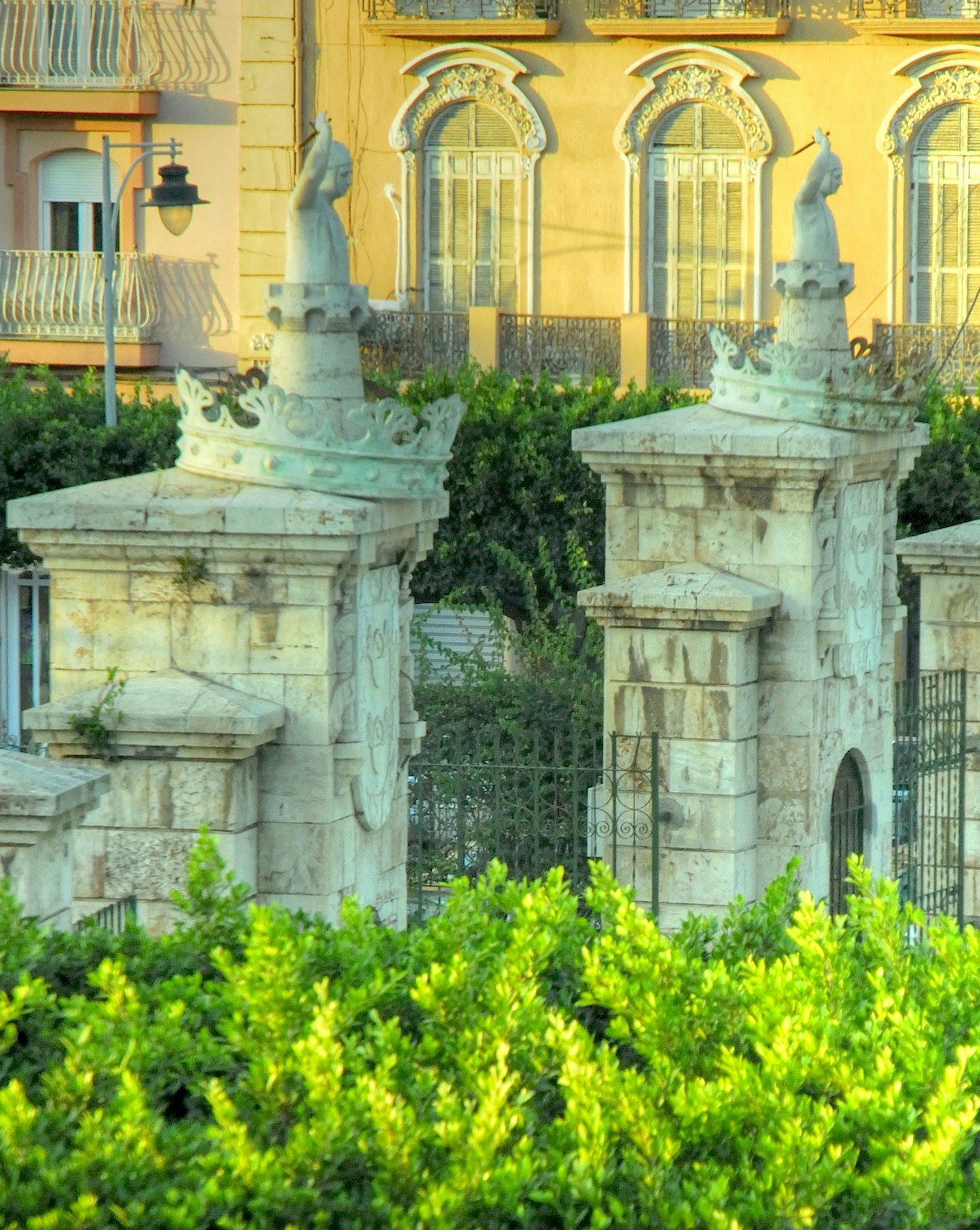
Parque Hernández
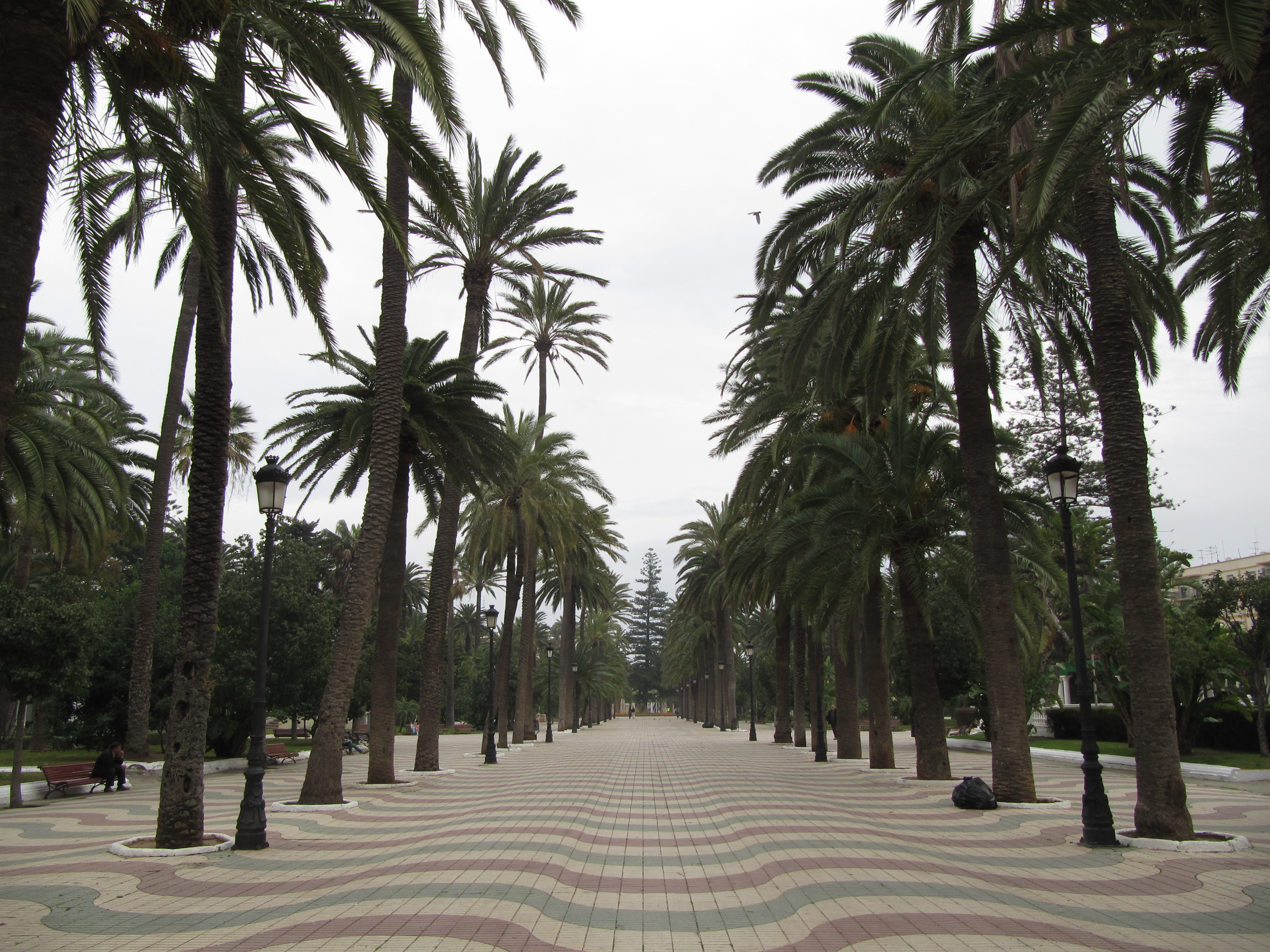
Parque Hernández
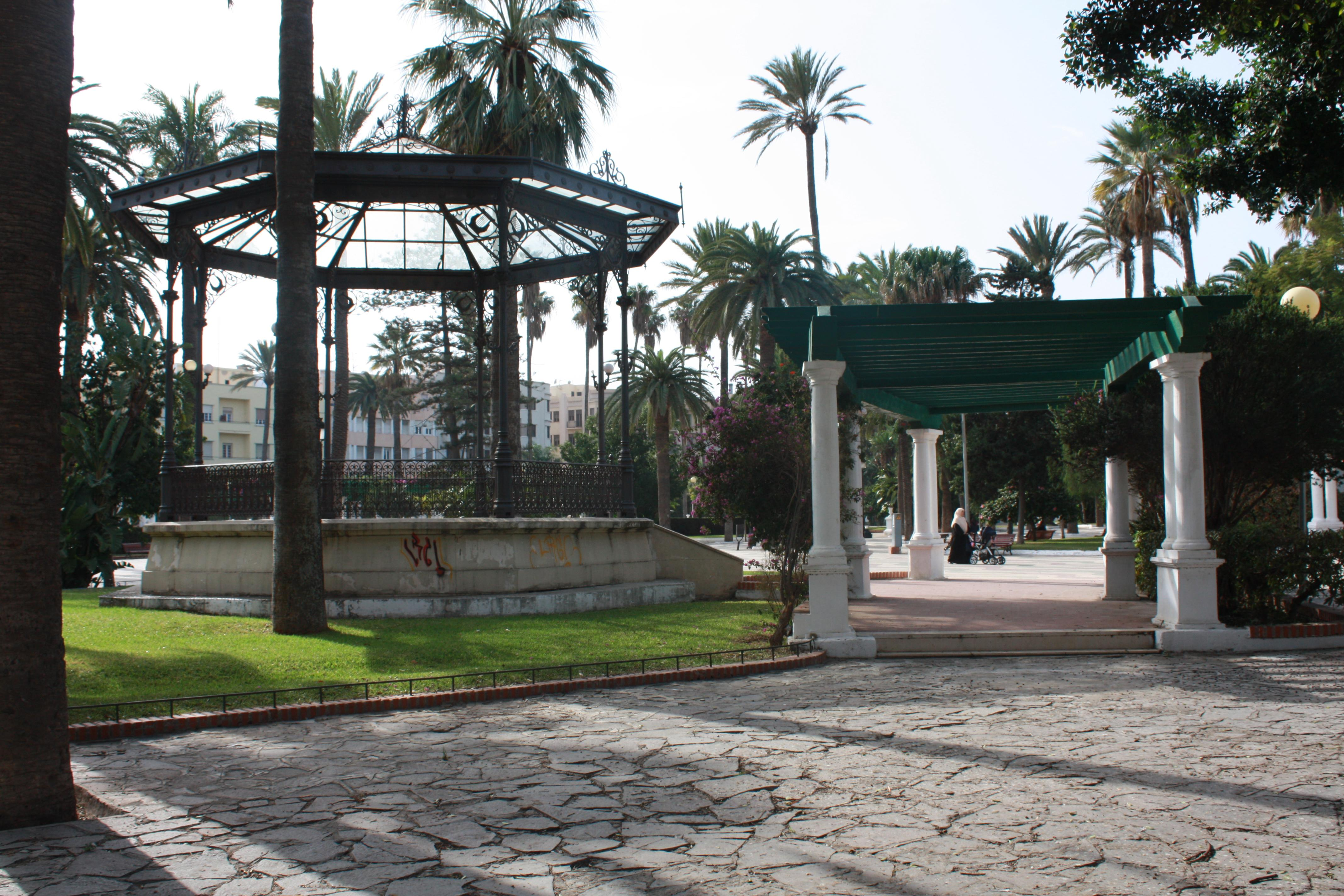
Parque Hernández
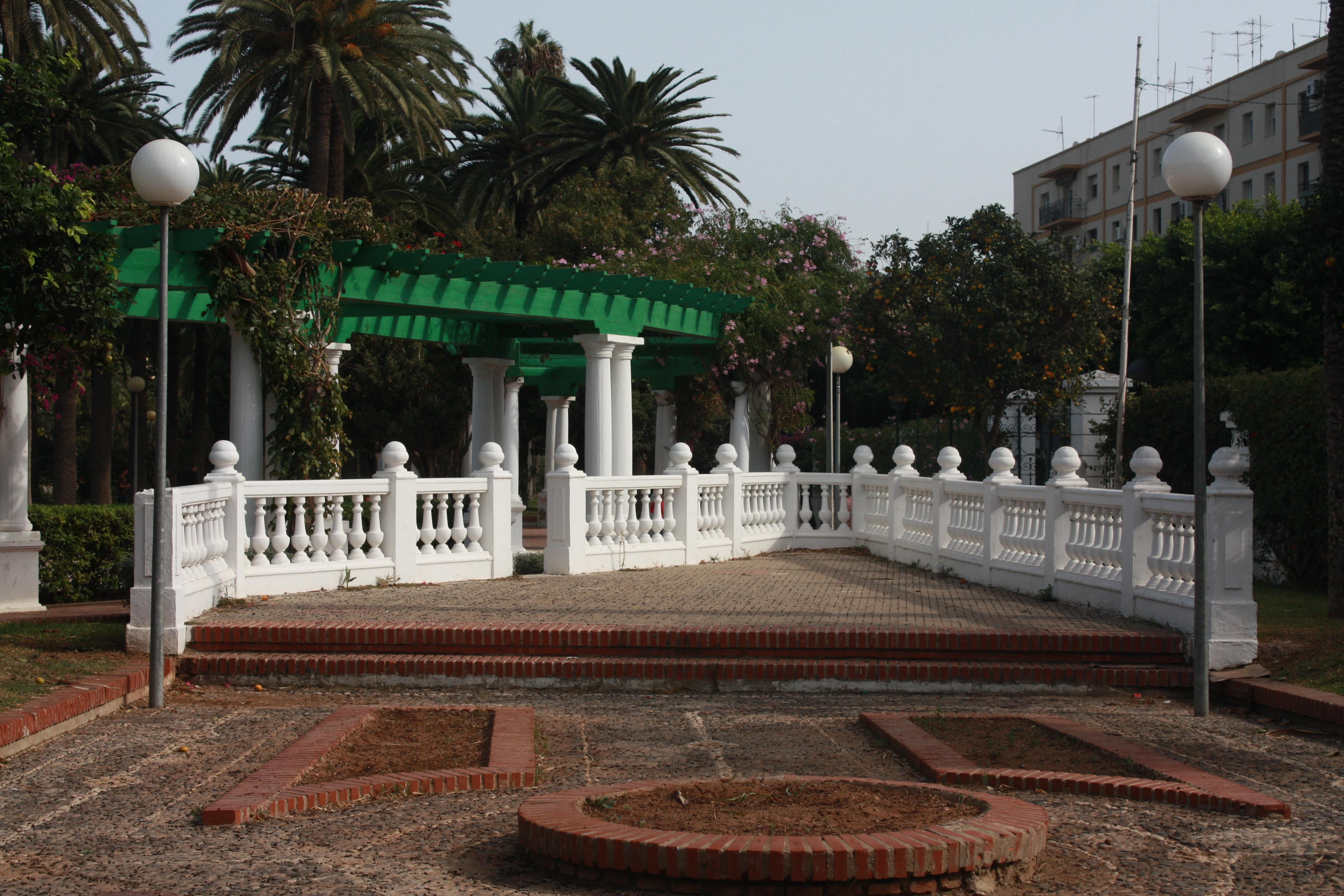
Parque Hernández
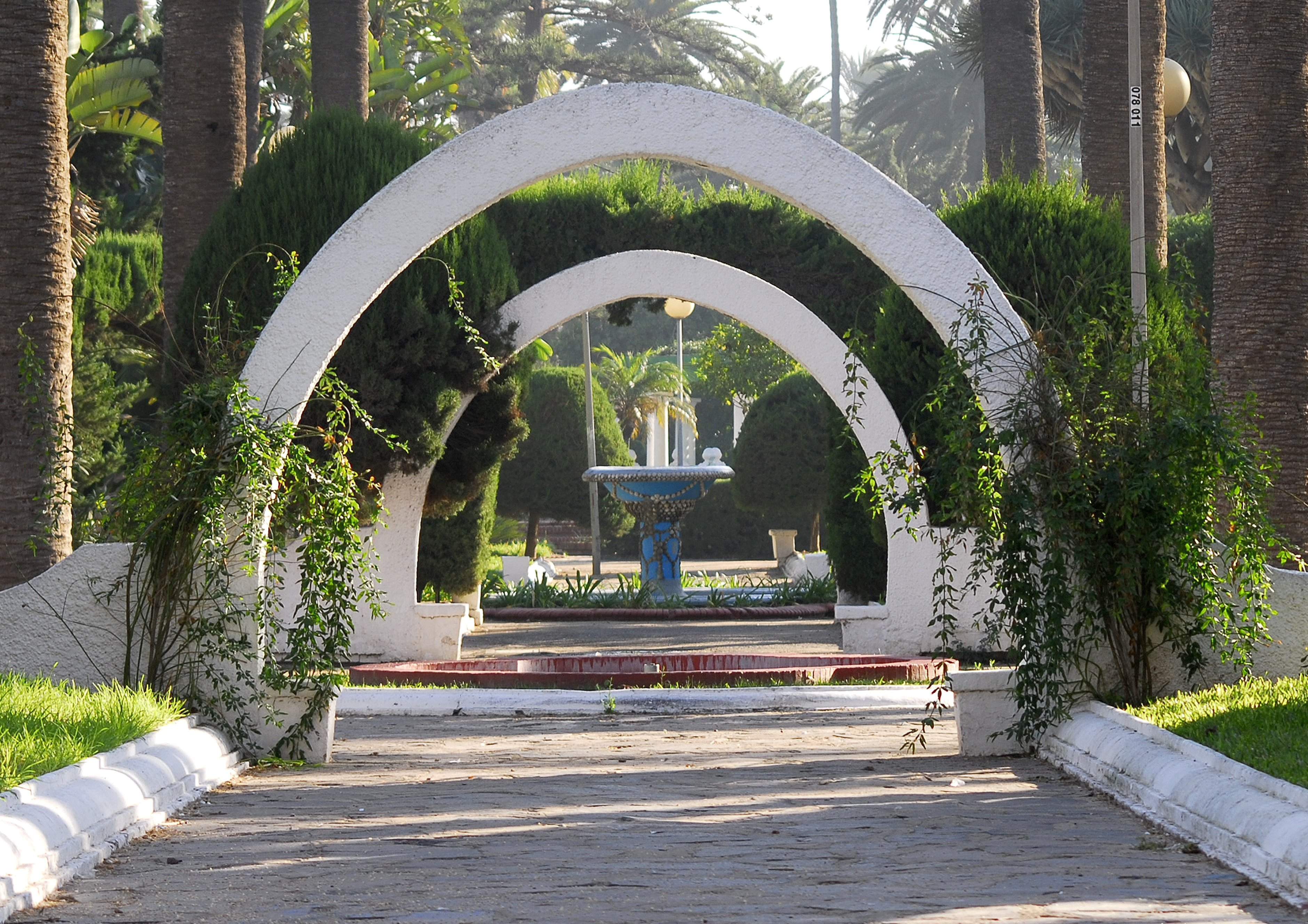

É o parque mais importante de Melilla, foi realizado em 1902 com forma de trapezi segundo desenho do engenheiro Vicente García do Camp, e está emplaçat na Praça de Espanha.

#### Parque Lobera

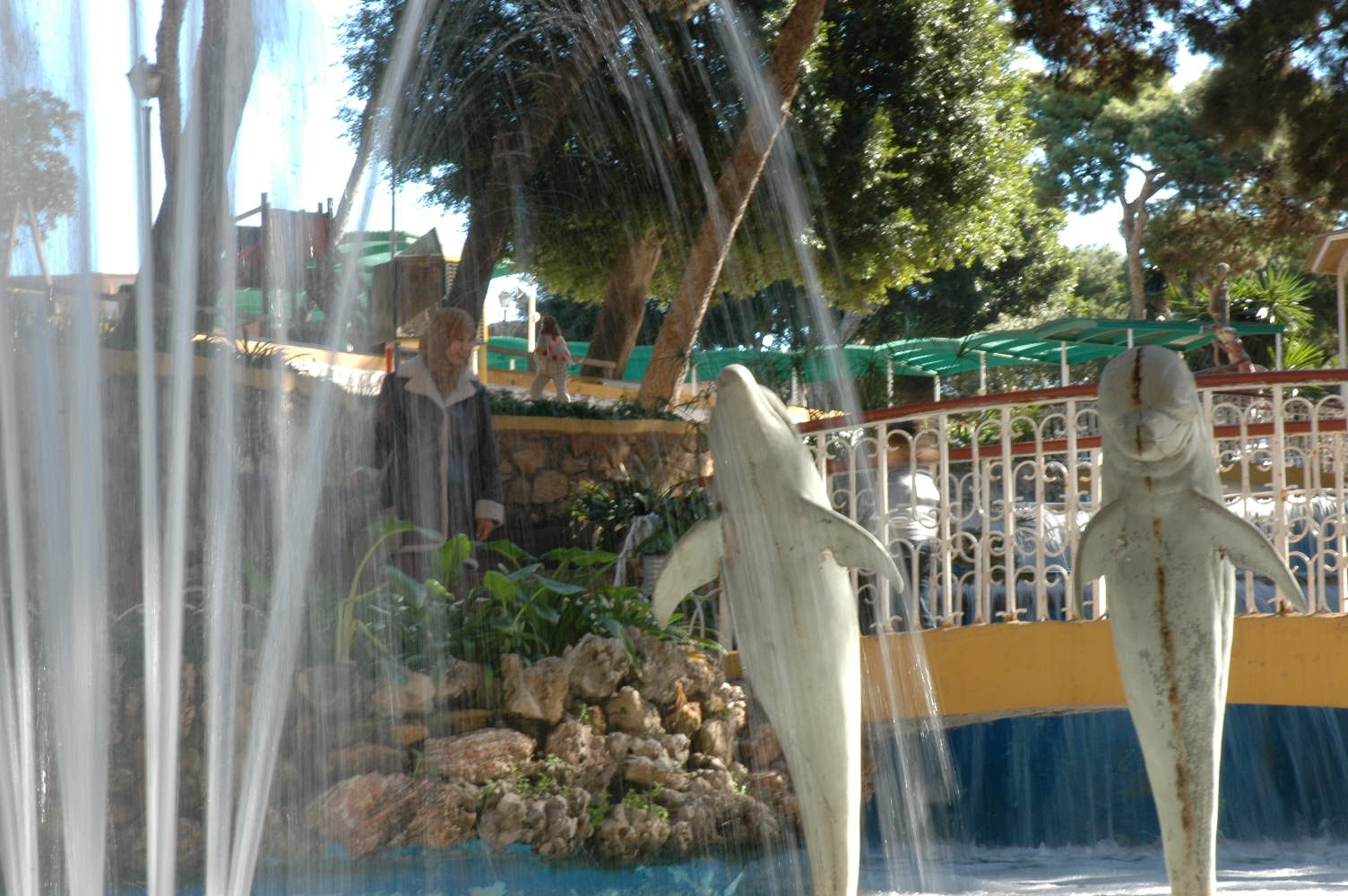
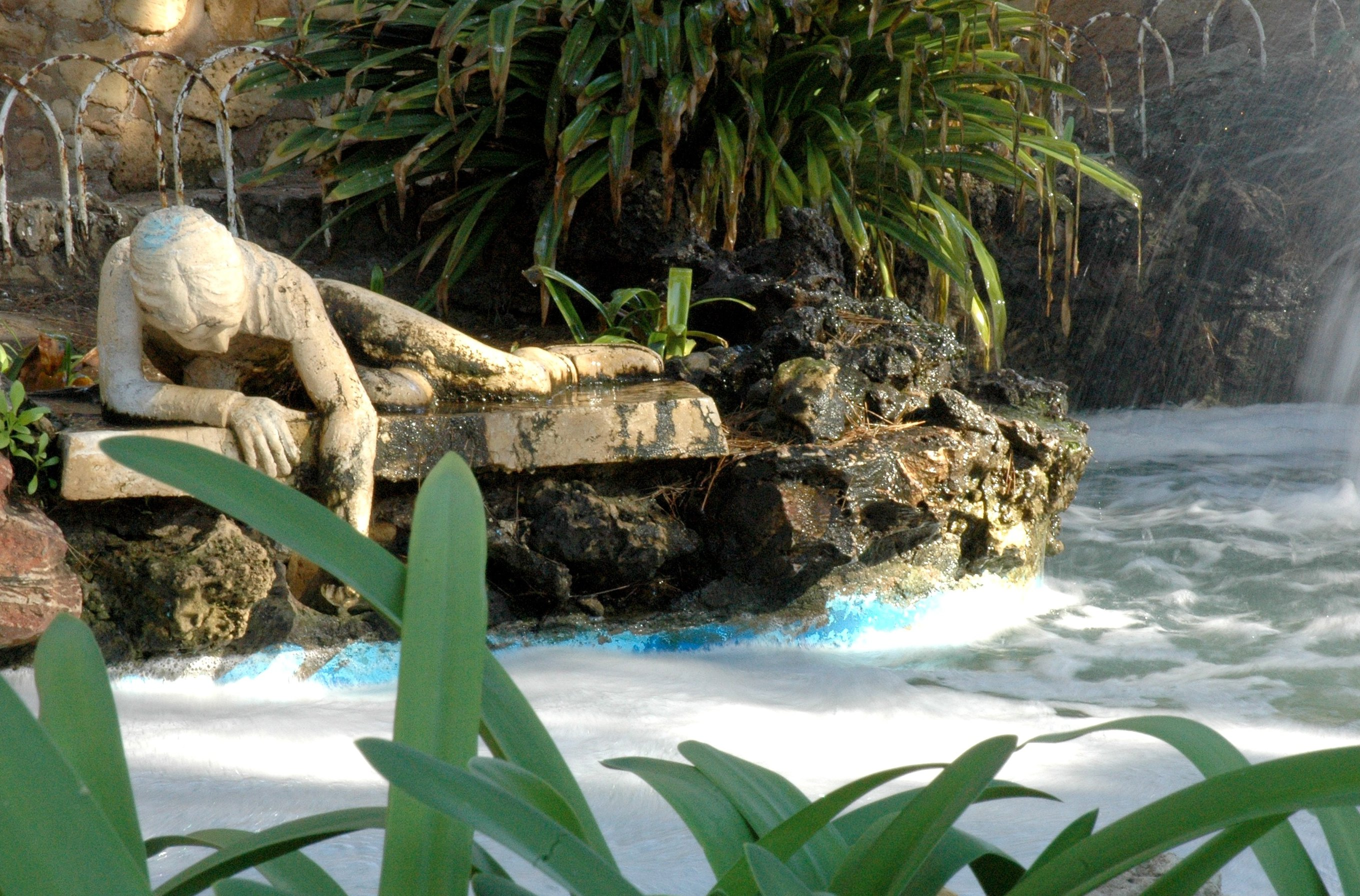
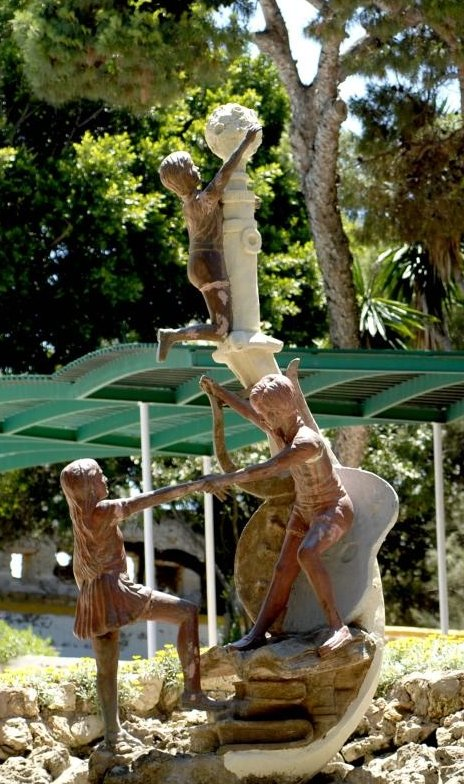

Recebe o nome do seu fundador Càndid Llobatera Girela, que sendo presidente da Junta de Arbitris, criou este parque para evitar a construção de choças no seu terreno.

#### Parque Florestal Juan Carlos I Rei

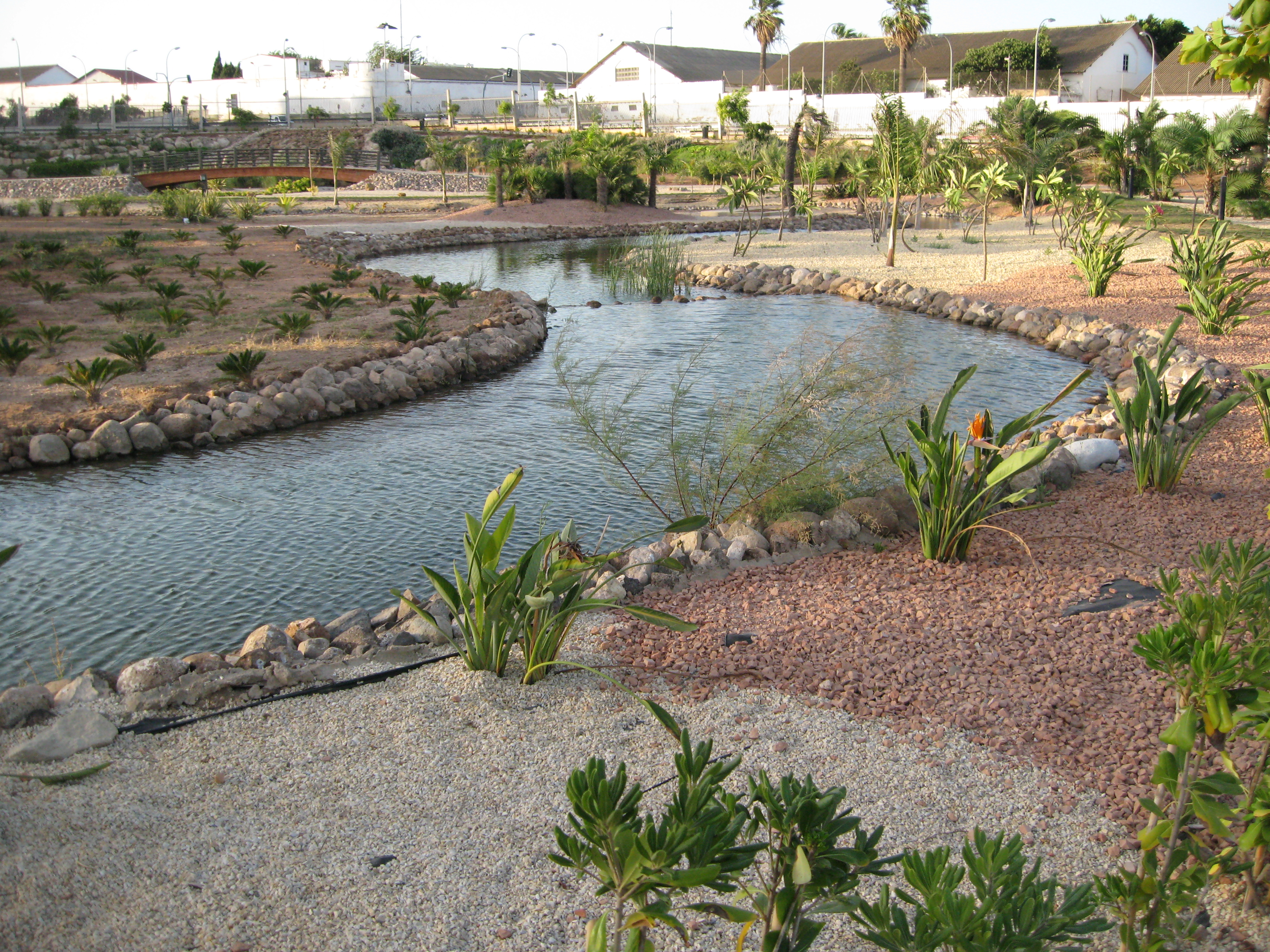
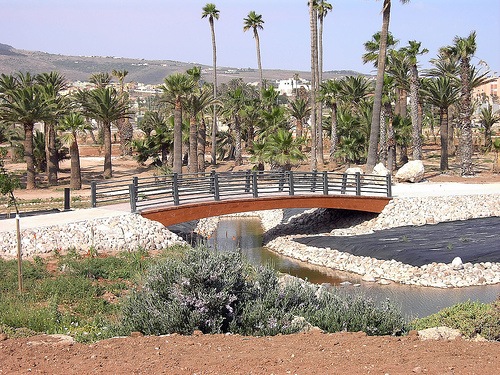
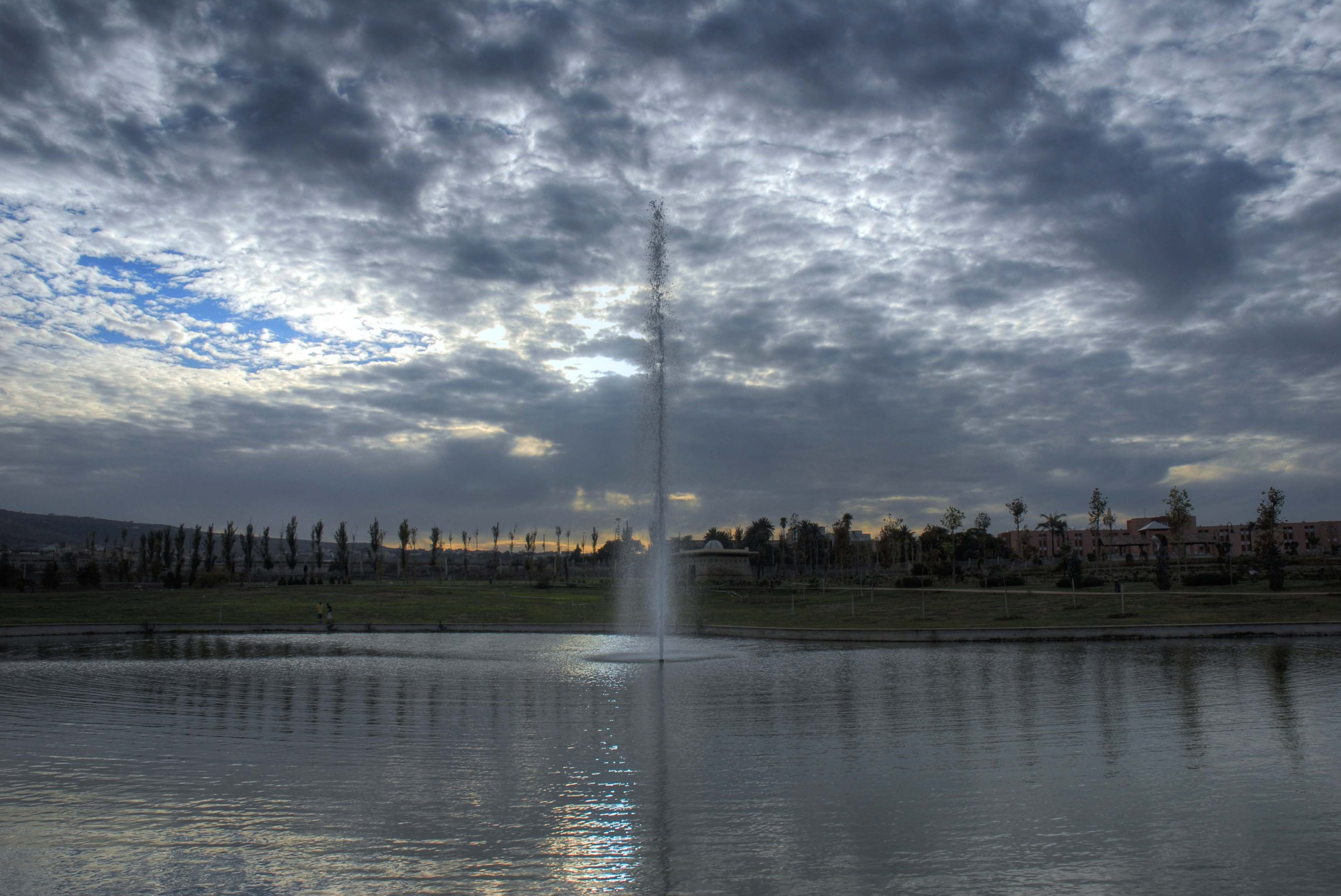
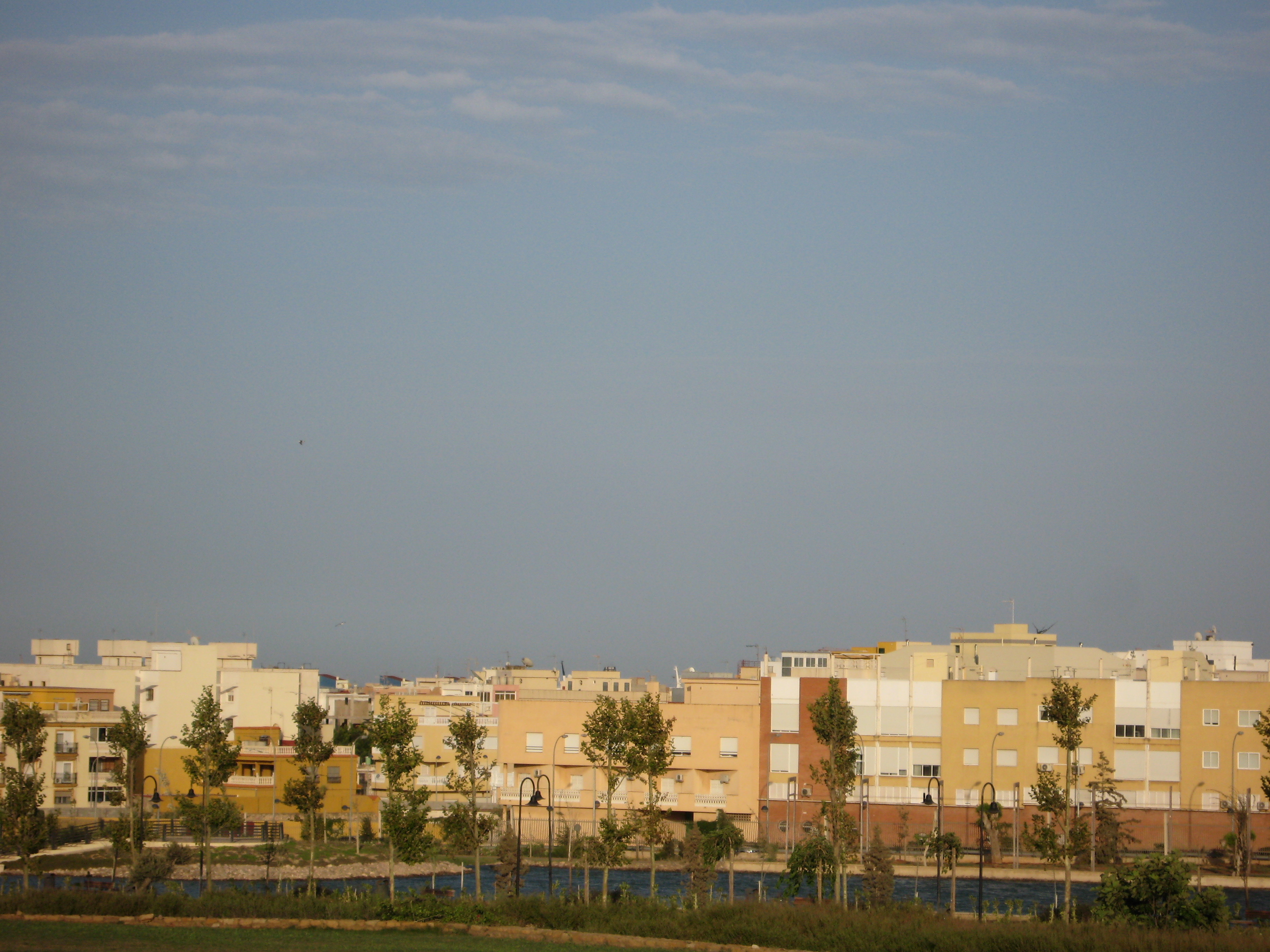
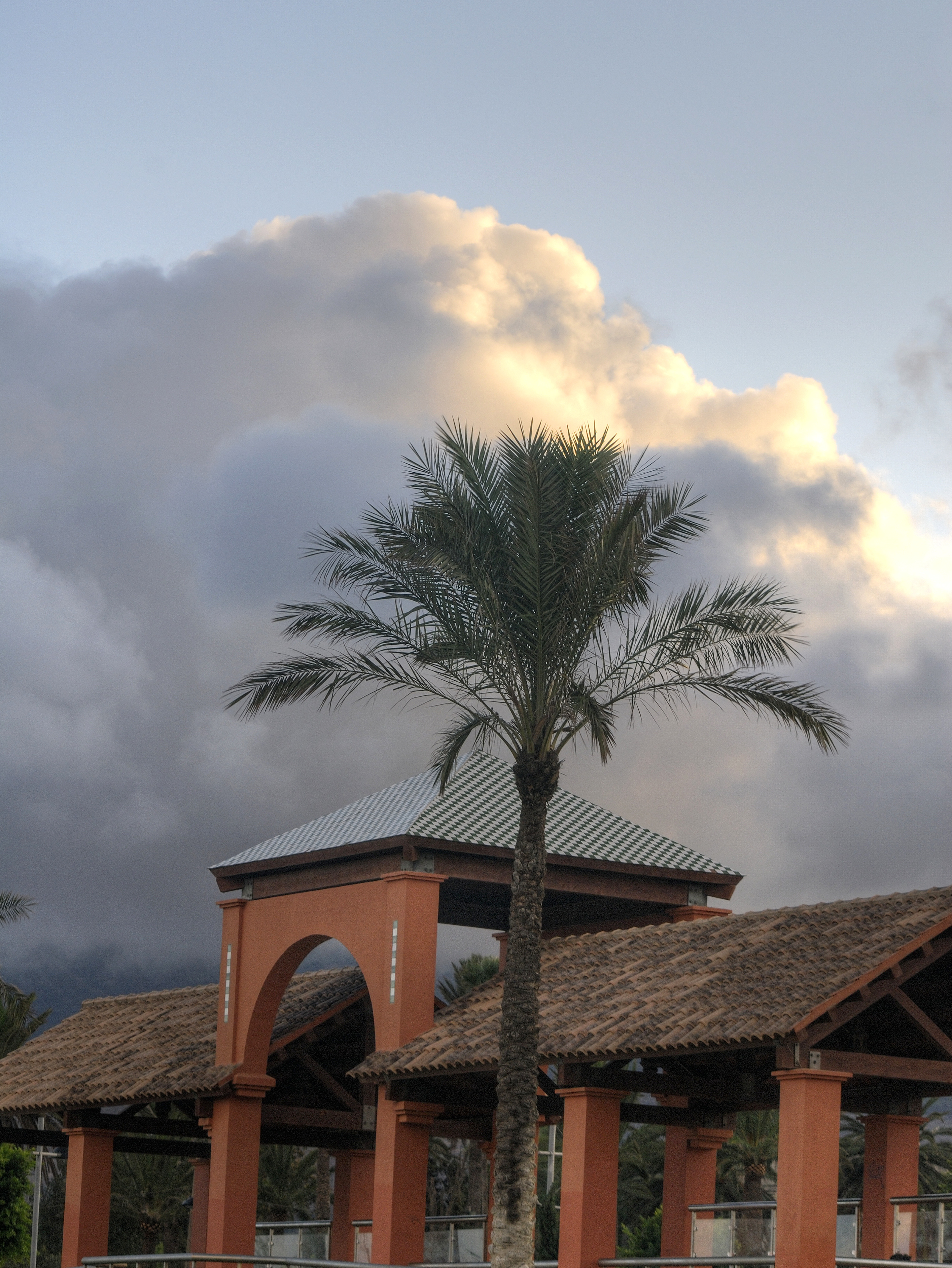
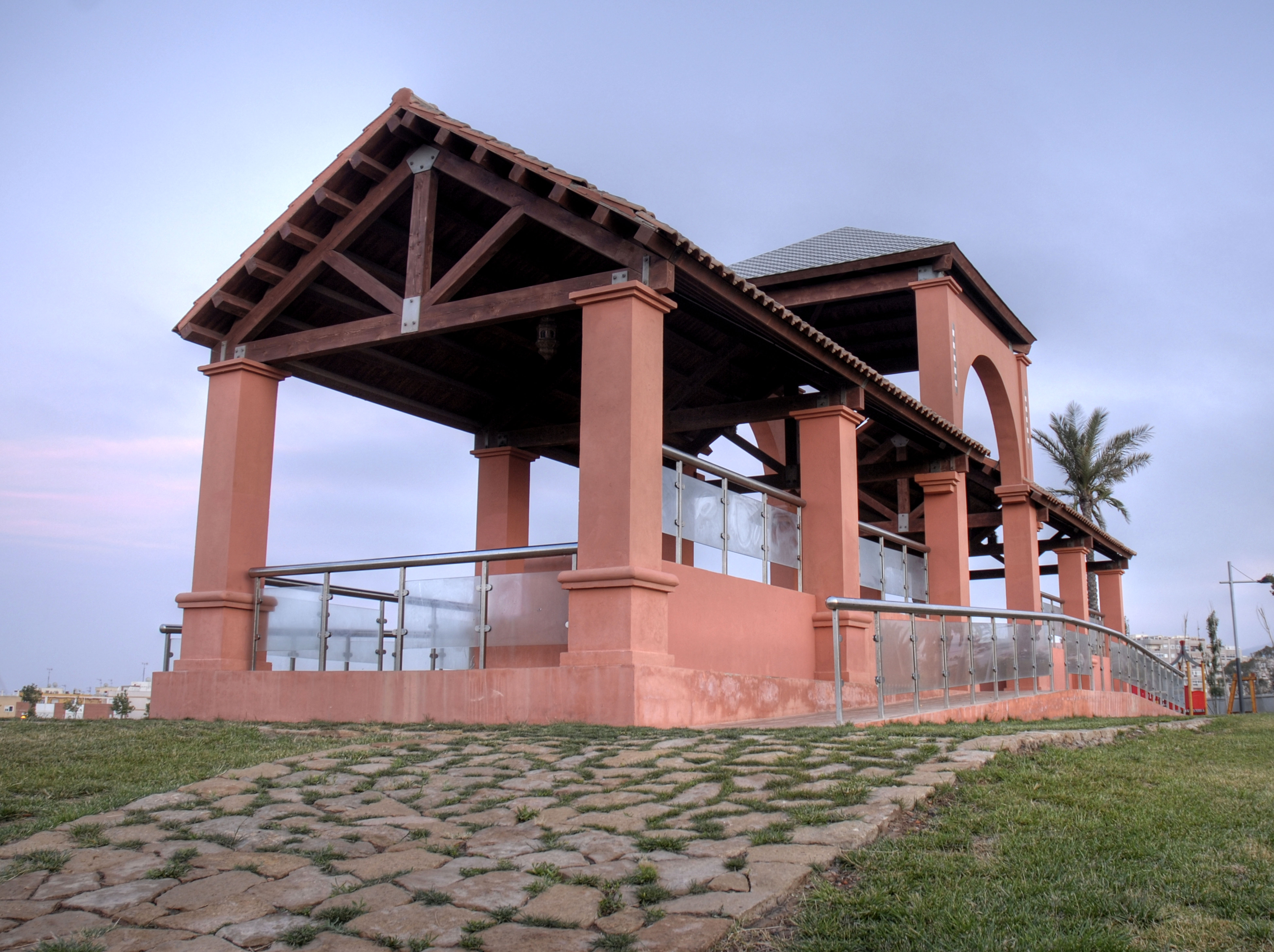
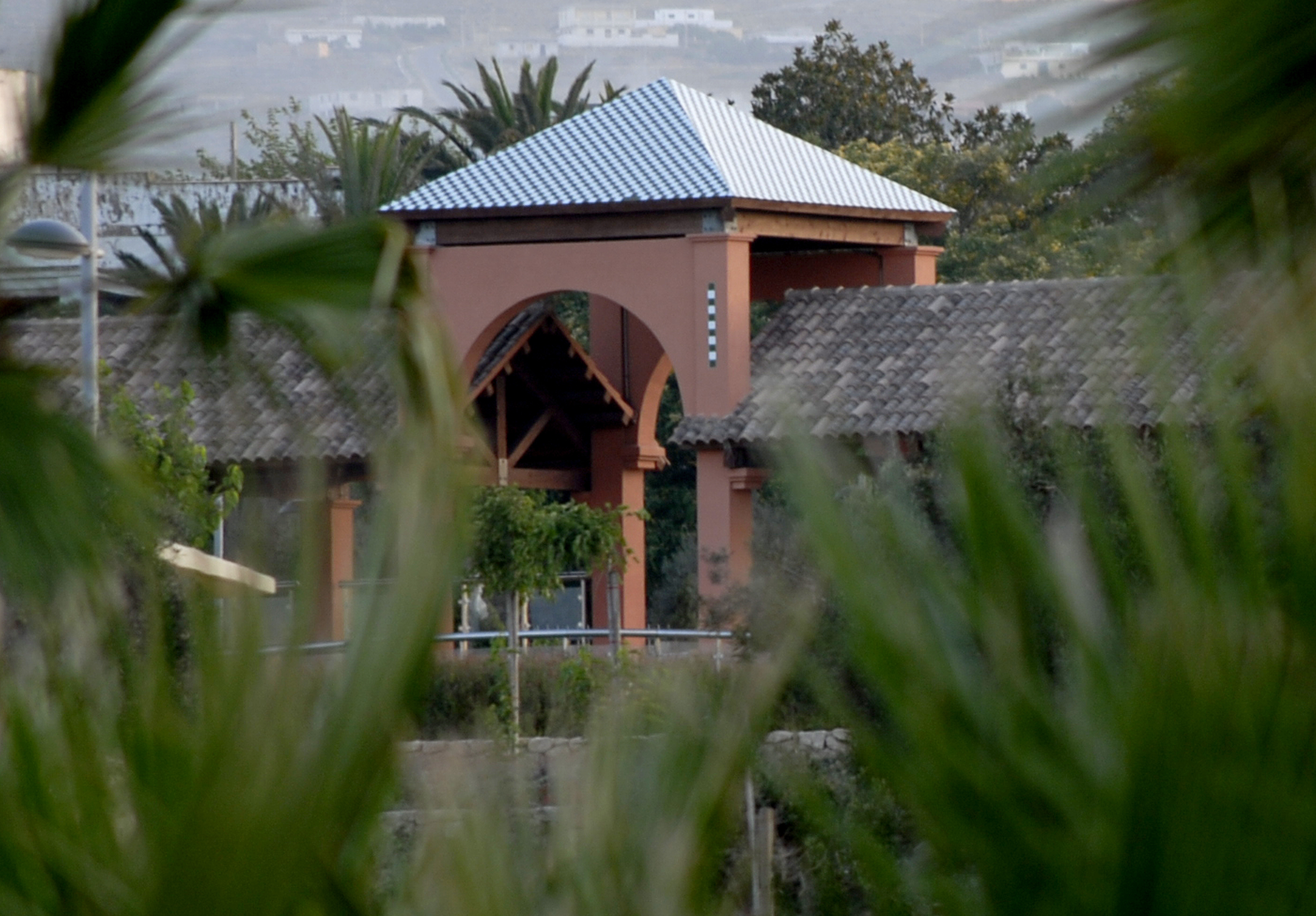
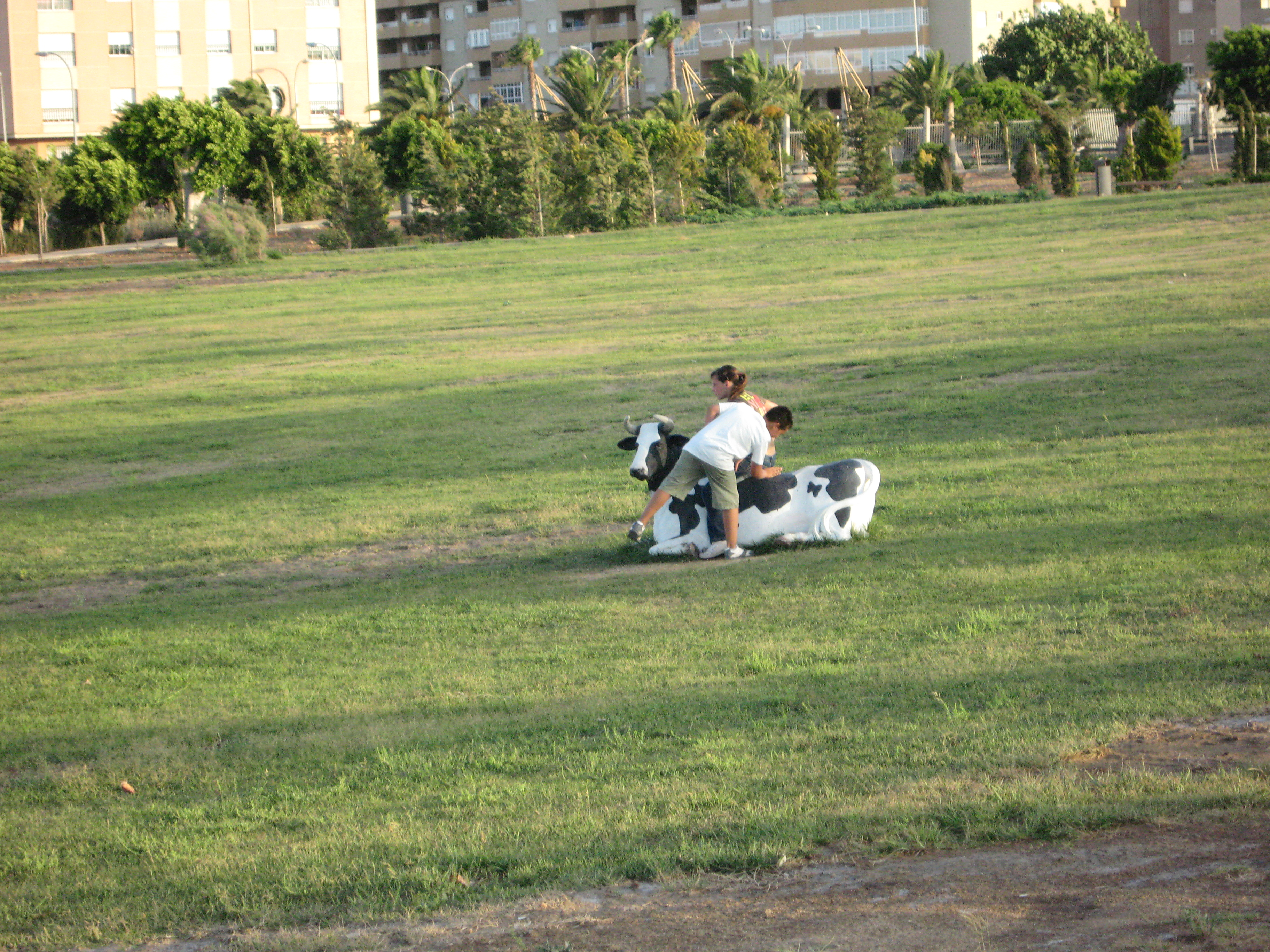
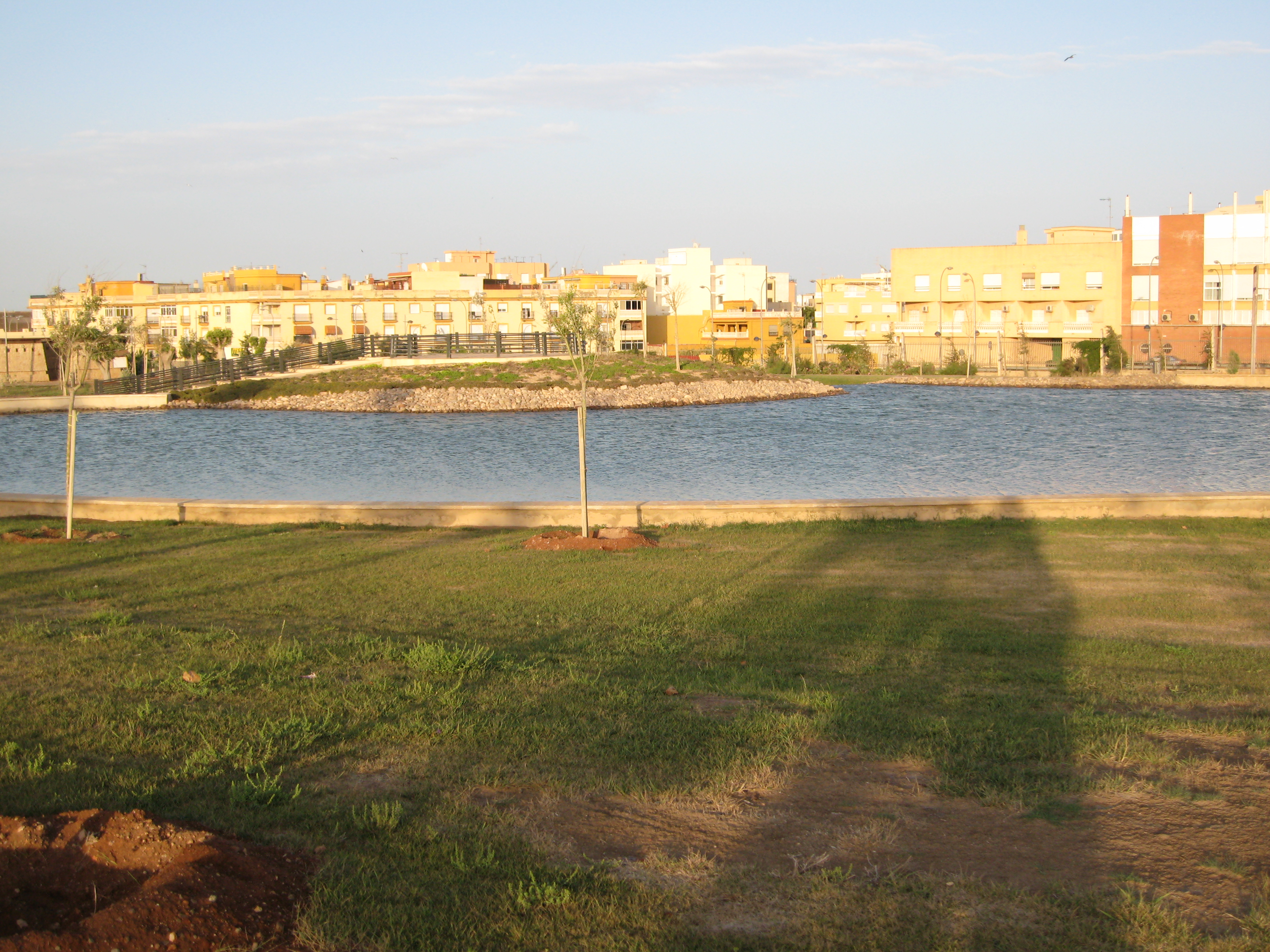

#### Parque Agustín Jerez

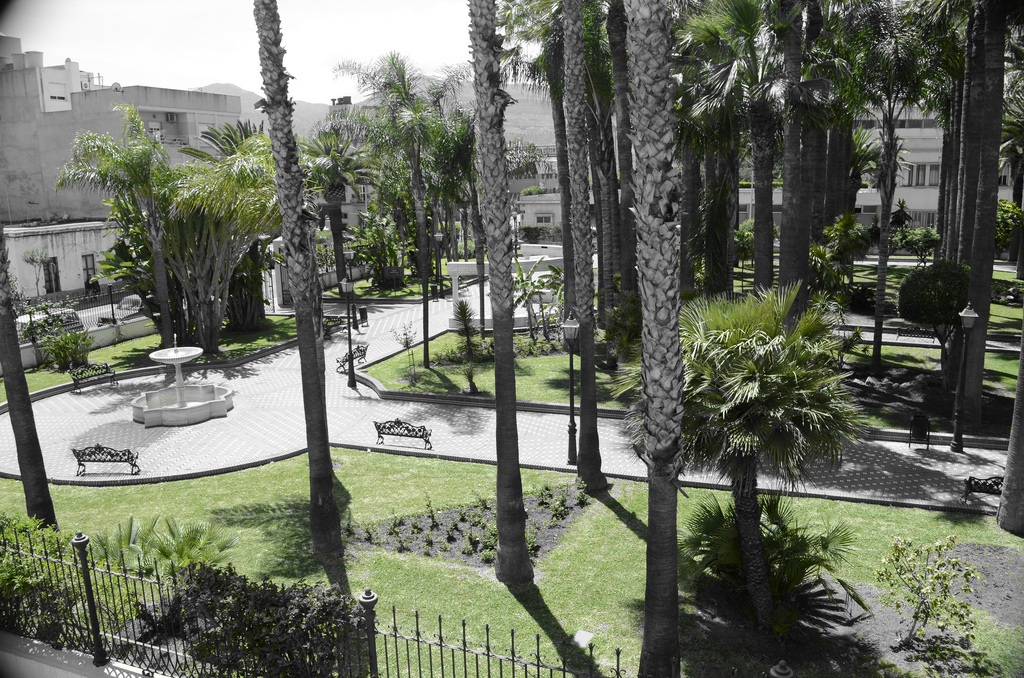